# Вінстон Черчилль
Сер Ві́нстон Леонард Спенсер-Че́рчилль (англ. Winston Leonard Spencer-Churchill; 30 листопада 1874, Бленгеймський палац, Вудсток — 24 січня 1965, Лондон, Велика Британія) — британський журналіст, політик та державний діяч XX століття. У 1940—1945 і 1951—1955 роках — прем'єр-міністр Великої Британії. Від 1900 до 1964 року (за винятком 1922—1924 років) — депутат парламенту (англ. Member of Parliament, MP) від п'ятьох різних виборчих округів. Більшу частину політичної кар'єри перебував у лавах Консервативної партії (в 1940—1955 роках — її очільник). Дотримувався ідеології економічного лібералізму та імперіалізму. У 1904—1924 роках належав до Ліберальної партії. Також прославився як військовик, історик, маляр і письменник. Серед його численних нагород — Нобелівська премія з літератури.
Народився в Оксфордширі в заможній аристократичній родині змішаного англо-американського походження. 1895 року пішов служити до британської армії та став учасником військових дій у Британській Індії, англо-суданській війні та Другій бурській війні. Прославився як військовий кореспондент, а також завдяки книгам про ці кампанії. 1900 року обраний депутатом від Консервативної партії. 1904 року перейшов до табору лібералів. В уряді лібералів Герберта Асквіта Черчилль працював президентом Ради з питань торгівлі та міністром внутрішніх справ, впроваджуючи реформу в'язниць та реформу соціального забезпечення працівників. Станом на початок Першої світової війни Черчилль обіймав посаду Першого лорда Адміралтейства. Після того, як кампанія в Галліполі зазнала фіаско, його понизили до посади канцлера герцогства Ланкастерського. У листопаді 1915 року подав у відставку і впродовж півроку служив на Західному фронті, зокрема, командиром 6-го Королівського шотландського батальйону фузилерів. 1917 року повернувся до уряду, очільником якого тоді був Девід Ллойд Джордж, та обіймав послідовно посади міністра у справах озброєнь, військового міністра та Державного секретаря авіації, міністра у справах колоній. На останній із цих посад керував укладенням англо-ірландського договору та зовнішньою політикою Великої Британії на Близькому Сході. На два роки опинився поза парламентом, а потім повернувся канцлером скарбниці в другому уряді консерваторів Стенлі Болдвіна. 1925 року повернув фунт стерлінгів до золотого стандарту за довоєнним паритетом. Загалом вважають, що це спричинило дефляційний тиск і пригнічення британської економіки.
У 1930-х роках, не маючи державної посади, став рупором тих, хто закликав до переозброєння Великої Британії, аби протистояти дедалі відчутнішій загрозі з боку нацистської Німеччини. На початку Другої світової війни його знову призначено Першим лордом Адміралтейства. У травні 1940 року став прем'єр-міністром, змінивши Невілла Чемберлена. Черчилль курував участь Великої Британії у боротьбі союзників проти держав Осі, що завершилась перемогою 1945 року. Після поразки консерваторів на загальних виборах 1945 року став лідером опозиції. На тлі розгортання холодної війни з Радянським Союзом він публічно попереджав про утворення «залізної завіси», створену Радянським Союзом в Європі, та пропагував європейську єдність. 1951 року вдруге став прем'єр-міністром. Опікувався в той час закордонними справами, особливо англо-американськими відносинами і, попри тодішній процес деколонізації, намагався зберегти Британську імперію. Серед досягнень його уряду на внутрішній арені — житлове будівництво і розроблення ядерної зброї. З огляду на погіршення стану здоров'я, 1955 року Черчилль склав із себе повноваження прем'єр-міністра, хоча й залишався депутатом парламенту до виборів 1964 року. Помер 1965 року. На честь нього влаштовано державний похорон.
Черчилля вважають однією з найвизначніших постатей XX століття. Досі популярний у Великій Британії та Західному світі, де його розглядають як лідера часів війни, що відіграв важливу роль у захисті європейської демократії проти поширення тоталітаризму.

## Початок життєвого шляху

### Дитинство та школа: 1874—1895

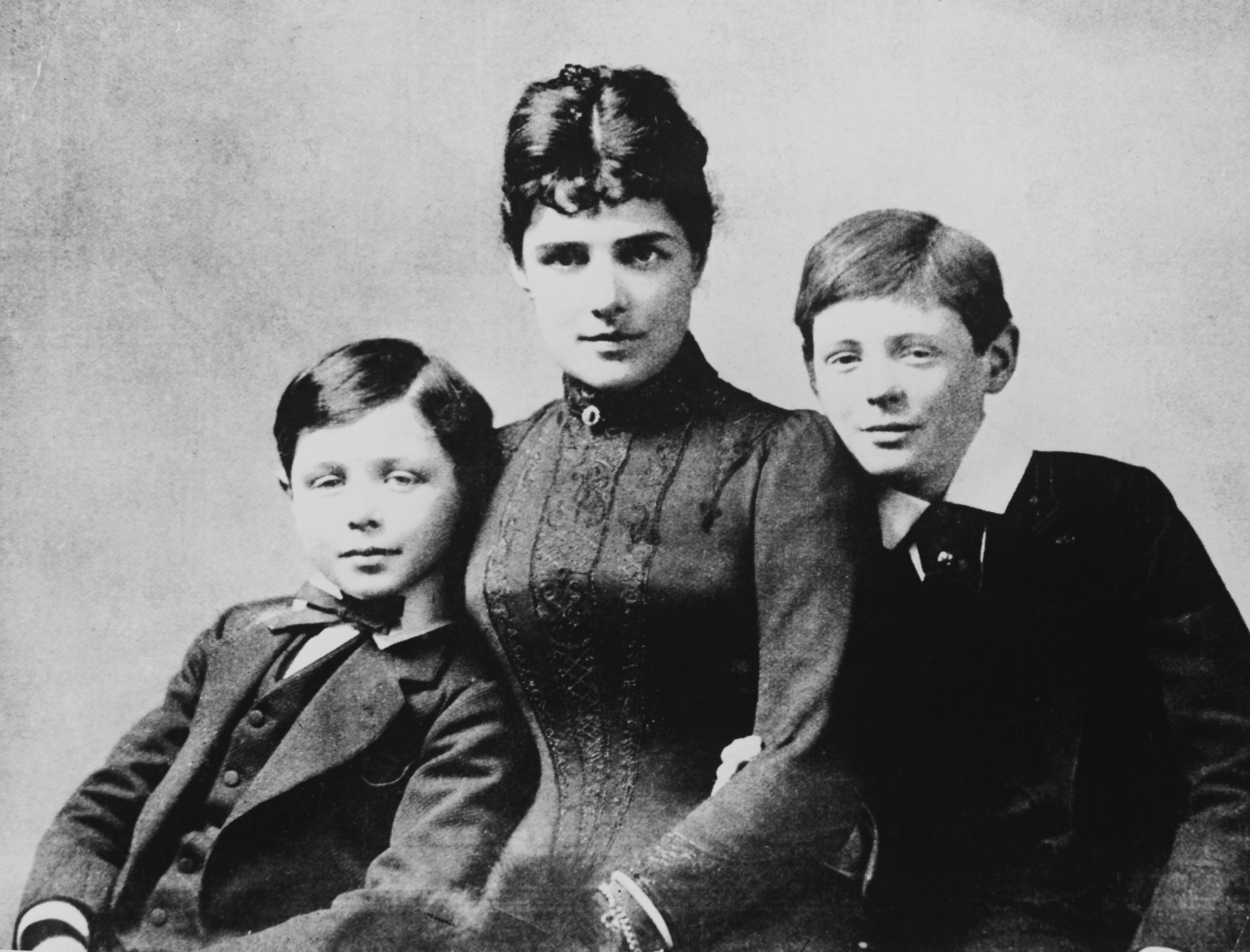
Дженні Спенсер Черчилль з двома синами, Джек Черчилль (1880–1947) (ліворуч) та Вінстоном (праворуч), 1889 рік

Вінстон Черчилль народився 30 листопада 1874 року в Бленемському палаці в Оксфордширі, — основній резиденції його родини. Батько, лорд Рендольф Черчилль, — член Консервативної партії, обраний 1873 року депутатом парламенту (MP) від Вудстока. Мати, Дженні, — дочка заможного американського бізнесмена Леонарда Джерома. По батьковій лінії Вінстон був нащадком Джона Черчилля, 1-го герцога Мальборо.
1876 року дідуся Черчилля по батькові, Джона Спенсера-Черчилля, призначено віцекоролем Ірландії, яка тоді входила до складу Сполученого Королівства. Рендольф став його особистим секретарем, і сім'я переїхала до Дубліна. 1880 року там народився брат Вінстона, Джек. Більшу частину 1880-х років Рендольф та Дженні рідко бачилися з синами, тож за ними доглядала няня Елізабет Еверест. Пізніше Черчилль писав, що «вона була моєю повірницею усі двадцять років мого життя».
Семирічного Вінстона віддали вчитися до пансіону Сент-Джордж у містечку Ескоті (графство Беркшир). Там він погано вчився і мав найгірші оцінки за поведінку. 1884 року перейшов до школи Брансвік у Гоуві, де став вчитися набагато краще. У квітні 1888 року, у віці 13 років, він насилу склав вступний іспит до школи Герроу. Батько хотів, щоб Вінстон підготувався до кар'єри військовика, і тому останні три роки в Герроу він навчався у військовому класі. З третьої спроби йому вдалося вступити до Королівської військової академії в Сандгерсті. Його прийняли кадетом у кінноту. Заняття розпочались у вересні 1893 року. Невдовзі після того, як Черчилль здобув освіту у Сандгерсті, помер його батько.

### Куба, Індія та Судан: 1895—1899

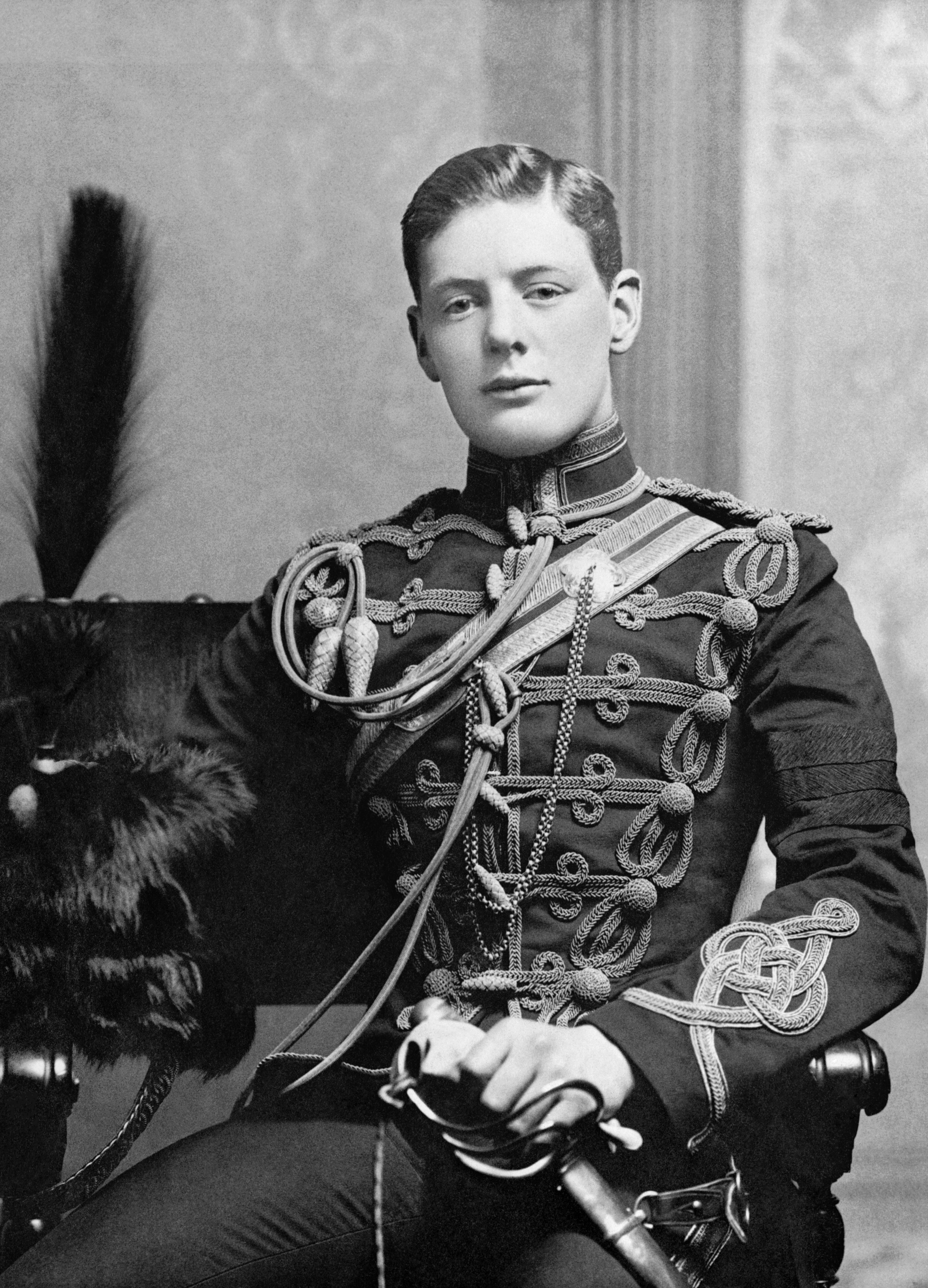
Черчилль у парадній формі 4-го власного гусарського полку королеви< в Олдершоті, 1895 рік

У лютому 1895 року Черчилль здобув звання другого лейтенанта 4-го власного гусарського полку королеви, що був розквартирований в Олдершоті. Прагнучи стати свідком бойових дій, він використовував зв'язки матері, щоб його посилали в гарячі точки. Восени 1895 року він разом із другом Реджі Барнзом, який тоді був субалтерном, вирушив на Кубу, щоб стати свідком війни за незалежність. На шляху туди Черчилль вперше побував у Нью-Йорку. Це місто йому дуже сподобалося. Він захоплено писав матері про Сполучені Штати: «який надзвичайний народ американці!». На Кубі він приєднався до іспанських військ, що намагалися придушити повстання, і потрапив у декілька сутичок зі стріляниною. У жовтні 1896 року у складі 4-го гусарського полку прибув до Бомбея. В Індії загалом пробув 19 місяців. Жив у Бангалорі. Тричі відвідував Калькутту, а також брав участь в експедиціях до Гайдарабада та Північно-Західного кордону.
В Індії Черчилль цілеспрямовано взявся за самоосвіту. Серед іншого, познайомився з працями Платона, Гіббона, Дарвіна та Маколея. Книги йому надсилала мати, з якою він часто листувався, коли перебував за кордоном. В одному з листів до неї 1898 року він так описав свої релігійні погляди: «я не визнаю християнських чи будь-яких інших релігійних вірувань». Черчилль був хрещений в Англійській церкві. Утім, пізніше зізнавався, що замолоду пережив період шаленого антихристиянства, а в зрілому віці був агностиком. В іншому листі, до свого двоюрідного брата, він назвав релігію «солодким наркотиком» і сказав, що віддає перевагу протестантизму перед католицизмом, оскільки вважає, що той «на один крок ближче до Розуму».
Цікавлячись справами у британському парламенті, він називав себе «лібералом в усьому, крім імені», але додавав, що ніколи не зможе підтримати Ліберальну партію в питанні Гомрулу. Натомість приєднався до того крила Консервативної партії, що виступало під гаслами демократії торі. Під час короткого візиту додому виголосив свою першу публічну промову на партійних зборах Ліги примули в Баті. У той час він дотримувався суміші реформаторських та консервативних поглядів, наприклад, підтримував поширення світської, неконфесійної освіти, але водночас виступав проти надання жінкам права голосу.
Черчилль попросився вступити добровольцем до Макаландської діючої армії під командуванням Біндона Блада, що вирушала в долину Сват на північному заході Індії для придушення повстання момандів. Блад погодився прийняти його за умови, що той поїде туди як акредитований журналіст. Це був початок письменницької кар'єри Черчилля. У жовтні 1897 року він повернувся до Бангалора й там написав свою першу книгу «Історія Макаландської діючої армії», що одержала схвальні відгуки. Тоді ж він написав свій єдиний художній твір, руританський роман «Саврола». Щоб тримати себе постійно зайнятим, Черчилль взявся за письменництво. Рой Дженкінс називає це заняття його «цілою звичкою», особливо коли під час політичної кар'єри він опинявся без посади. Письменництво було головним способом Вінстона відволіктись від періодичної депресії, яку він сам називав «чорним собакою».
Завдяки своїм зв'язкам у Лондоні Черчилль долучився до кампанії генерала Кітченера в Судані в ранзі субалтерна 21-го уланського полку, водночас пишучи репортажі для «The Morning Post». Після битви під Омдурманом, що відбулась 2 вересня 1898 року, 21-й уланський полк розформовано. У жовтні Черчилль повернувся до Англії й почав писати книгу «Річкова війна», де йшлося про цю кампанію. Вона вийшла друком у листопаді 1899 року; саме тоді він вирішив залишити армію. Він критикував воєнні дії Кітченера, особливо його немилосердне поводження з пораненими ворогами та осквернення могили Мухаммада Ахмада в Омдурмані.
2 грудня 1898 року Черчилль вирушив до Індії, щоб упорядкувати свої військові справи й оформити відставку зі складу 4-го гусарського полку. Там він проводив багато часу за грою в поло, єдиним видом спорту з м'ячем, яким коли-небудь цікавився. Залишивши гусарський полк, 20 березня 1899 року він відплив із Бомбея, сповнений рішучості розпочати політичну кар'єру.

### Політика та Південна Африка: 1899—1901

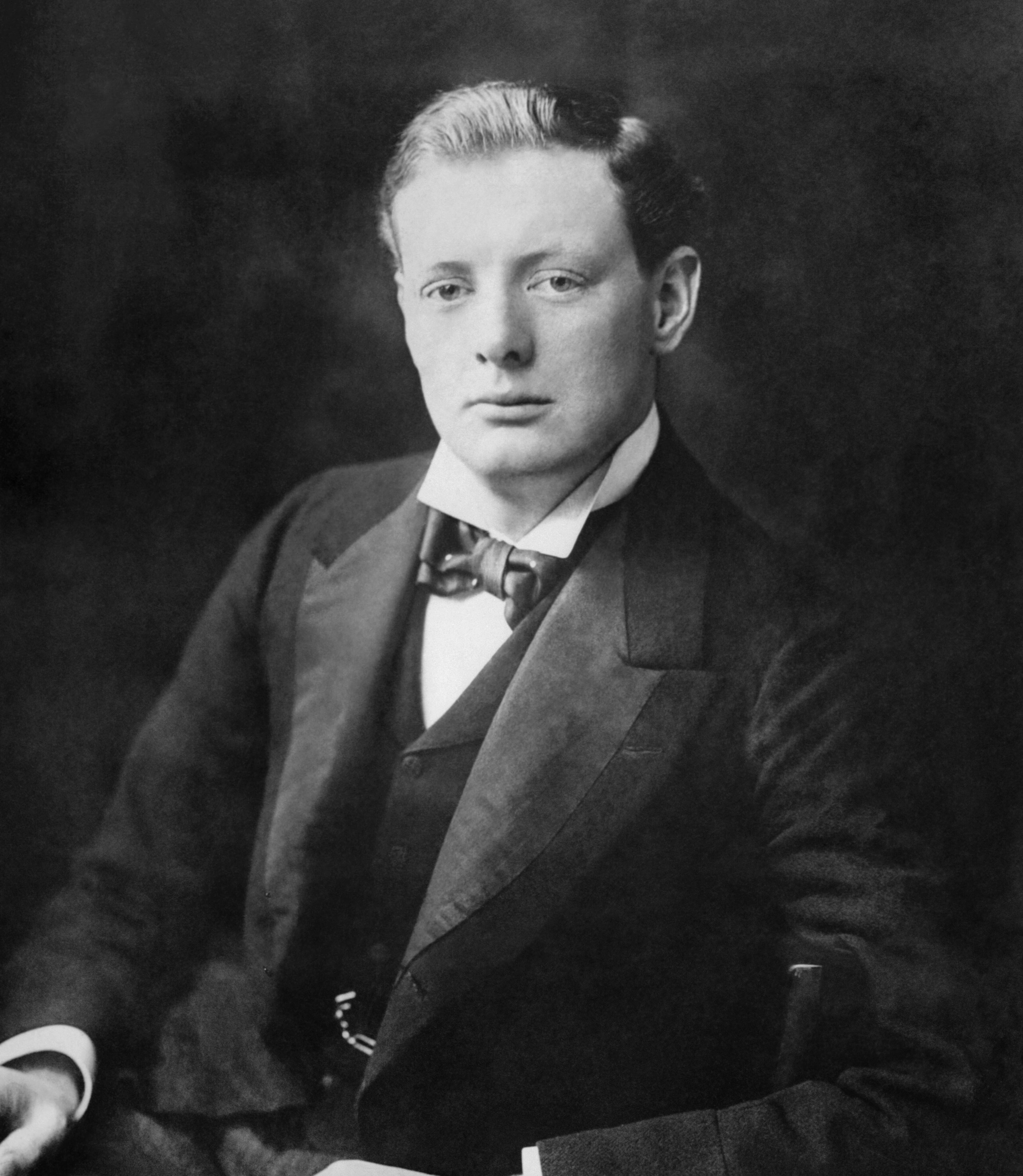
Черчилль на час своїх перших виборів до парламенту, 1900 рік

Прагнучи потрапити до парламенту, Черчилль виступав на зборах консерваторів. Він став одним із двох кандидатів від партії на додаткових виборах у червні 1899 року у двомандатному окрузі Олдем (Ланкашир). На зустрічах із виборцями Черчилль називав себе «консерватором і консервативним демократом». Хоч місця від Олдема раніше діставались консерваторам, але цього разу з невеликою перевагою перемогли ліберали.
Передчуваючи початок Другої бурської війни між Британією та бурськими республіками, Черчилль відплив до Південної Африки як журналіст Морнінг Пост під редакцією Джеймса Нікола Данна. У жовтні він прибув до зони конфлікту поблизу Ледісміта, який тоді був в облозі бурських військ, і вирушив до Коленсо. Поїзд потрапив під обстріл бурських військ і зійшов з рейок. Черчилля взяли в полон і запроторили до табору військовополонених у Преторії. У грудні він втік із в'язниці та ухилився від переслідувачів, сховавшись у шахті. Зрештою, ховаючись у вагоні вантажного потяга, він дістався безпечного місця в португальській Східній Африці. Його втеча привернула велику увагу.
У січні 1900 року він ненадовго вступив лейтенантом до полку Легкої кавалерії Південної Африки, взявши участь у бойових діях Редверса Буллера за зняття облоги Ледісміта і взяття Преторії. В обох місцях був у перших рядах британських військ. Разом зі своїм двоюрідним братом 9-им герцогом Мальборо він прийняв капітуляцію 52 охоронців бурського табору військовополонених. Протягом усієї війни публічно засуджував упередження проти бурів, закликаючи ставитись до них «з великодушністю і терпимістю», а після війни закликав британців бути великодушними переможцями. У липні пішов у відставку і повернувся до Британії. Його репортажі для «Морнінг Пост» вийшли окремою книгою «З Лондона до Ледісміта через Преторію», що розійшлась великим накладом.
У серпні Черчилль винайняв квартиру у лондонському районі Мейфер, на Маунт-стріт, 105, де жив і працював наступні шість років. На загальних виборах у жовтні 1900 року він знову став одним із кандидатів від консерваторів у двомандатному окрузі Олдем. Цього разу 25-річний Черчилль із невеликою перевагою посів друге місце і вперше став депутатом парламенту. Того ж місяця він опублікував книгу Марш Ієна Гамільтона про свої пригоди в Південній Африці. Ця книга лягла в основу низки лекцій, які він прочитав у листопаді в Британії, США та Канаді. Так він хотів заробити на прожиття, адже депутати парламенту тоді ще не отримували зарплатні. У США Черчилль зустрівся з Марком Твеном, президентом Вільямом Мак-Кінлі та віцепрезидентом Теодором Рузвельтом; з останнім він не ладнав. Пізніше, навесні 1901 року, також читав лекції в Парижі, Мадриді та Гібралтарі.

### Депутат-консерватор: 1901—1904

Черчилль у 1904 році, коли він «Перехід у протилежний табір»

У лютому 1901 року Черчилль обійняв посаду у Палаті громад, де його перша промова набула широкого розголосу в ЗМІ. Він був пов'язаний із групою консерваторів, відомою як «г'юлігани», але критикував консервативний уряд з різних питань, особливо щодо збільшення фінансування армії. Він вважав, що додаткові військові витрати повинні йти на флот. Це збентежило лідерів фракції консерваторів, але його підтримали ліберали, з якими він дедалі більше спілкувався, особливо ліберали-імперіалісти, як-от Герберт Асквіт. У цьому контексті Черчилль пізніше писав, що «мої погляди повільно, але неухильно дрейфували вліво». На рівні особистого спілкування він розглядав «поступове створення в Консервативній партії демократичної, прогресивної платформи» або ж «Центристської партії», де об'єднаються консерватори і ліберали.
До 1903 року між Черчиллем і консерваторами відбувся справжній розкол, великою мірою тому, що він виступав проти кампанії економічного протекціонізму, а ще відчував, що вороже ставлення багатьох членів партії завадить йому обійняти посаду в уряді консерваторів. То був час, коли Ліберальна партія набувала щоразу більшої підтримки, тож його перехід 1904 року, можливо, також був зумовлений особистими амбіціями. Він дедалі частіше голосував разом із лібералами проти уряду. Наприклад, він виступав проти підвищення військових витрат; підтримав законопроєкт лібералів про повернення законних прав профспілкам і виступив проти введення митних тарифів на товари, що ввозяться до Британської імперії, назвавши себе «поміркованим прихильником» принципів вільної торгівлі. У жовтні 1903 року уряд Балфура проголосив створення законодавчої бази протекціонізму. Через два місяці, роздратована критикою Черчилля на адресу уряду, Консервативна асоціація Олдема повідомила йому, що не підтримає його кандидатуру на наступних загальних виборах.
У травні 1904 року Черчилль виступив проти запропонованого урядом законопроєкту про чужинців, покликаного стримати міграцію євреїв до Великої Британії. Він заявив, що цей законопроєкт «потуратиме примітивній упередженості проти чужинців, расовим забобонам проти євреїв та упередженому ставленню до трудової конкуренції» і висловився за «традиційно толерантне і великодушне ставлення до вільного в'їзду та надання притулку, якого наша країна дотримується довгий час і від якого отримала стільки користі». 31 травня 1904 року він полишив консерваторів і «перекинувся в табір» ліберальної опозиції у Палаті громад.

## Депутат-ліберал: 1904—1908

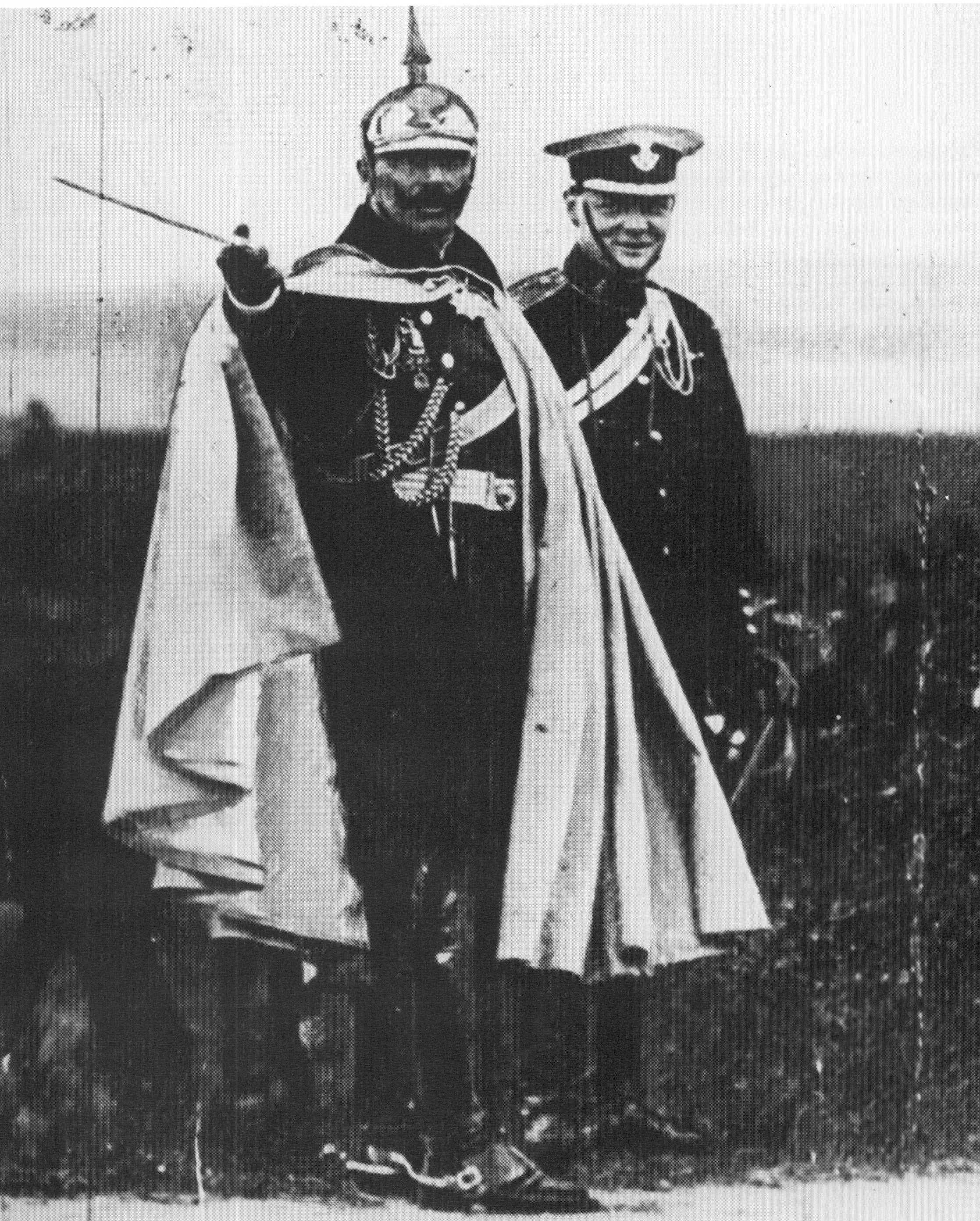
Черчилль і німецький кайзер Вільгельм II під час військових маневрів поблизу Бреслау, Сілезія, 1906 рік

У грудні 1905 року Балфур подав у відставку з посади прем'єр-міністра, а король Едуард VII запросив на його місце лідера лібералів Генрі Кемпбелла-Баннермана. Сподіваючись забезпечити собі робочу більшість у Палаті громад, Кемпбелл-Баннерман призначив на січень 1906 року загальні вибори. Перемогу здобули ліберали. Черчилль виграв у Північно-західному окрузі Манчестера. Того ж місяця вийшов друком його життєпис батька. Відгуки були загалом схвальні. Тоді ж ліберал Александр Маккаллум Скотт опублікував перший життєпис самого Черчилля.
У новому уряді Черчилль обійняв молодшу міністерську посаду заступника державного секретаря у справах колоній, про яку сам просив. Він працював під керівництвом Віктора Брюса, 9-го графа Елгіна, а секретарем собі взяв Едварда Марша. Марш залишався особистим секретарем Черчилля упродовж наступних 25 років. Першим завданням Черчилля була участь у розробці конституції Трансваалю; а ще він допомагав контролювати формування уряду Оранжевої Республіки. Щоб розв'язати проблему Південної Африки, він намагався забезпечити рівні права для британців та бурів. Крім того, Черчилль оголосив про поступову відмову від використання китайських робітників, що працювали за контрактами в Південній Африці; він погодився з урядом, що негайне скасування контрактної системи спричинить безлад в економіці колонії. Також висловлював занепокоєння стосунками між європейськими поселенцями та темношкірими африканцями. Після придушення повстання зулусів у Наталі Черчилль висловив протест проти «жахливої різанини аборигенів», яку вчинили європейці.

## Уряд Асквіта: 1908—1915

### Президент Торгової ради: 1908—1910

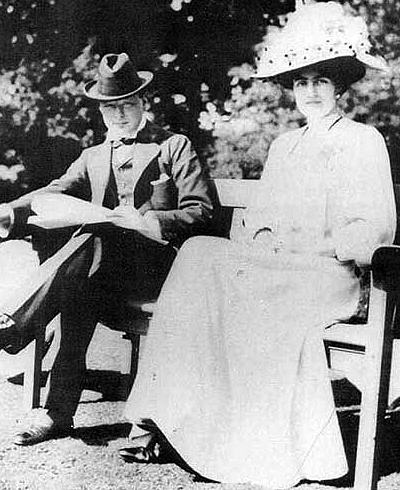
Черчилль та його наречена Клементайн Гозьєр незадовго до одруження, 1908 рік

8 квітня 1908 року Асквіт змінив на посаді прем'єр-міністра Кемпбелл-Баннермана, а через чотири дні Черчилля призначено президентом Ради з питань торгівлі. У свої 33 роки він був наймолодшим членом кабінету з 1866 року. Новопризначені міністри були юридично зобов'язані брати участь і перемагати в додаткових виборах. 24 квітня Черчилль програв у північно-західному окрузі Манчестера кандидатові від консерваторів із різницею 429 голосів. 9 травня ліберали виставили його кандидатуру в надійному окрузі Данді, де він переміг з великою перевагою.
Важлива подія відбулась у приватному житті Черчилля — він зробив пропозицію Клементайн Гозьєр. Вони одружились у вересні в Церкві святої Маргарити у Вестмінстері, а медовий місяць провели в Бавено (Венеція) та замку Вевержі (Моравія). Молодята оселились на Еклстон-сквер, 33, в Лондоні, а в липні 1909 року народилася перша дочка Діана.
Першою справою Черчилля на посаді міністра стало арбітражне примирення у виробничій суперечці між суднобудівниками та їхніми роботодавцями на корабельнях річки Тайн. Потім він створив постійний арбітражний суд для розгляду майбутніх виробничих суперечок. За ним закріпилась репутація хорошого посередника. У Кабінеті міністрів спільно з Девідом Ллойдом Джорджем він запроваджував соціальні реформи. Пропагував, як він її називав, «систему державного втручання і регулювання соціальної сфери на кшталт тієї, що існує в Німеччині».
Черчилль подав на розгляд законопроєкт «Про восьмигодинний робочий день на шахтах», який законодавчо забороняв шахтарям працювати понад вісім годин. Крім того, подав до парламенту законопроєкт Ради з питань торгівлі. Ці Ради мали право притягати до відповідальності роботодавців, якщо ті надмірно експлуатували робітників. Ухвалений більшістю голосів, закон встановив принцип мінімальної заробітної плати та право робітників на обідні перерви. У травні 1909 року Черчилль подав на розгляд законопроєкт про біржі праці, що передбачав створення понад 200 бірж праці, де безробітним допомагатимуть знайти роботу. А ще пропонував запровадити систему страхування на випадок безробіття, витрати якої частково покриватиме держава.
Щоб забезпечити фінансування своїх реформ, Ллойд Джордж і Черчилль перешкодили наміру Реджинальда Маккенни спрямувати більше коштів на розбудову ВМС. Вони відкидали думку про неминучість війни з Німеччиною. 29 квітня 1909 року Ллойд Джордж, як канцлер скарбниці, подав на розгляд свій «Народний бюджет», назвавши його воєнним бюджетом для ліквідації бідності. Він запропонував накласти небачені податки на заможні верстви, щоб фінансувати програми ліберальної партії з підвищення добробуту. Консервативні пери, що мали переважну більшість у Палаті лордів, відхилили бюджет. Побачивши, що плани соціальних реформ опинились під загрозою, Черчилль попередив, що перешкоджання з боку вищої верстви може розлютити британських робітників і спричинити класову війну. Уряд призначив на січень 1910 року загальні вибори. На них із невеликою перевагою перемогли ліберали. Черчилль зберіг своє місце від Данді. Після виборів, у меморандумі кабінету міністрів він запропонував скасувати палату лордів, замінивши її однопалатною системою або новою, меншою другою палатою, яка б не мала заздалегідь гарантованої переваги консерваторів. Палата лордів мусила змиритись, і у квітні проголосувала за Народний бюджет.

### Міністр внутрішніх справ: 1910—1911
У лютому 1910 року Черчилля підвищено до посади міністра внутрішніх справ. Тепер він керував поліцією та пенітенціарною службою. Запровадив програму реформи системи в'язниць. Зокрема, чітко розмежовано кримінальних та політичних в'язнів, причому правила в'язниць для останніх послаблено. Серед освітніх нововведень — створення бібліотек для в'язнів. Тепер кожна в'язниця мусила чотири рази на рік влаштовувати певні розважальні заходи, як-от лекції чи концерти. Дещо пом'якшено правила самотнього ув'язнення. Крім того, Черчилль хотів скасувати автоматичне ув'язнення для тих, хто не здатен сплатити штраф. Скасовано ув'язнення для осіб віком від 16 до 21 року, що не скоїли значного злочину. Черчилль замінив на тюремні строки 21 із 43 смертних вироків, винесених під час його перебування на посаді міністра внутрішніх справ.
Однією з головних внутрішніх проблем Британії було виборче право жінок. Черчилль підтримував надання права голосу жінкам, але готовий був проголосувати за відповідний законопроєкт лише в тому разі, якщо його спочатку підтримає більшість виборців-чоловіків. Він запропонував винести це питання на референдум, але з цим не погодився Асквіт, тому жінки здобули право голосу лише 1918 року. Багато суфражисток вважали, що Черчилль є затятим противником надання права голосу жінкам, і влаштовували акції протесту під час його виступів. У листопаді 1910 року суфражист Г'ю Франклін напав на Черчилля з батогом. Франкліна заарештували й ув'язнили на шість тижнів.

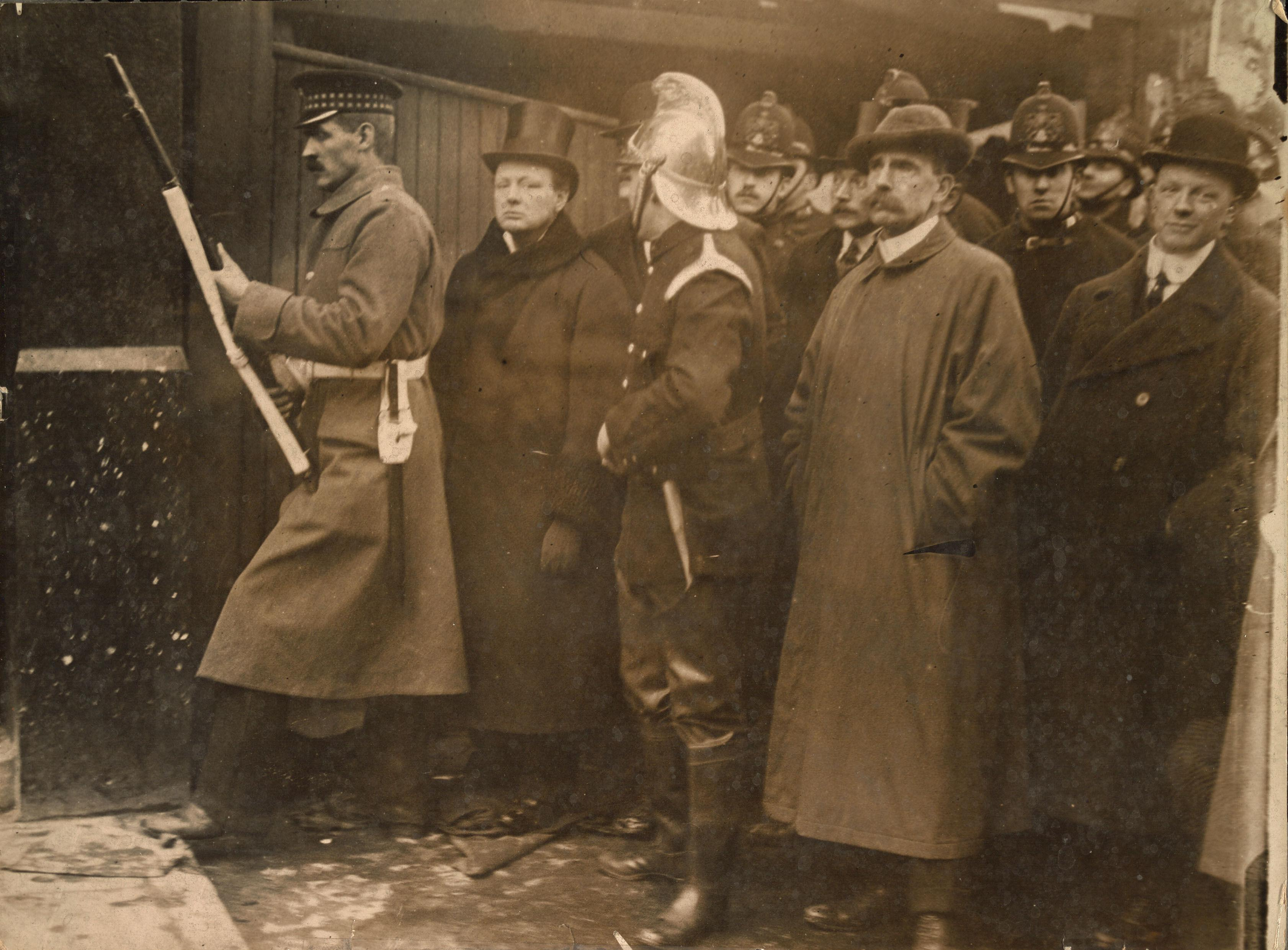
Черчилль (другий ліворуч) під час Облога Сідней-стріт

Восени 1910 року Черчиллю довелось мати справу з заворушеннями в Тоніпенді, під час яких шахтарі в Долині Ронди несамовито протестували проти тяжких умов праці. Головний констебль Ґлеморгана попросив війська, аби ті допомогли поліції приборкати заворушення. Дізнавшись, що війська вже вирушили, Черчилль, дозволив їм дістатися Свіндона та Кардіффа, але заборонив розгортатись. Він боявся, що внаслідок застосування військ може пролитися кров. Натомість на допомогу валлійським правоохоронцям він направив 270 лондонських поліціянтів без вогнепальної зброї. Бачачи, що заворушення тривають, він запропонував протестувальникам зустрітися з головним третейським суддею уряду з питань промисловості. Вони пристали на цю пропозицію. В особистому спілкуванні Черчилль вважав і власників шахт, і охоплених страйком шахтарів «нерозсудливими». «Таймс» та інші ЗМІ звинуватили його у надто м'якому ставленні до бунту. Натомість багато членів Лейбористської партії, яка була пов'язана з профспілками, вважали, що він надто суворий.
Асквіт призначив на грудень 1910 року загальні вибори. Ліберали залишились при владі, а Черчилля переобрано від надійного округу Данді. У січні 1911 року Черчилль взяв участь в облозі Сідней-стріт. Троє латиських грабіжників вбили кількох поліціянтів та сховались у будинку в лондонському Іст-Енді. Поліція оточила будівлю. Черчилль був разом із поліцією, але не командував їхньою операцією. Коли будинок загорівся, він наказав пожежникам не заходити всередину через загрозу, яку становлять озброєні люди. Згодом двох грабіжників знайшли мертвими. Відповідаючи на критику за таке рішення, Черчилль пояснив: «Я подумав, що нехай краще будинок згорить, ніж, рятуючи цих лютих головорізів, загинуть чесні британці».
У березні 1911 року Черчилль подав на розгляд до парламенту для другого слухання законопроєкт про вугільні шахти. Його впровадження встановило суворіші норми безпеки на вугільних шахтах. А ще Черчилль запропонував законопроєкт про крамниці, покликаний поліпшити умови праці працівників крамниць. Власники крамниць були проти закону, тому його вдалося ухвалити лише в дуже вихолощеній формі. У квітні Ллойд Джордж запровадив перший законодавчий акт про страхування здоров'я та страхування від безробіття — Закон про державне страхування 1911 року. Черчилль взяв діяльну участь у його розробленні. У травні Клементина народила другу дитину. Це був хлопчик, якого на честь діда назвали Рендольфом. У відповідь на загострення громадянського конфлікту 1911 року Черчилль скерував війська до Ліверпуля, щоб придушити протести докерів, а також проти страйку Державної залізниці.
Під час Агадирської кризи у квітні 1911 року, яка загрожувала війною між Францією та Німеччиною, Черчилль висунув ідею створення союзу з Францією та Росією для захисту незалежності Бельгії, Данії та Нідерландів, щоб спільно протидіяти в разі нападу Німеччини. Агадирська криза дуже вплинула на Черчилля, і він усвідомив потребу в розбудові флоту.

### Перший лорд Адміралтейства

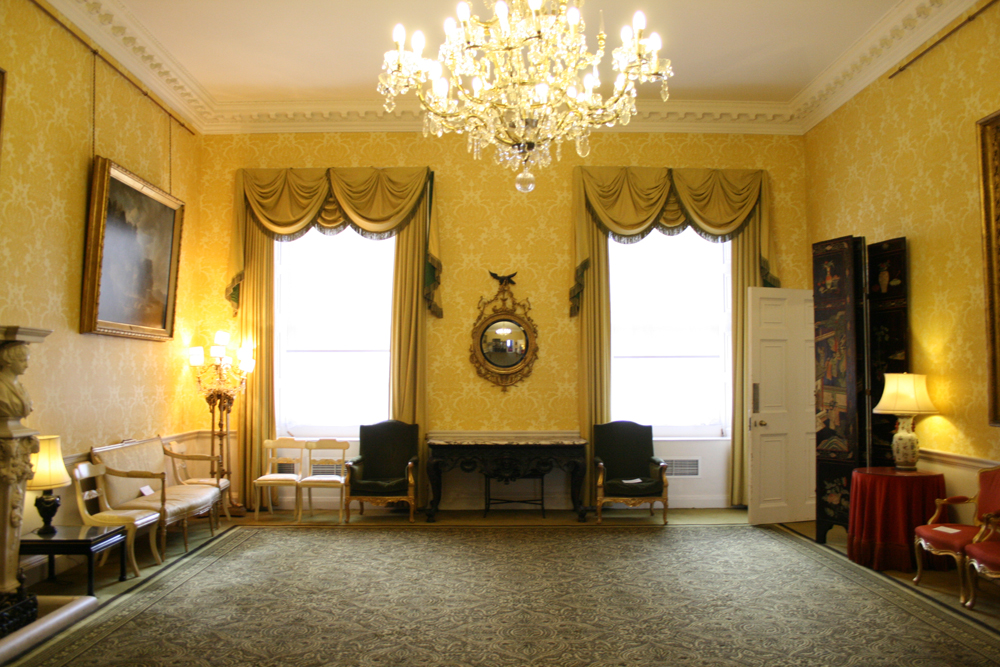
На час перебування Черчилля на посаді Першого лорда Адміралтейства його лондонською резиденцією став Адміралтейський дім (на світлині — музична кімната)

У жовтні 1911 року Асквіт призначив Черчилля Першим лордом Адміралтейства, і його офіційною резиденцією став Адміралтейський дім. Наступні два з половиною роки він із головою поринув у приготування флоту, відвідував військово-морські склади та корабельні, прагнув підвищити бойовий дух моряків, і уважно вивчав розвиток німецьких військово-морських сил. Коли німецький уряд ухвалив закон про флот, що передбачав нарощування будівництва військових кораблів, то Черчилль пообіцяв, що на кожен побудований німцями лінкор Велика Британія будуватиме два. Він запропонував Німеччині зробити обопільну перерву в будівництві нових кораблів, але одержав відмову.
Черчилль наполягав на підвищенні зарплатні та облаштуванні місць для відпочинку особового складу військово-морських сил, нарощуванні будівництва підводних човнів, а також наголошував на важливості розвитку нової галузі — військово-морської авіації, зокрема, закликав експериментувати з різними способами використання літаків для військових цілей. Він винайшов термін «гідроплан» і запланував будівництво сотень таких машин. Деякі ліберали заперечували проти запропонованого ним рівня витрат на розбудову флоту. У грудні 1913 року він погрожував подати у відставку, якщо буде відхилено його пропозицію щодо будівництва в 1914—1915 роках чотирьох нових лінкорів. У червні 1914 року він переконав Палату громад дозволити уряду придбати 51-відсоткову частку в прибутках від продажу нафти, видобутої Англо-перською нафтовою компанією, щоб надійно забезпечити Королівський флот паливом.
Наріжною проблемою Великої Британії на той час був ірландський Гомрул. 1912 року Уряд Асквіта подав на розгляд законопроєкт про Гомрул. Черчилль був проти поділу Ірландії, тому закликав ольстерських юніоністів погодитись з ухваленням цього документу. Пізніше, одержавши дозвіл кабінету міністрів, він вислав до Ірландії додаткові кораблі на випадок можливого повстання юніоністів. Прагнучи компромісу, Черчилль запропонував Ірландії залишатися частиною федерального Об'єднаного Королівства, але це розлютило лібералів та ірландських націоналістів.
На посаді Першого лорда Черчилль опікувався зміцненням боєздатності британського флоту, коли в серпні 1914 року розпочалася Перша світова війна. Того ж місяця флот переправив до Франції 120 000 британських солдатів і розпочав блокаду німецьких портів у Північному морі. Черчилль відрядив підводні човни в Балтійське море для допомоги російському флоту, а також бригаду морського десанту в Остенде, що змусило німецькі війська змінити напрямок удару. У вересні Черчилль взяв на себе повну відповідальність за протиповітряну оборону Великої Британії. 7 жовтня Клементайн народила третю дитину, Сару. У жовтні Черчилль відвідав Антверпен, де спостерігав, як бельгійці обороняються проти німецької облоги, і пообіцяв надіслати місту британське підкріплення. Однак незабаром німці захопили Антверпен, а ЗМІ розкритикували Черчилля. Він запевняв, що його дії затягнули опір і дозволили союзникам втримати Кале і Дюнкерк. У листопаді Асквіт створив Воєнну раду, до якої увійшли він сам, Ллойд Джордж, Едвард Ґрей і Кітченер. Черчилль висунув кілька пропозицій, зокрема розробку танка, і виділив на його створення кошти Адміралтейства.
Черчилль цікавився близькосхідним театром воєнних дій. Він пропонував атакувати Туреччину в Дарданеллах з метою послабити тиск з боку Туреччини на росіян на Кавказі. Він сподівався, що в разі успіху англійці можуть навіть захопити Константинополь. Цей план було схвалено, і в березні 1915 року Англо-французька оперативна група зробила спробу бомбардування турецької оборони з моря в Дарданеллах. У квітні Середземноморські експедиційні сили, в складі яких був Австралійський і новозеландський армійський корпус (ANZAC), розпочали штурм Галліполі. Обидві ці кампанії зазнали фіаско, і багато депутатів, зокрема консерватори, покладали особисту відповідальність на Черчилля.
У травні Асквіт під тиском парламенту погодився сформувати всепартійний коаліційний уряд, але консерватори погоджувались увійти до нього тільки в тому разі, якщо Черчилль піде з Адміралтейства. Черчилль благав і Асквіта, і лідера консерваторів Бонара Лоу, щоб йому дозволили залишитися в Адміралтействі, але зрештою мусив змиритися з пониженням на посаді й став канцлером герцогства Ланкастерського.

## Військова служба, 1915—1916

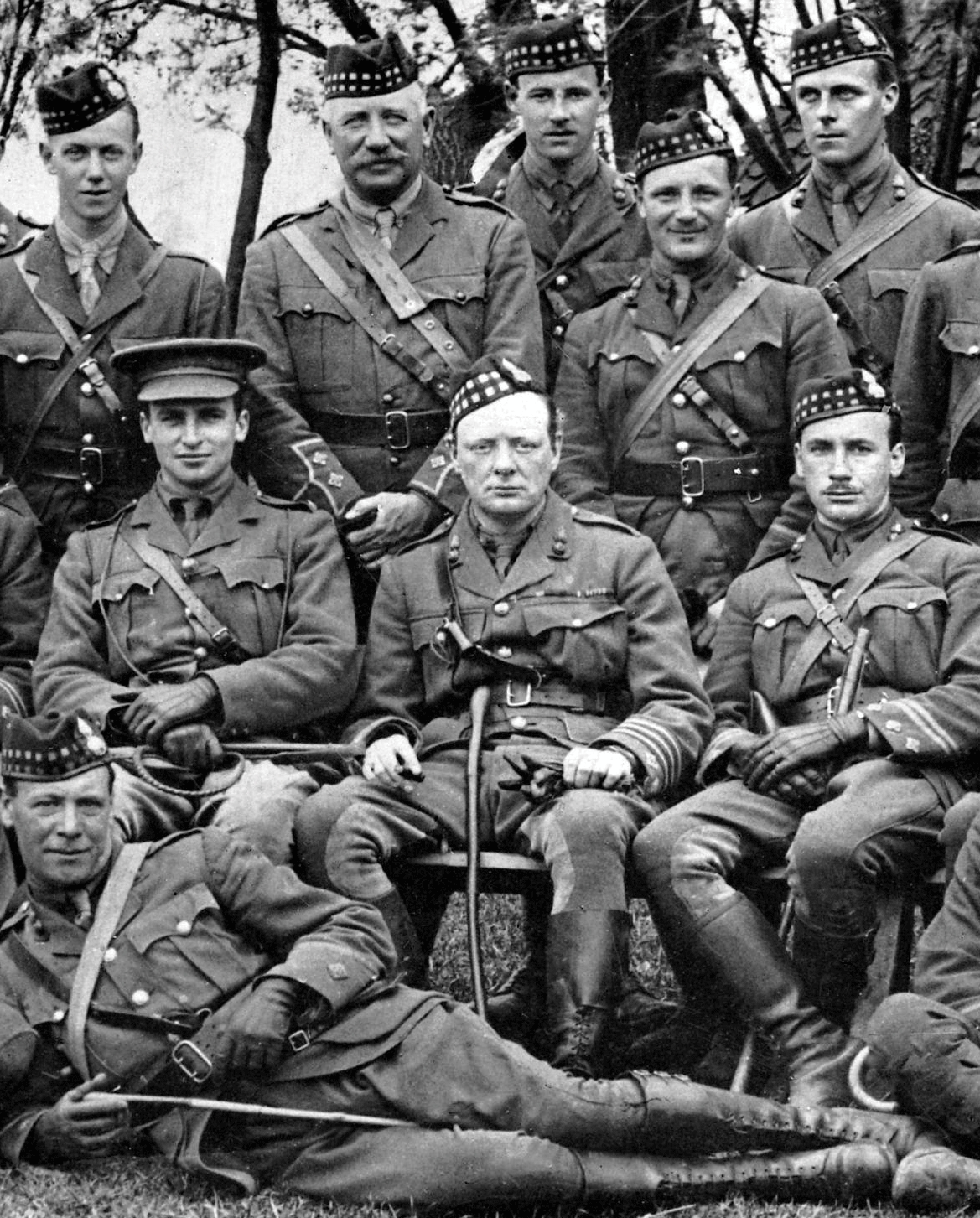
Черчилль на посаді командира 6-го Королівського шотландського батальйону фузилерів, 1916 рік. Праворуч від нього — його заступник Арчибальд Синклер, 1-й віконт Турсо

11 листопада 1915 року Черчилль подав у відставку з уряду, хоча й залишався депутатом парламенту. Асквіт відхилив його прохання про призначення генерал-губернатором Британської Східної Африки.
Черчилль пішов служити в армію й приєднався до 2-го батальйону Гренадерського гвардійського полку, що воював на Західному фронті. У січні 1916 року його підвищено до звання підполковника і призначено командиром 6-го Королівського шотландського батальйону фузилерів. Після періоду інтенсивної підготовки та бойового злагодження батальйон перевели на ділянку «Іпрського виступу» поблизу Плюгстерта. Понад три місяці бійці зазнавали постійних обстрілів, але жодних наступальних дій Німеччина не вела. Черчилль ледве уникнув смерті, коли під час візиту двоюрідного брата, 9-го герцога Мальборо, який був офіцером його штабу, між ними впав великий осколок шрапнелі. У травні 6-й королівський батальйон шотландських фузилерів приєднано до 15-ї дивізії. Черчилль більше не вимагав нової командної посади, натомість попросив дозволу полишити бойову службу, і це прохання задовольнили.
Після повернення Черчилль виступав перед Палатою громад із промовами на тему війни. Він закликав поширити військову повинність на ірландців, більше нагороджувати солдат за хоробрість, а також забезпечити їх сталевими шоломами. Його гнітило те, що він не працює в уряді як представник парламенту, і що водночас консервативні ЗМІ звинувачують його у поразці в Галліполі. Черчилль виступав на свій захист перед Слідчою комісією з питань Дарданелл. Опублікований згодом звіт комісії не покладав на нього провину за провал кампанії.

## Уряд Ллойда Джорджа: 1916—1922

### Міністр у справах озброєнь: 1917—1919
У грудні 1916 року Асквіт подав у відставку з посади прем'єр-міністра, а його наступником став Ллойд Джордж, який у травні 1917 року відрядив Черчилля інспектувати французьку передову. У липні Черчилля призначено міністром у справах озброєнь. Він швидко домовився про припинення страйку на воєнних заводах на річці Клайд і збільшив виробництво боєприпасів. Щоб припинити другий страйк, у червні 1918 року, йому довелось пригрозити страйкарям призовом до армії. У Палаті громад Черчилль проголосував за Закон про представництво народу, згідно з яким деякі британки одержали право голосу. У листопаді 1918 року, через чотири дні після досягнення Комп'єнського перемир'я, народилася четверта дитина Черчилля, Меріґолд.

### Військовий міністр та Державний секретар авіації: 1919—1921

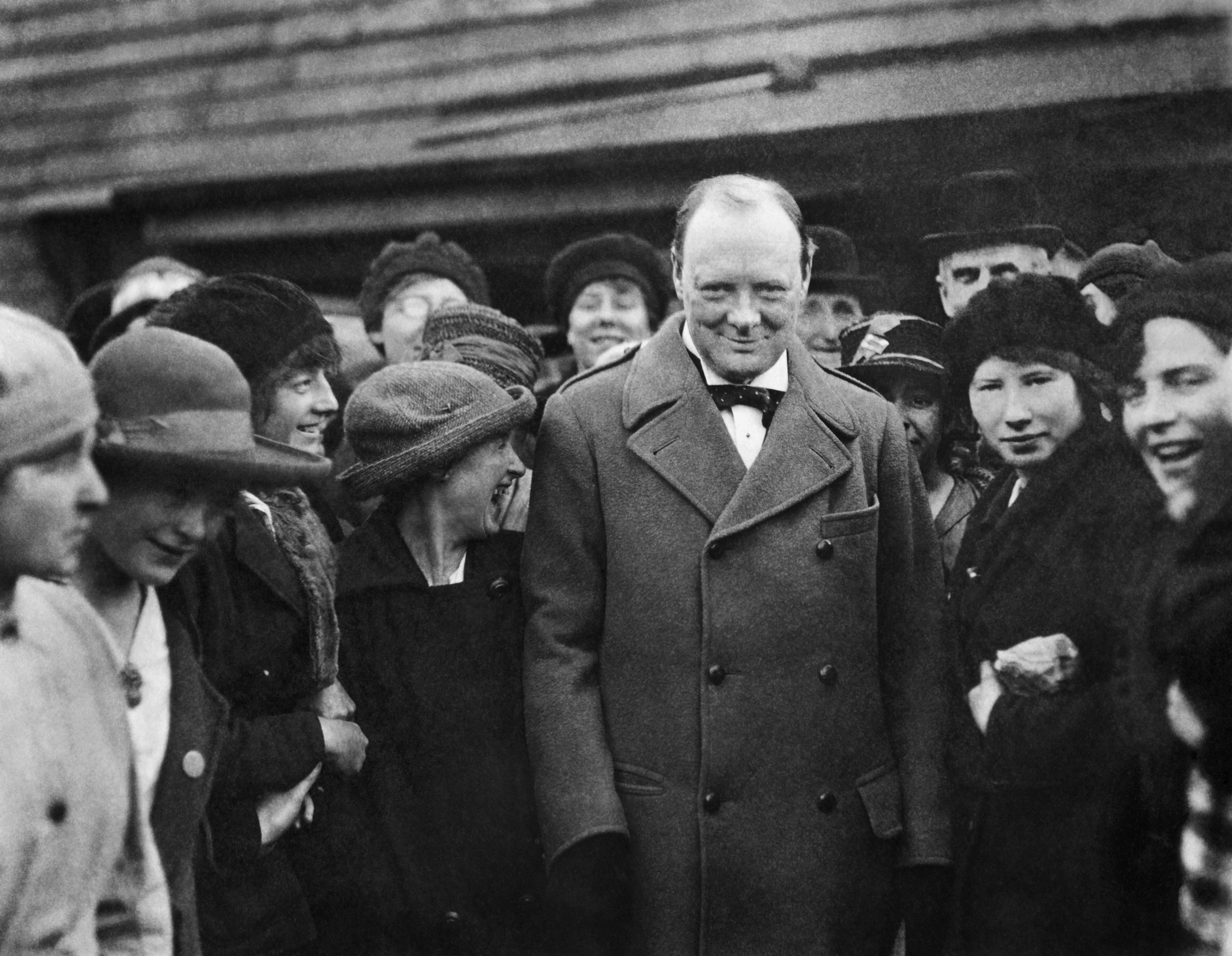
Зустріч Черчилля з працівницями Державний завод з виробництва снарядів (Джорджтаун) поблизу Глазго, жовтень 1918 року

По закінченні війни Ллойд Джордж призначив загальні вибори на 14 грудня 1918 року. Під час виборчої кампанії Черчилль закликав до націоналізації залізниць, контролю над монополіями, податкової реформи та створення Ліги Націй, яка б відвернула майбутні війни. Хоча більшість здобули консерватори, Ллойд Джордж залишився прем'єр-міністром, а Черчилля переобрали депутатом від Данді. У січні 1919 року Ллойд Джордж перевів Черчилля до Воєнного міністерства. Він обійняв одночасно дві посади: військового міністра і Державного секретаря авіації.
Черчилль відповідав за демобілізацію британської армії. Однак, він переконав Ллойда Джорджа зберегти військову повинність для одного мільйона осіб, призваних до Британської армії на Рейні. Черчилль був одним із небагатьох урядовців, які не підтримували суворих заходів проти переможеної Німеччини. А ще застерігав від демобілізації німецької армії, попереджаючи, що вона може знадобитися як захист проти загроз з боку щойно створеної Радянської Росії. Він був відвертим противником більшовицького уряду на чолі з Володимиром Леніном. Спочатку він підтримував застосування британських військ для допомоги антикомуністичним білим силам під час громадянської війни в Росії, але незабаром визнав бажання британців повернутись додому. Після перемоги совітів у громадянській війні Черчилль запропонував створити навколо Росії санітарний кордон.
Що стосується війни за незалежність Ірландії, він підтримав застосування воєнізованих відділів «чорно-брунатних» для боротьби з ірландськими революціонерами. Коли британські війська в Іраку зіткнулися з курдськими повстанцями, Черчилль відрядив до цього району дві ескадрильї, запропонувавши оснастити їх гірчичним газом. Його застосування, мало, на його думку, «покарати норовливих місцевих мешканців і водночас не завдати їм великої шкоди». Розглядаючи питання окупації Іраку в ширшій площині, він бачив, що це може виснажити британську економіку й тому запропонував уряду передати контроль над центральним та північним Іраком назад Туреччині, але його пропозицію відхилили.

### Міністр у справах колоній: 1921—1922

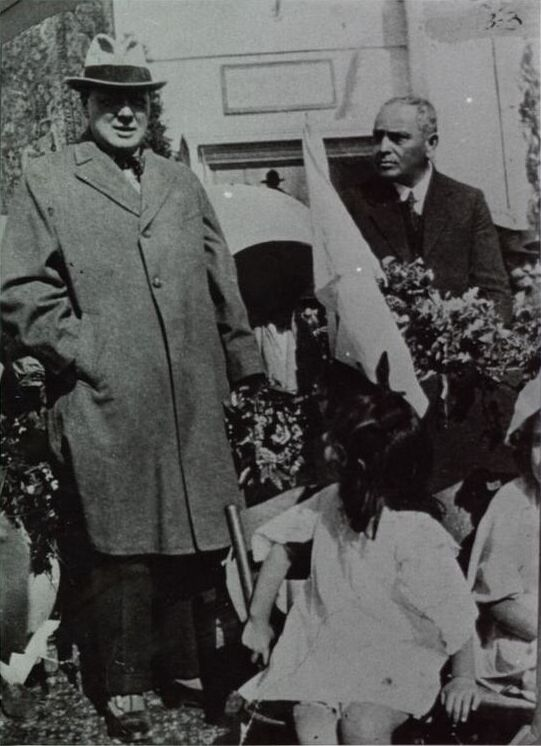
Черчилль на посаді міністра у справах колоній відвідує Підмандатну Палестину, Тель-Авів, 1921 рік

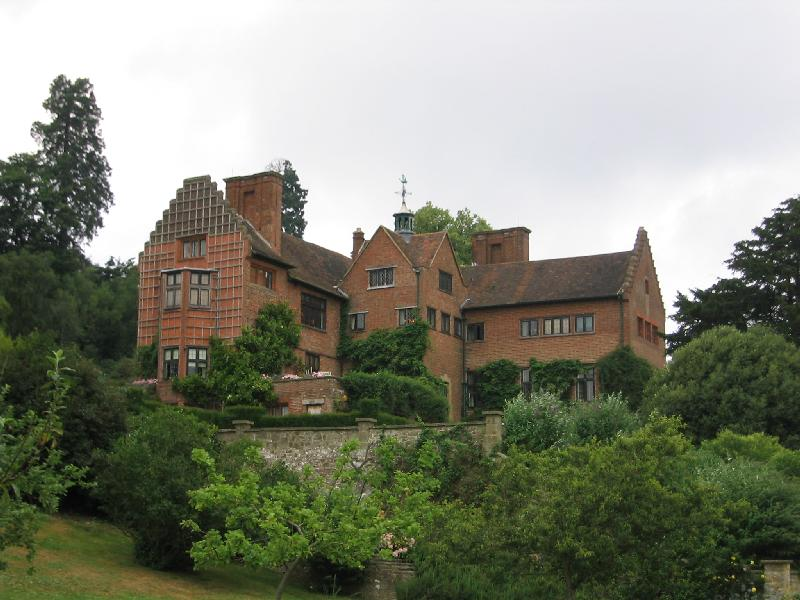
Домівка Черчилля — заміський будинок Чартвелл у Кенті. Він придбав його в 1922 році, коли народилась дочка Мері Соумс

У лютому 1921 року Черчилль став міністром у справах колоній. Наступного місяця в Парижі відбулася перша виставка його картин, під псевдонімом «Чарльз Морін». У травні померла його мати, а в серпні — дочка Меріґолд.
Черчилль взяв участь у перемовинах із лідерами Шинн Фейн і допомагав складати Англо-ірландський договір. Крім того, відповідав за скорочення витрат на окупацію Близького Сходу, а також брав участь у приведенні до влади Фейсала 1-го в Іраку та його брата Абдулли 1-го в Йорданії. Черчилль вирушив до Підмандатної Палестини, де, як прихильник сіонізму, відмовився задовольняти прохання арабів про заборону міграції євреїв до Палестини. Після заворушень у Яффі підтримав деякі тимчасові обмеження на цю міграцію.
У вересні 1922 року народилася п'ята й остання дитина Черчилля, Мері, і того ж дня він придбав заміський будинок Чартвелл у графстві Кент, що став його домівкою на все життя. У жовтні 1922 року йому зробили апендектомію. Поки він лежав у лікарні, консерватори вийшли з коаліційного уряду Ллойда Джорджа, а це запустило механізм загальних виборів у листопаді 1922 року, на яких Черчилль втратив місце від Данді. Згодом Черчилль писав, що опинився «без посади, без місця в парламенті, без партії та без апендикса».

## Поза парламентом: 1922—1924

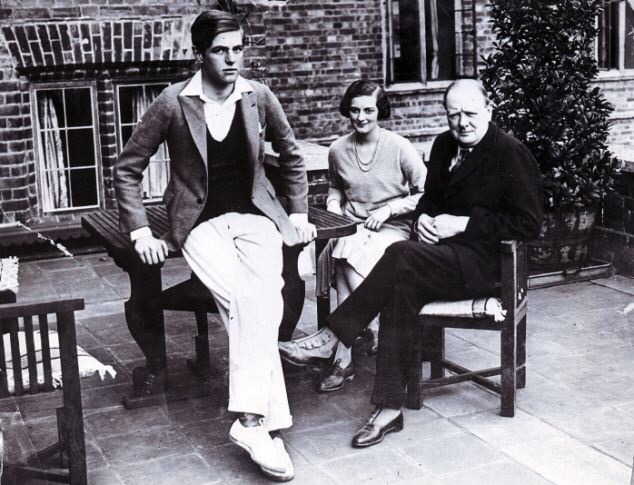
Черчилль із дітьми Рендольфом і Діана Черчилль, 1923 рік

Більшу частину наступного пів року Черчилль провів на віллі Рев д'Ор поблизу Канн, де віддався малюванню та написанню мемуарів. Він писав автобіографічну історію війни «Світова криза». Перший том вийшов друком у квітні 1923 року, а решта — впродовж наступних десятьох років.
Коли було оголошено загальні вибори 1923 року, принаймні сім осередків Ліберальної партії попросили Черчилля виступити їхнім кандидатом. Він обрав округ Західний Лестер, але не зміг потрапити до парламенту. До влади прийшов лейбористський уряд на чолі з Ремзі Макдональдом. Черчилль дарма сподівався на утворення коаліції консерваторів та лібералів, яка могла б переважити лейбористів. Він засудив постанову уряду Макдональда про надання позики Радянській Росії та побоювався, що буде підписано англо-радянський договір.
19 березня 1924 року, не погодившись із тим, що ліберали підтримали лейбористів, Черчилль виступив незалежним кандидатом-антисоціалістом на додаткових виборах у Вестмінстерському абатстві, але знов зазнав поразки. У травні він виступив на засіданні консерваторів у Ліверпулі й заявив, що в британській політиці більше немає місця для Ліберальної партії. Він сказав, що ліберали мусять підтримати консерваторів, щоб зупинити лейбористів і забезпечити «успішну перемогу над соціалізмом». У липні домовився з лідером консерваторів Стенлі Болдвіном про те, що його виставлять кандидатом від консерваторів на наступних загальних виборах 29 жовтня. Черчилль був кандидатом від цієї партії в окрузі Еппінг, хоч і називав себе «конституціоналістом». Консерватори перемогли, і Болдвін сформував новий уряд. Хоча Черчилль не мав досвіду в галузі фінансів чи економіки, Болдвін призначив його канцлером скарбниці.

## Канцлер скарбниці: 1924—1929
6 листопада 1924 року Черчилль обійняв посаду канцлера скарбниці й оголосив про своє повернення до лав консервативної партії. На посаді канцлера він мав намір втілювати ті самі принципи вільної торгівлі у формі економіки державного невтручання, яких дотримувався ще за часів соціальних реформ лібералів. У квітні 1925 року у своєму першому бюджеті він неохоче, і всупереч порадам деяких провідних економістів, зокрема Джона Мейнарда Кейнса, погодився відновити золотий стандарт за паритетом 1914 року. Вважають, що повернення до золотого стандарту спричинило дефляцію і, як наслідок, безробіття з руйнівним впливом на вугільну промисловість. Загалом до квітня 1929 року Черчилль подав на розгляд п'ять бюджетів. Серед запропонованих ним заходів було зменшення державного пенсійного віку з 70 до 65 років, запровадження удовецьких пенсій, скорочення військових витрат, зменшення податку на доходи та обкладання податками предметів розкоші.
Під час загального страйку 1926 року Черчилль був редактором урядової пропагандистської газети «Бритіш Ґазетт». По закінченні страйку він виступив посередником між шахтарями та роботодавцями. Пізніше закликав запровадити законодавчо обов'язкову мінімальну заробітну плату. На початку 1927 року Черчилль побував у Римі, де зустрівся з Муссоліні, якого похвалив за боротьбу проти ленінізму.

## «Роки пустелі»: 1929—1939

### Мальборота індійське питання: 1929—1932

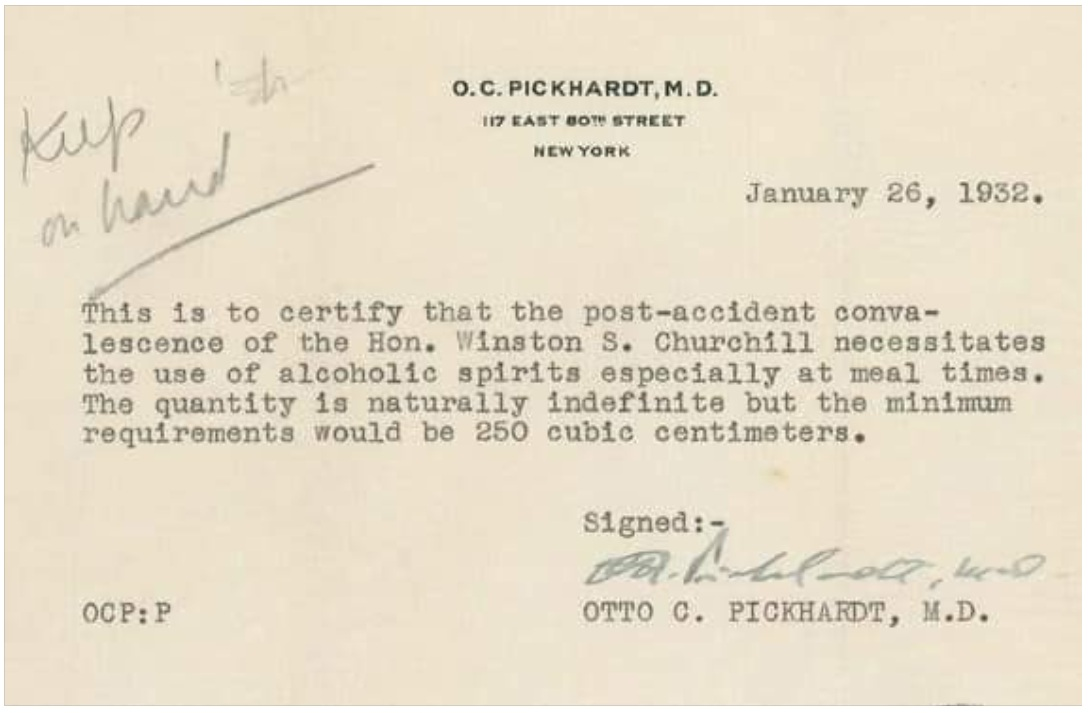
У 1932 році Вінстон Черчілль отримав дозвіл лікаря на вживання алкоголю в «необмеженій кількості» (щонайменше 250 куб см.) у Сполучених Штатах, в епоху заборони спиртних напоїв там

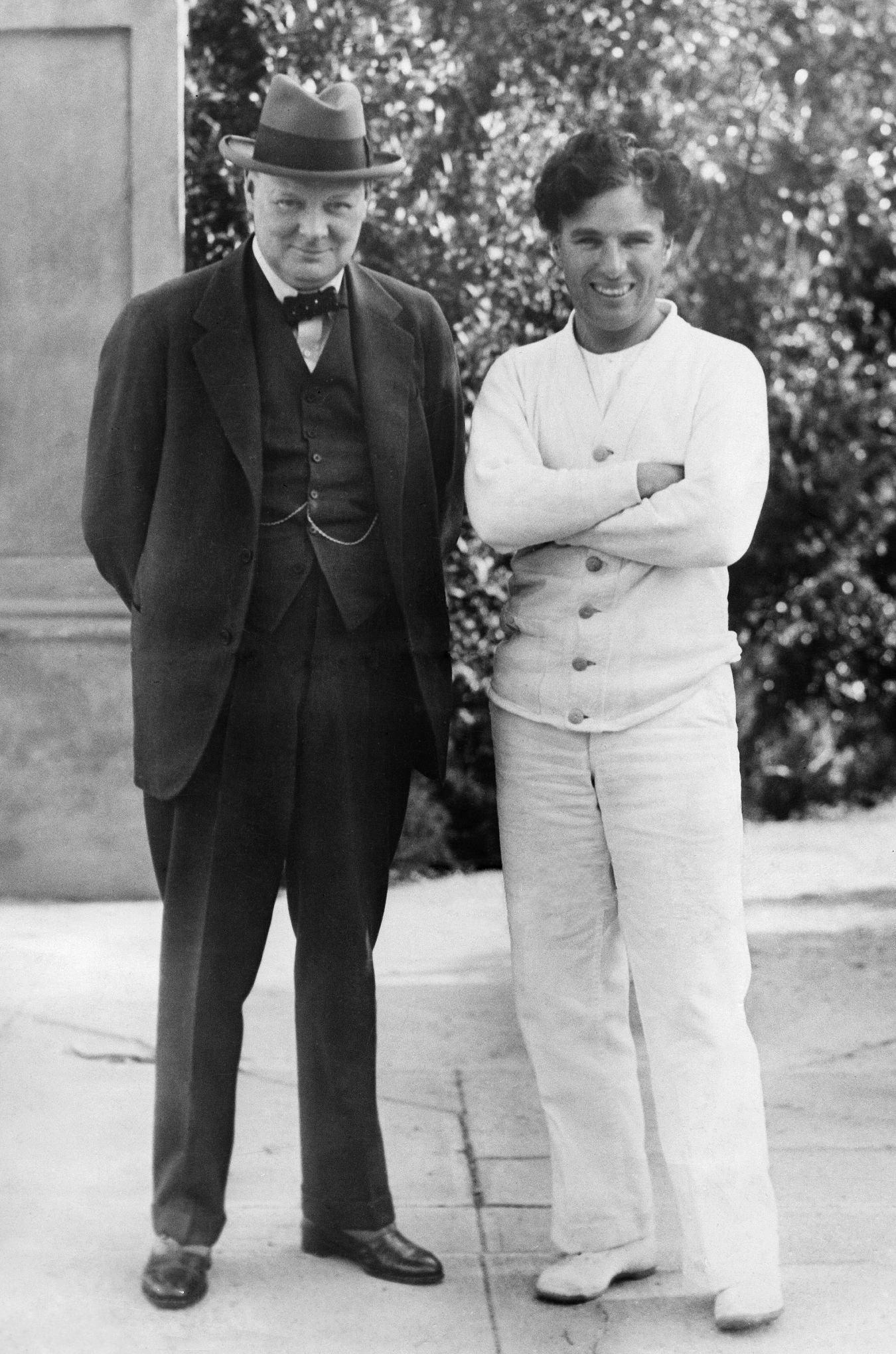
Зустріч Черчилля з кінозіркою Чарлі Чапліном у Лос-Анджелесі, 1929 рік

На загальних виборах 1929 року Черчилль зберіг місце від Еппінга, але консерватори зазнали поразки, і Макдональд сформував свій другий лейбористський уряд. Не маючи посади, Черчилль був схильний до депресії (свого «чорного пса»), бо відчував, як із плином часу марнуються його політичні таланти. Розрадою від таких настроїв було письменництво. Він почав працювати над книгою «Мальборо: Його життя і часи», — чотиритомним життєписом свого пращура Джона Черчилля, 1-го герцога Мальборо. До того часу він вже зажив слави ненапитенного п'яниці, хоча, на думку Дженкінса, цю схильність часто перебільшували.
Сподіваючись, що це допоможе усунути лейбористський уряд від влади, Черчилль переконав Болдвіна, що потрібно прагнути створення консервативно-ліберальної коаліції, хоча багато лібералів не хотіли цього. У жовтні 1930 року, після повернення з Північної Америки, Черчилль опублікував саможиттєпис «Перші роки мого життя». Книга розійшлась великим накладом. Її було перекладено багатьма мовами.
У січні 1931 року Черчилль подав у відставку з тіньового кабінету консерваторів, затим як Болдвін підтримав рішення лейбористського уряду про надання Індії статусу домініону. Черчилль вважав, що розширений статус самоврядування тільки сприятиме закликам до повної незалежності. Особливо запекло він виступав проти Магатми Ґанді, називаючи того «напівоголеним правником-бунтарем з „Середнього темплу“, який тепер позиціюється як факір». Такі погляди викликали гнів лейбористів та лібералів, натомість їх переважно поділяли консерватори-«задньолавники».
На загальних виборах у жовтні 1931 року переконливу перемогу здобули консерватори. На окрузі в Еппінгу Черчилль майже вдвічі збільшив свою перевагу, але йому не дали посади в уряді. 3 грудня в Палаті громад обговорювали надання Індії статусу домініону. Черчилль наполягав на поіменному голосуванні, але це дало протилежний результат, — лише 43 депутати підтримали його. Він вирушив до Північної Америки, аби виступати там із лекціями. Цим він хотів компенсувати збитки від краху Волл-стріт. Коли 13 грудня Черчилль перетинав П'яту авеню в Нью-йорку, його збила автівка. Внаслідок травми голови в нього згодом розвинувся неврит. Щоб відновитись повніше, він разом із Клементиною відплив на кораблі до Нассау, де пробув три тижні. Там Черчилль занепав духом через фінансові та політичні втрати. Наприкінці січня 1932 року він повернувся до Америки і прочитав більшість із запланованих раніше лекцій, а 18 березня повернувся додому.
Більшу частину 1932 року Черчилль працював над Мальборо, а наприкінці серпня відвідав поля битв свого пращура. У Мюнхені він познайомився з Ернстом Ганфштенґлем, товаришем Гітлера, популярність якого стрімко зростала. Розмовляючи з Ганфштенґлем, Черчилль висловив стурбованість щодо антисемітизму Гітлера і, мабуть через це, проминув нагоду познайомитись із майбутнім ворогом. Невдовзі після відвідин Бліндгайма він захворів на паратиф і провів два тижні в санаторії в Зальцбургу. 25 вересня він повернувся до Чартвелла, де продовжив працювати над Мальборо. Через два дні внаслідок рецидиву тифу Черчилль впав під час прогулянки. Тифозна виразка спричинила кровотечу. Його відвезли до приватної лікарні в Лондоні, де протримали до кінця жовтня.

### Попередження про Німеччину та криза зречення: 1933—1936
30 січня 1933 року до влади в Німеччині прийшов Адольф Гітлер. Черчилль швидко зрозумів, яку загрозу для людства становить цей режим. Він висловив занепокоєння тим, що британський уряд скоротив витрати на повітряні сили, і попередив, що Німеччина незабаром випередить Велику Британію за могутністю ВПС. Маючи на руках дані з урядових джерел, що їх конфіденційно надали двоє високопоставлених службовців Дезмонд Мортон та Ральф Віґрем, Черчилль міг авторитетно говорити про те, що відбувається в Німеччині, особливо про розбудову Люфтваффе. У листопаді 1934 року в ефірі радіо він висловив стурбованість розвитком подій. Хоча Черчилль і розглядав режим Муссоліні як захист проти реальної загрози комуністичної революції, він засудив напад Італії на Ефіопію. Пишучи про громадянську війну в Іспанії, він називав армію Франко «античервоним рухом», але згодом став його критиком.
З жовтня 1933 року по вересень 1938 року чотири томи «Мальборо: Його життя і часи» вийшли друком і розійшлись великим тиражем. У грудні 1934 року Законопроєкт про Індію внесено до парламенту і в лютому 1935-го ухвалено. Черчилль і ще 83 депутати-консерватори проголосували проти нього. У червні 1935 року Макдональд подав у відставку, а посаду прем'єр-міністра обійняв Болдвін. На загальних виборах 1935 року консерватори на чолі з Болдвіном перемогли з величезною перевагою. Черчилль зберіг своє місце, збільшивши відрив у своєму окрузі, але знову залишився поза урядом.
У січні 1936 року Едуард VIII змінив на британському троні свого батька Георга V. Його намір одружитися з розлученою американкою Волліс Сімпсон спричинив кризу зречення. Черчилль підтримав Едварда і розійшовся в цьому питанні з Болдвіном. Хоча згодом Черчилль одразу присягнув на вірність Георгу VI, він написав, що зречення було «передчасним, а можливо, і зовсім недоречним».

### Проти політики вмиротворення: 1937—1939

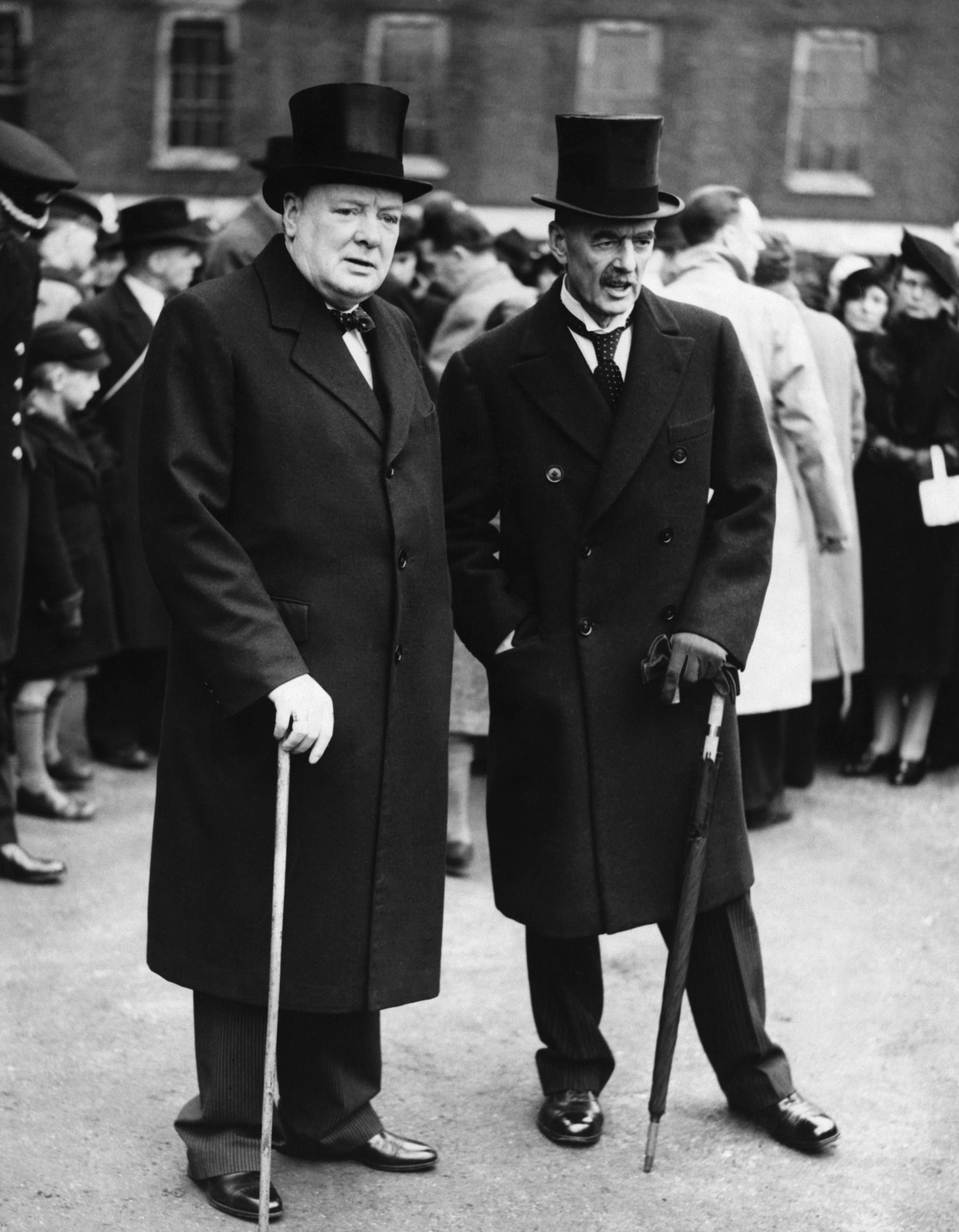
Черчилль із Невіллом Чемберленом, головним прихильником політики вмиротворення

У травні 1937 року Болдвін подав у відставку, а на посаді прем'єр-міністра його змінив Невілл Чемберлен. Спочатку Черчилль вітав призначення Чемберлена, але в лютому 1938 року різко змінив своє ставлення до нього, коли міністр закордонних справ Ентоні Іден подав у відставку через те, що Чемберлен провадив політику вмиротворення Муссоліні, яку поширював і на Гітлера.
1938 року Черчилль застерігав уряд від політики вмиротворення і закликав до колективних дій, щоб стримати німецьку агресію. У березні «Івнінг Стендерд» припинив публікацію його щодвотижневих статей, натомість їх почав публікувати Дейлі телеграф. Коли Німеччина анексувала Австрію, Черчилль виступив у Палаті громад, заявивши, що «серйозність подій[…] важко переоцінити». Він почав закликати до укладення пакту про взаємну оборону між європейськими державами, яким загрожує німецький експансіонізм, наполягаючи на тому, що це єдиний спосіб зупинити Гітлера. Але все намарно, і у вересні Німеччина мобілізувалась для нападу на чехословацькі Судети. Черчилль відвідав Чемберлена на Даунінг-стріт і спробував переконати його оголосити Німеччині, що Велика Британія почне з нею війну, якщо німці вдеруться на територію Чехословаччини. Чемберлен не пристав на це. 30 вересня Чемберлен підписав Мюнхенську угоду, погодившись із тим, що Німеччина анексуватиме Судетську область. Виступаючи 5 жовтня в Палаті громад, Черчилль назвав цю домовленість «повною й очевидною поразкою».

## Перший лорд Адміралтейства: вересень 1939— травень 1940

### Дивна війна та норвезька кампанія
3 вересня 1939 року Британія оголосила війну Німеччині. Цього дня Чемберлен знову призначив Черчилля першим лордом Адміралтейства, і він увійшов до Кабінету воєнного часу. Згодом Черчилль тверд́ив, що Правління Адміралтейства дало флотові сигнал: «Вінстон повернувся». На посаді Першого лорда був одним із найважливіших міністрів під час, так званої, «дивної війни», коли британські війська воювали тільки на морі. Черчилль був сповнений ентузіазму після битви на річці Плейт 13 грудня 1939 року, а згодом вітав екіпажі кораблів, що повернулися додому. «Це були блискучі морські бої», заявив він, «темної, холодної зими вони зігріли серця британців». 16 лютого 1940 року Черчилль особисто наказав капітану есмінця «Козак» Філіпу Віану взяти на абордаж німецький танкер «Альтмарк» у норвезьких водах і визволити близько 300 британців, узятих перед тим у полон «Адміралом графом Шпее». Ці дії, а також промови Черчилля, неабияк піднесли його авторитет.
Черчилль був стурбований діяльністю ВМС Німеччини в Балтійському морі і спочатку хотів направити туди ВМС Британії. Але невдовзі було ухвалено план під кодовою назвою Операція «Вілфред», який полягав у мінуванні норвезьких вод і зупинці постачань залізної руди з Нарвіка до Німеччини. Через розбіжності щодо мінувань як у самому кабінеті війни, так і з урядом Франції,  операція Вілфред затрималась до 8 квітня 1940 року, тобто — за день перед нападом Німеччини на Норвегію.

### Дебати щодо Норвегії та відставка Чемберлена

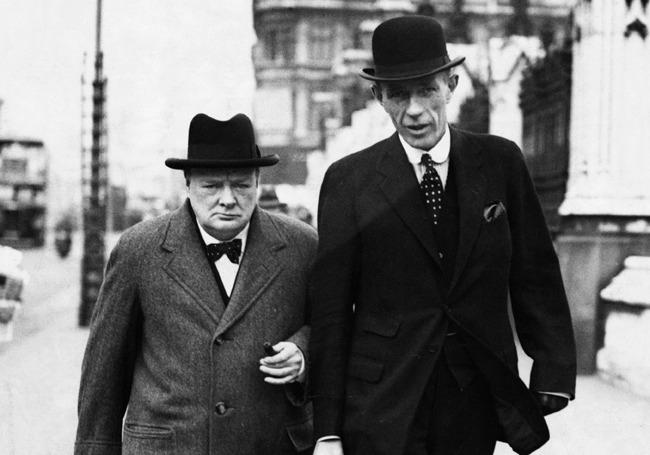
Черчилль та Едвард Вуд, 1-й граф Галіфакс, 1938 рік

Після того, як союзники не змогли запобігти німецькій окупації Норвегії, з 7 до 9 травня в Палаті громад відбулись відкриті дебати щодо ведення урядом війни. Вони стали знані як Норвезькі дебати. Їх вважають однією з найважливіших подій в історії парламенту. Наступного дня (у середу 8 травня) лейбористська опозиція закликала до поіменного голосування, яке фактично стало вотумом недовіри уряду Чемберлена. Черчилля підтримували обидві сторони Палати але, як член уряду, він мусив виступати від його імені. Його покликали завершити дебати. Йому довелося захищати дії уряду, ризикуючи нашкодити власному престижу. Уряд виграв голосування, але його більшість різко зменшилась. Лунали заклики до формування національного уряду.
У перші години 10 травня німецькі війська вдерлися до Бельгії, Люксембургу та Нідерландів, що стало прелюдією до нападу на Францію. Від часу поіменного голосування Чемберлен намагався створити коаліційний уряд. У п'ятницю вдень лейбористи заявили, що готові увійти до нього, але тільки якщо його очолить якийсь інший консерватор. Єдиними кандидатами були Черчилль та міністр закордонних справ лорд Галіфакс. Це питання вже обговорювали на 9-й зустрічі Чемберлена, Галіфакса, Черчилля та Девіда Марджессона, який обіймав посаду Головного парламентського організатора в уряді. Галіфакс визнав, що його членство в Палаті лордів завадить йому ефективно керувати урядом, тому Чемберлен порадив королю призначити на цю посаду Черчилля. Пізніше Черчилль писав про відчуття глибокого полегшення, бо тепер тримав у руках усе, що відбувалося. Він вважав, що «йде по-під руку з долею», а все попереднє життя було «підготовкою до цієї години та до цих випробувань».

## Прем'єр-міністр: 1940—1945

### Від Дюнкерка до Перл-Гарбора: з травня 1940 до грудня 1941 року

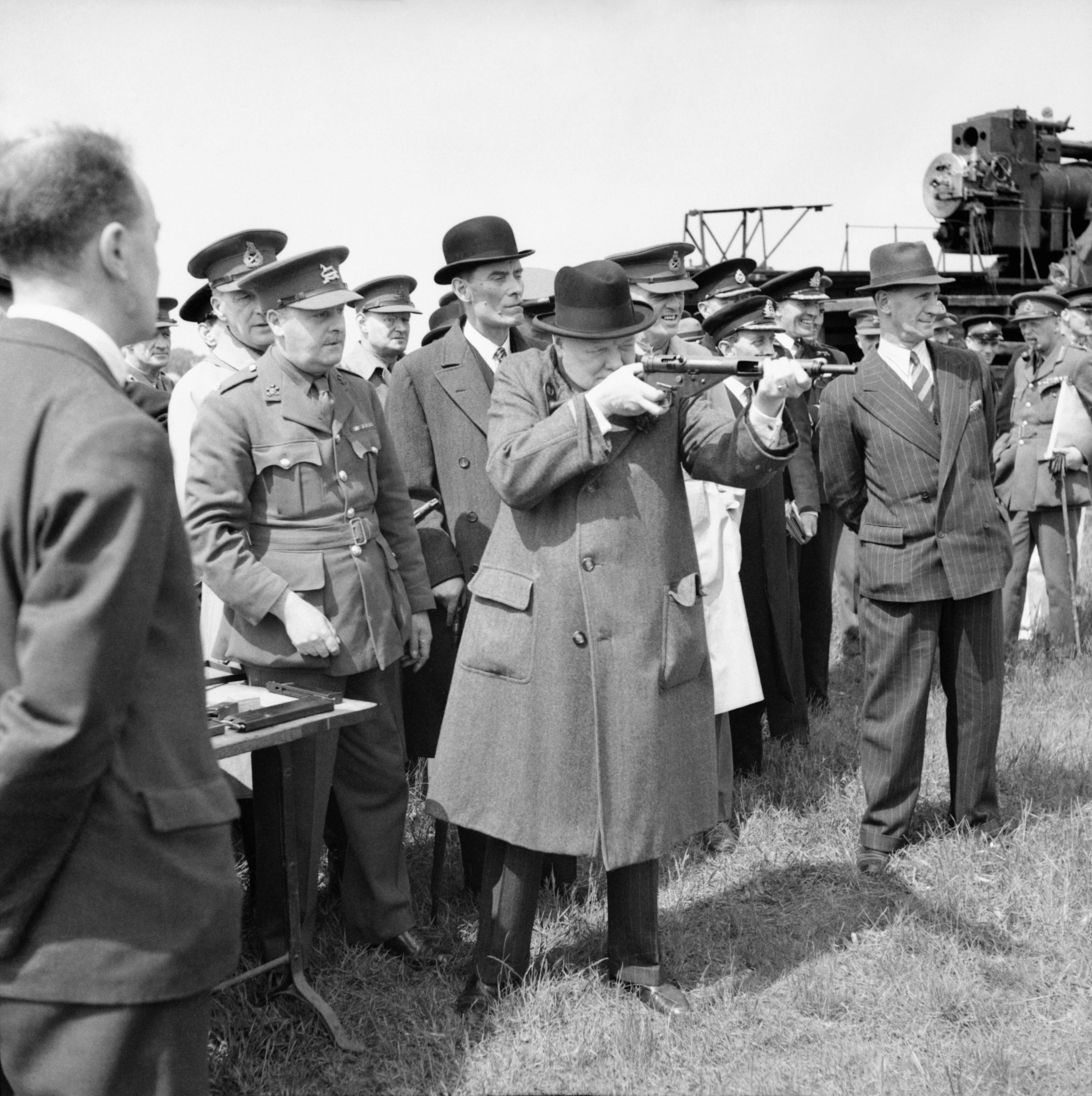
Черчилль прицілюється з пістолета-кулемета STEN у червні 1941 року. Чоловік праворуч у костюмі в смужку та федорі — його охоронець Волтер Генрі Томпсон

#### Створення Кабінету воєнного часу
У травні Черчилль все ще був непопулярний серед багатьох консерваторів і, мабуть, більшої частини лейбористської партії. Чемберлен залишався лідером Консервативної партії до жовтня, коли через погане самопочуття мусив подати у відставку. На той час Черчилль вже переконав тих, хто сумнівався, і його наступництво на посаді лідера партії було формальністю.
Першим його кроком на посаді прем'єр-міністра стало формування внутрішнього Кабінету воєнного часу, до якого увійшло п'ятеро осіб: Чемберлен як лорд-президент Ради, лідер лейбористів Клемент Еттлі як лорд-хранитель Малої печатки (пізніше — віцепрем'єр-міністр), Галіфакс як міністр закордонних справ і лейборист Артур Ґрінвуд як міністр без портфеля. Роботу внутрішнього Кабінету доповнювали начальники служб та міністри зовнішнього кабінету, які брали участь у більшості засідань. Під час війни кабінет міністрів варіювався за розмірами та складом. Одним із основних було призначення провідного профспілкового діяча Ернеста Бевіна на посаду міністра праці й державної служби. У відповідь на попередню критику того, що не було чітко визначеного єдиного міністра, відповідального за ведення війни, Черчилль створив і сам обійняв додаткову посаду міністра оборони, ставши наймогутнішим прем'єр-міністром воєнного часу в історії Великої Британії. Він залучив до уряду зовнішніх експертів для виконання життєво важливих завдань, особливо на внутрішній арені. Серед них були особисті друзі, як-от лорд Бівербрук та Фредерік Ліндеманн, що став науковим радником уряду.

#### Рішення боротися далі
Наприкінці травня, коли Британський експедиційний корпус відступав до Дюнкерка, а поразка Франції здавалася неминучою, Галіфакс запропонував уряду розглянути можливість мирного врегулювання шляхом переговорів, за посередництва все ще нейтрального Муссоліні. З 26 до 28 травня відбулось кілька зустрічей на найвищому рівні, зокрема дві — з прем'єр-міністром Франції Полем Рейно. Рішення Черчилля полягало в тому, щоб боротися далі, навіть якщо Франція капітулює, але без підтримки Чемберлена його становище залишалось хитким. Черчилль мав повну підтримку обох членів лейбористів, але знав, що не збереже посаду прем'єр-міністра, якщо проти нього будуть і Чемберлен, і Галіфакс. Кінець-кінцем, заручившись підтримкою зовнішнього кабінету, Черчилль обійшов Галіфакса і переконав Чемберлена. Черчилль вважав, що єдиний варіант — боротися далі. Своєю ораторською майстерністю він зміцнив громадську думку проти мирного врегулювання й підготував британський народ до тривалої війни. За словами Дженкінса, виступи Черчилля були «натхненням для нації та катарсисом для самого Черчилля».
Черчилль досяг успіху як оратор, попри те, що з дитинства трохи шепелявив коли вимовляв s. Він наполегливо працював над своєю вимовою, повторюючи фрази, покликані усунути цю ваду. Зрештою, він досяг успіху і зміг сказати: «Моя вада не є перешкодою». З часом він обернув цей ґандж на перевагу і міг його дієво застосовувати, наприклад, називаючи Гітлера «Нар-зі» (римується з «khazi»; наголос на «z»), а не наці («ts»).
Його перша промова на посаді прем'єр-міністра, виголошена 13 травня в Палаті громад, називалась «Кров, праця, сльози та піт». Це була лише коротенька заява, але, за словами Дженкінса, «вона містила фрази, що відлунювали десятиліттями». Черчилль доступно пояснив людям, що попереду довгий, тернистий шлях і що кінцевою метою є перемога:
|  | Я хочу сказати Палаті... що я не можу запропонувати вам нічого, крім крові, важкої праці, сліз і поту. На нас очікують найтяжчі випробування. Яка наша політика, питаєте ви? Я вам скажу: вести війну на морі, на землі, в повітрі, з усією своєю міццю й усією силою, яку Господь може нам дарувати; вести війну проти звироднілої тиранії, ніким не перевершеної у списку чорних і жахливих лиходійств, на які лиш здатна людина. Ось яка наша політика. Яка наша мета, питаєте ви? Можу відповісти одним словом: перемога; перемога за всяку ціну; перемога всупереч усім жахіттям; перемога, хоч би яким довгим і тернистим був наш шлях, адже без перемоги нам нема життя. Оригінальний текст (англ.) I would say to the House... that I have nothing to offer but blood, toil, tears and sweat. We have before us an ordeal of the most grievous kind. You ask, what is our policy? I will say: it is to wage war, by sea, land and air, with all our might and with all the strength that God can give us; to wage war against a monstrous tyranny, never surpassed in the dark, lamentable catalogue of human crime. That is our policy. You ask, what is our aim? I can answer in one word: it is victory, victory at all costs, victory in spite of all terror, victory, however long and hard the road may be; for without victory, there is no survival. |

#### Операція «Динамо» та битва за Францію
Операція «Динамо», евакуація 338 226 англійських та французьких солдатів із Дюнкерка, завершилася у вівторок, 4 червня, того самого дня, коли капітулював французький ар'єргард. Кількість врятованих набагато перевищила очікування, і це породило загальну думку, що Дюнкерк був дивом і навіть перемогою. Черчилль і сам того дня у своїй промові «Ми будемо битися на пляжах» перед Палатою громад казав про «чудо визволення», хоч і водночас застеріг: «Ми повинні бути дуже обережні й не приписувати цьому визволенню ознаки перемоги. Евакуаціями війни не виграють». Виступ завершився нотою непокори в поєднанні з чітким закликом до Сполучених Штатів:
|  | Ми будемо йти до кінця. Ми будемо битись у Франції, ми будемо битись на морях і в океанах, ми будемо битись зі все більшою впевненістю, нарощуючи сили в повітрі, ми будемо боронити наш острів за всяку ціну. Ми будемо битись на узбережжях, ми будемо битись на аеродромах, ми будемо битись у полях і на вулицях, ми будемо битися в горах. Ми не здамося ніколи, і навіть якщо — а я в це ні на мить не вірю — цей Острів або більша його частина буде підкорена і помиратиме з голоду, тоді наша Імперія, озброєна й захищена британським флотом, продовжить боротьбу з-за морів, аж поки у благословенний Господом час Новий Світ з усією своєю силою й могутністю не виступить на порятунок і визволення Старого. Оригінальний текст (англ.) We shall go on to the end. We shall fight in France, we shall fight on the seas and oceans, we shall fight with growing confidence and growing strength in the air. We shall defend our Island, whatever the cost may be. We shall fight on the beaches, we shall fight on the landing grounds, we shall fight in the fields and in the streets, we shall fight in the hills. We shall never surrender, and even if, which I do not for a moment believe, this Island or a large part of it were subjugated and starving, then our Empire beyond the seas, armed and guarded by the British Fleet, would carry on the struggle, until, in God's good time, the New World, with all its power and might, steps forth to the rescue and the liberation of the old. |

Наступного дня Німеччина розпочала втілювати план «Рот», а 10 червня у війну вступила Італія. 14 червня Вермахт окупував Париж, а 25-го — завершив завоювання Франції. Напад Гітлера на Велику Британію й можлива спроба вдертися здавалися неминучими. Опинившись віч-на-віч із цією загрозою, 18 червня Черчилль звернувся до Палати громад і виголосив одну зі своїх найвідоміших промов, що закінчується такими словами:
|  | Те, що генерал Вейган називав «битвою за Францію», завершилося. Я очікую, що тепер почнеться битва за Британію. Гітлер знає, що він повинен або розгромити нас на цьому острові, або програти війну. Тож тримаймося свого обов'язку і зробімо все, щоб навіть якщо Британська імперія та її співдружність триватимуть іще тисячу років, люди все ще казали: "То була їхня найславніша година". Оригінальний текст (англ.) What General Weygand called the "Battle of France" is over. I expect that the Battle of Britain is about to begin. Hitler knows that he will have to break us in this island or lose the war. Let us therefore brace ourselves to our duty and so bear ourselves that if the British Commonwealth and Empire lasts for a thousand years, men will still say: "This was their finest hour". |

Черчилль був сповнений рішучості чинити опір і наказав 11 червня розпочати кампанію в Лівійській пустелі. Це була відповідь на оголошення війни Італією. Спочатку все йшло добре — єдиним супротивником були італійці й операція «Компас» мала помітний успіх. Однак, на початку 1941 року, Муссоліні попросив німецької підтримки і Гітлер відправив до Триполі корпус «Африка» під командуванням генерал-лейтенанта Ервіна Роммеля, який прибув невдовзі після того, як Черчилль призупинив наступ на півночі Африки, щоб перенаправити сили до Греції, де в самому розпалі була Балканська кампанія.
Серед ініціатив Черчилля в червні та липні 1940 року — накази про утворення Управління спеціальних операцій (УСО) та британських командос. УСО одержало наказ вести диверсійну діяльність в окупованій нацистами Європі, тоді як завданням командос було атакувати там точкові військові об'єкти. Очільником УСО став Міністр економічної війни Г'ю Далтон, який записав у своєму щоденнику слова Черчилля: «А от тепер треба підпалити всю Європу».

#### Битва за Британію та бліц

Черчилль прогулюється руїнами собору Ковентрі разом з Альфред Роберт Гріндлей, 1941 рік

20 серпня 1940 року, в розпал битви за Британію, Черчилль виступив із промовою в Палаті громад, де окреслив перебіг війни. У середині цієї промови він зробив заяву, яка дала відоме прізвисько «The Few» пілотам винищувачів, що брали участь у цій битві.
Починаючи з 7 вересня 1940 року Люфтваффе змінили стратегію і розпочали Бліц, особливо інтенсивний у жовтні та листопаді. Під час Бліцу Черчилль загалом зберігав високий бойовий дух, а в листопаді сказав своєму особистому секретареві Джокові Колвіллу, що, на його думку, загроза навали вже позаду. Він був певен, що, враховуючи збільшення обсягів виробництва, Велика Британія зможе вистояти, але не плекав особливих надій на перемогу у війні без втручання Америки.

#### Ленд-ліз
У вересні 1940 року британський та американський уряди уклали договір «есмінці в обмін на бази», згідно з яким Королівський флот одержав півсотні американських есмінців в обмін на право США розміщувати свої бази на Бермудах, Карибах та Ньюфаундленді. Додатковою перевагою Великої Британії було те, що вона мала право передислокувати військове майно на цих базах в інше місце.
Добрі стосунки Черчилля з президентом США Франкліном Делано Рузвельтом допомогли забезпечити постачання життєво важливих харчів, нафти та боєприпасів через північноатлантичні судноплавні шляхи. Саме з цієї причини Черчилль зітхнув полегшено, коли Рузвельта переобрали на виборах 1940 року. Після переобрання Рузвельт взявся впроваджувати новий метод забезпечення потреб Великої Британії, що не вимагав грошової оплати. Він переконав Конгрес, що відшкодуванням за цю вкрай вартісну послугу стане опосередкований захист США. Це була так звана політика Ленд-лізу, що набрала чинності 11 березня 1941 року.

#### Операція «Барбаросса»

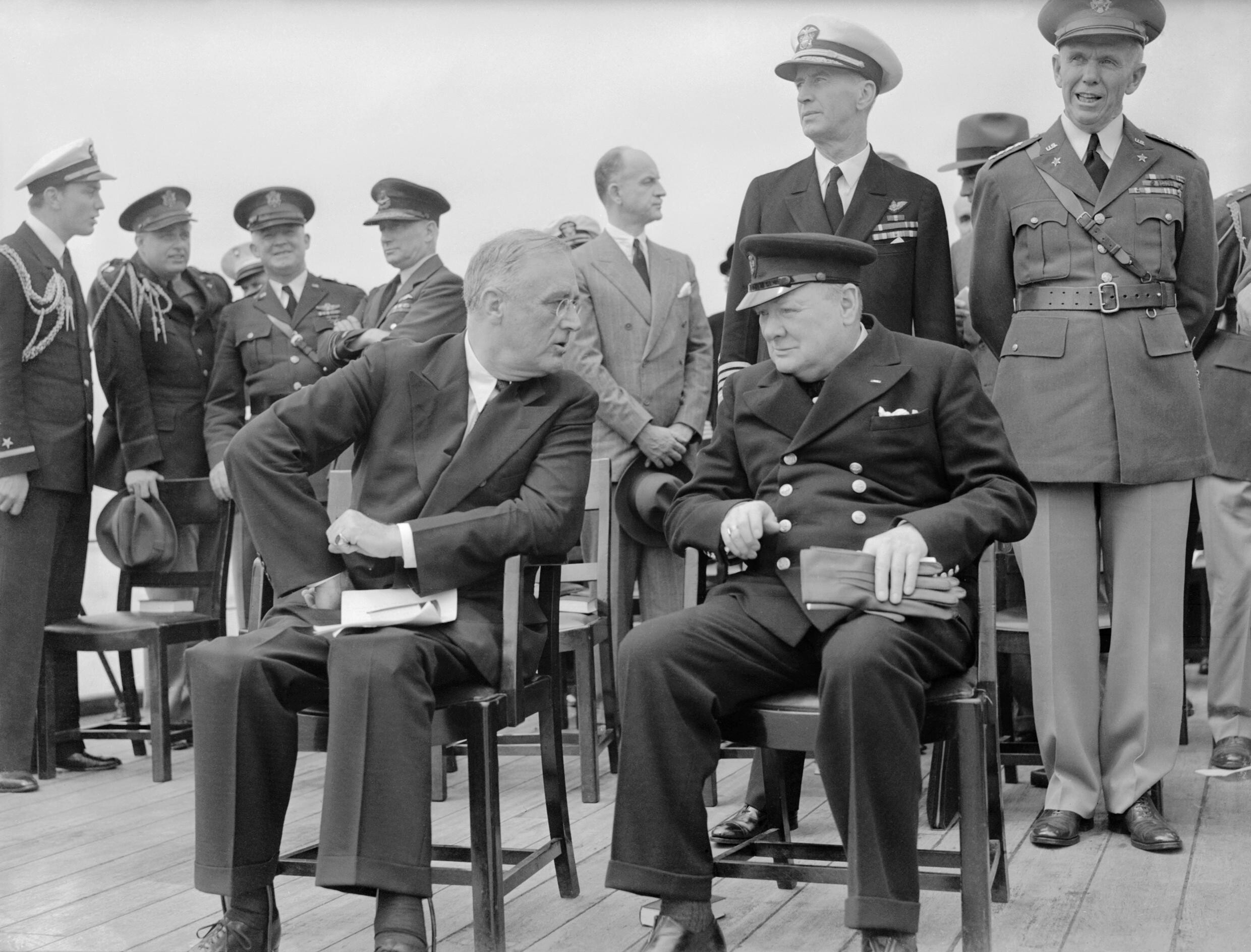
Черчилль і Рузвельт сидять поруч на містку Принца Уельського під час Атлантичної конференції, 10 серпня 1941 року

22 червня 1941 року Гітлер напав на Радянський Союз. Завдяки розшифруванням Енігми, здійсненим у Блетчлі, Черчилль ще у квітні знав, що напад неминучий. Через посла Великої Британії в Москві Стаффорда Кріппса він намагався попередити Йосипа Сталіна, але марно, бо Сталін не довіряв Черчиллю. У ніч перед нападом, вже маючи намір звернутися до народу, Черчилль натякнув на свої досі антикомуністичні погляди, сказавши Колвіллу: «якби Гітлер вдерся в пекло, я би принаймні побажав удачі Дияволові».

#### Атлантична хартія
У серпні 1941 року Черчилль, уперше за час війни, перетнув Атлантику на борту Принца Уельського і зустрівся з Рузвельтом у бухті Пласентія. 14 серпня вони уклали угоду, згодом відому як Атлантична хартія. У ній окреслено погляд обох країн на майбутнє світу. Вважають, що вона спонукала до підписання Декларації Об'єднаних Націй 1942 року, яка, зі свого боку, стала основою для створеної 1945 року Організації Об'єднаних Націй.

### Від нападу на Перл-Гарбор до дня D: грудень 1941 року— червень 1944-го

#### Перл-Гарбор і вступ у війну США
7–8 грудня 1941 року Японія напала на Перл-Гарбор і Малаю, а 8-го — Черчилль оголосив війну Японії. Через три дні Німеччина та Італія спільно оголосили війну США. Пізніше того місяця Черчилль поїхав до Вашингтона, щоб зустрітися з Рузвельтом на першій Вашингтонській конференції (кодова назва Аркадія). Ще коли Черчилль був на півшляху через Атлантику, Рузвельт ухвалив рішення «Європа насамперед», що передусім потрібно перемогти в Європі, а вже потім — у Тихому океані. Американці погодилися з Черчиллем, що головним ворогом є Гітлер, і що поразка Німеччини є запорукою успіху союзників. Було також вирішено, що першим військовим ударом, якого англійці та американці завдадуть спільно, буде Операція «Смолоскип» — напад на французьку Північну Африку (тобто, Алжир та Марокко). Спочатку її планували провести навесні 1942 року, але зрештою розпочали в листопаді 1942 року, коли вже йшла вирішальна Друга битва за Ель-Аламейн.
26 грудня Черчилль виступив перед обома Палатами Конгресу США. Тієї ночі він переніс мікроінфаркт. Його особистий лікар, Чарльз Вільсон, порадив не перенапружуватись упродовж певного часу. Попри погане самопочуття, через два дні Черчилль поїздом поїхав до Оттави, де виступив у канадському парламенті. Пам'ятаючи, як 1940 року французи передбачали, що «Британії скоро скрутять в'язи, як курчаті», тепер він вигукнув: «Оце так курча! Оце так в'язи!». У середині січня він повернувся додому, діставшись з Бермудських островів до Плімута на американському гідроплані. Він запропонував винести на порядок денний Палати громад питання про вотум довіри до уряду. Палата майже одноголосно проголосувала за уряд.
Поки він був у від'їзді, Восьма армія, знявши перед тим облогу Тобрука, провела операцію «Крусейдер» проти сил Роммеля в Лівії, успішно відкинувши їх назад до оборонної позиції в Ель-Агейлі в Киренаїці. Однак 21 січня 1942 року Роммель здійснив несподівану контратаку, яка відкинула союзників назад до Газали.
Окрім успіхів, зокрема у битві за Атлантику, були й неприємні новини — Крігсмаріне ввів у дію 4-роторний «Енігма» М4, сигнали якого в Блетчлі не могли розшифрувати майже рік. На Далекому Сході новини були набагато гірші — японці просувались у всіх напрямках, особливо на морі та в Малаї. На пресконференції у Вашингтоні Черчиллю довелося применшувати дедалі більші сумніви щодо безпеки Сінгапуру.

#### Падіння Сінгапуру та втрата Бірми
Після поразок у Норвегії, Франції, Греції та на Криті, Черчилль сильно сумнівався в бойовій стійкості британських солдатів. Коли 15 лютого японці захопили Сінгапур, він відчув, що його сумніви підтвердилися, і сказав: «(це) найстрашніша катастрофа та найбільша капітуляція у британській військовій історії». 11 лютого «Крігсмаріне» здійснила зухвалий «ривок через Ла-Манш», що неабияк похитнув престиж британських ВМС. Через усі ці події бойовий дух Черчилля впав до найнижчої точки за всю війну.
Тим часом на кінець квітня 1942 року японці окупували більшу частину Бірми. На заваді контрудару стали: сезон мусонів, безлад у Бенгалії та Біхарі, а також сильний циклон, який спустошив регіон у жовтні 1942 року. Поєднання факторів, зокрема, обмеження життєво важливого імпорту рису з Бірми японцями, британська політика воєнного часу — зокрема, обмеження імпорту продовольства кабінетом Черчилля — та низка масштабних природних катастроф, як-от повені та хвороби врожаю, спричинили голод у Бенгалії 1943 року , в якому загинуло приблизно 3 мільйони осіб. Британська політика посилила голод, хоча її відносний вплив на кількість загиблих залишається предметом суперечок.

#### Міжнародні конференції 1942 року
20 травня міністр закордонних справ СРСР В'ячеслав Молотов прибув до Лондона і пробув там до 28-го, перш ніж поїхати до Вашингтона. Метою цього візиту було підписання договору про дружбу, але Молотов хотів, щоб це було зроблено на основі певних територіальних поступок у Польщі та Прибалтиці. Черчилль та Іден працювали над компромісом, і врешті-решт договір на 20 років оформили офіційно, але питання про кордони відклали на потім. Молотов також прагнув відкриття Другого фронту в Європі, але все, що Черчилль міг зробити, — це підтвердити, що приготування тривають і не давати жодних обіцянок щодо строків.
Черчилль був дуже задоволений цими переговорами, про що розповів Рузвельту в телефонній розмові 27 травня. Однак, напередодні Роммель розпочав контратаку, операцію «Венеція», яка була початком битви біля Газали. Зрештою союзників витіснено з Лівії. Значною поразкою для них стала втрата Тобрука 21 червня. Звістка про захоплення Тобрука силами Осі дійшла до Черчилля під час його зустрічі з Рузвельтом. Його приголомшило взяття в полон 35 000 солдатів. За винятком Сінгапуру, це був для нього «найтяжчий удар» за війну. Просування сил Осі вдалося зупинити під час Першої битви за Ель-Аламейн у липні та битви при Алам-ель-Халфі на початку вересня. Обидва противники були виснажені й потребували термінового підкріплення та поповнення запасів.
17 червня Черчилль прибув на Вашингтонську конференцію. Вони з Рузвельтом домовились про здійснення операції «Смолоскип», яка мала передувати вторгненню в Європу. Рузвельт призначив генерала Дуайта Ейзенхауера командувачем Європейським театром операцій армії Сполучених Штатів (ETOUSA). У відповідь на новини з Північної Африки американці пообіцяли передати Восьмій армії 300 танків «Шерман» і 100 самохідних гаубиць. До Британії Черчилль повернувся 25 червня і постав перед черговою спробою вотуму недовіри, цього разу з питання загального керівництва військовими діями. І знову з великим запасом виграв голосування.
Попри проблеми зі здоров'ям, у серпні Черчилль відвідав британські війська в Північній Африці, щоб підняти бойовий дух солдатів. Звідти вирушив до Москви на свою першу зустріч зі Сталіним. Його супроводжував спеціальний посланник Рузвельта Аверелл Гарріман. У Москві він був з 12 до 16 серпня і мав чотири тривалі зустрічі зі Сталіним. Попри порозуміння двох лідерів на особистому рівні, про якісь суттєві домовленості не йшлося, зважаючи на перебіг війни, адже німці все ще наступали на всіх фронтах. Сталін відчайдушно просив про відкриття Другого фронту в Європі, який Молотов уже обговорював із Черчиллем у травні, але одержав ту саму відповідь.

#### Злам у перебігу війни: Ель-Аламейн і Сталінград
Перебуваючи на початку серпня в Каїрі, Черчилль вирішив замінити на посаді головнокомандувача Середньосхідного командування фельдмаршала Очінлека на фельдмаршала Александера. Командування ж Восьмою армією він передав генералові Вільяму Готту. Утім через три дні Готт загинув, тож командувачем 8-ї армії став генерал Монтгомері. 17 серпня Черчилль повернувся з Москви до Каїра і на власні очі переконався, що поєднання Александер/Монтгомері вже дало плоди. До Англії він повернувся 21-го, за дев'ять днів до того, як Роммель розпочав свій останній наступ.
Наприкінці 1942 року відбувся докорінний злам у перебігу війни — союзники перемогли в ключових битвах: за Ель-Аламейн та Сталінград. До листопада завжди оборонялись союзники, від листопада — німці. Черчилль наказав дзвонити в церковні дзвони по всій Великій Британії уперше від початку 1940 року. 10 листопада на обіді від імені Лорд-мера в Меншн-гаузі в Лондоні, святкуючи перемогу союзників під Ель-Аламейном, він виголосив одну зі своїх найнезабутніших військових промов: «Це ще не кінець. Це навіть не початок кінця. Але, можливо, це кінець початку».

#### Міжнародні конференції 1943 року

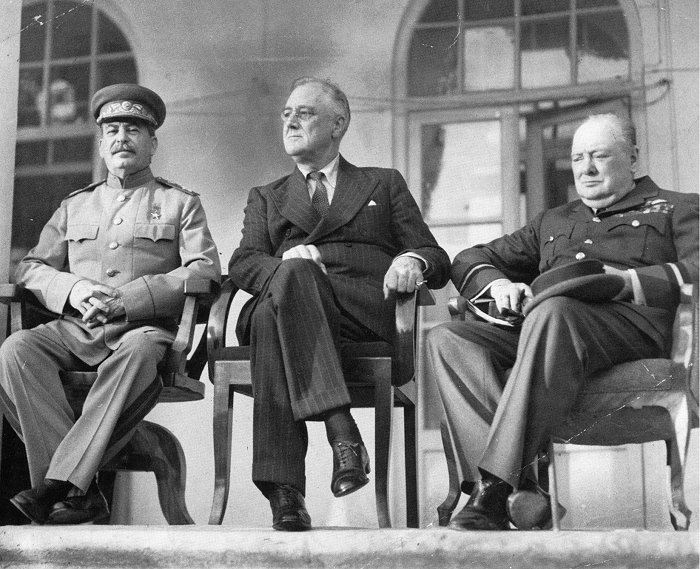
Сталін, Рузвельт і Черчилль у Тегерані

У січні 1943 року Черчилль зустрівся з Рузвельтом на Касабланкській конференції (кодова назва Символ), яка тривала десять днів. У ній також взяв участь генерал Шарль де Голль від імені Вільної Франції. Сталін не зміг прибути через становище в Сталінграді. Попри деякі сумніви Черчилля, підписавши так звану Декларацію Касабланки, союзники зобов'язалися воювати до «безумовної капітуляції» держав Осі. Після Марокко Черчилль із різними метами відвідав Каїр, Адану, Кіпр, знову Каїр та Алжир. Додому він повернувся 7 лютого, пробувши за кордоном майже місяць. 11 лютого він звернувся до Палати громад, а наступного дня тяжко захворів на пневмонію. Одужання і подальше відновлення тривали понад місяць. Другу половину цього часу він провів у Чекерзі. 15 березня він повернувся до роботи в Лондоні.
За той рік Черчилль двічі перетинав Атлантику, зустрівшись із Рузвельтом і на Третій Вашингтонській конференції (кодове ім'я Тризуб) у травні, і на першій Квебекській конференції (кодова назва Квадрант) у серпні. У листопаді Черчилль і Рузвельт зустрілися з китайським генералісимусом Чан Кайші на Каїрській конференції (кодова назва Секстант).
Найважливіша конференція року пройшла з 28 листопада до 1 грудня в Тегерані (кодове ім'я Еврика). Це була перша зустріч «Великої трійки». Рузвельт і Сталін спільно переконували Черчилля відкрити другий фронт у Західній Європі. А ще було домовлено, що після війни Німеччина буде розділена, але без жодних чітких рішень, як саме. Повертаючись із Тегерану, Черчилль і Рузвельт провели другу Каїрську конференцію за участю президента Туреччини Ісмета Іноню, але не змогли переконати Туреччину приєднатись до Союзників.
З Каїру Черчилль вирушив до Туніса, прибувши туди 10 грудня, спочатку як гість Ейзенхауера (невдовзі Ейзенхауер обійме посаду очільника Верховного командування Союзних експедиційних сил (SHAEF), щойно створеного в Лондоні). Перебуваючи в Тунісі, Черчилль тяжко захворів на миготіння передсердь і мусив залишатися там до Різдва, поки його відвідувала низка спеціалістів, щоб прослідкувати за видужанням. Потім до нього прибули Клементайн і Колвілл, який саме повернувся до приватної канцелярії Черчилля після двох років служби у ВПС. 27 грудня компанія вирушила до Марракеша на відновлення. Почуваючись набагато краще, 14 січня 1944 року Черчилль відлетів до Гібралтару й звідти відплив додому на лінкорі Король Георг V. Вранці 18 січня він повернувся до Лондона і, несподівано для депутатів парламенту, того ж дня взяв участь у сесії запитань і відповідей прем'єр-міністра. Від 12 січня 1943 року, коли Черчилль вирушив на Касабланкську конференцію, він перебував за кордоном та/або тяжко хворий 203 з 371 дня.

#### Вторгнення на Сицилію та в Італію
Восени 1942 року, після зустрічі Черчилля зі Сталіним у Москві, до нього звернувся Ейзенхауер, який тоді командував Північноафриканським театром операцій (HATOUSA), зі своїми помічниками, щоб обговорити місце, де західні союзники завдадуть першого удару в Європі. За словами генерала Марка Кларка, який потім командував П'ятою армією США під час італійської кампанії, американці відверто визнали, що операцію з форсування Ла-Маншу найближчим часом провести «абсолютно неможливо». Як альтернативу, Черчилль рекомендував «розрізати підчерев'я Середземномор'я» і переконав їх, після розгрому Корпусу «Африка» в Північній Африці вдертися спочатку на Сицилію, а потім в Італію. По війні Кларк все ще погоджувався, що аналіз Черчилля був правильним, але додавав, що коли союзники висадилися в Салерно, виявилось, що Італія — «тверда стара кишка».
Вторгнення на Сицилію розпочато 9 липня й успішно завершено 17 серпня. Черчилль тоді наполягав на тому, що потрібно тягнутись на північ материковою частиною Італії, аби захопити Рим, але американці хотіли відвести кілька дивізій в Англію для нарощування сил перед операцією «Оверлорд», яка наразі була запланована на весну 1944 року. Черчилль був усе ще не в захваті від Оверлорда, бо побоювався, що англо-американська армія у Франції може не відповідати боєздатності Вермахту. Вище він ставив периферійні операції, зокрема план під назвою "Юпітер", що передбачав вторгнення на північ Норвегії. Події на Сицилії несподівано відгукнулись в Італії. 25 липня король Віктор Емануїл відправив у відставку Муссоліні і призначив прем'єр-міністром маршала Бадольйо. Бадольо розпочав переговори з союзниками, які завершились 3 вересня Перемир'ям у Кассіблі. У відповідь німці застосували операцію «Аксе» і заволоділи більшою частиною Італії. Хоча Черчилль все ще бачив Італію, а не Нормандію, як головний шлях союзників до Третього рейху, його дуже турбував сильний опір Німеччини в Салерно. Пізніше, коли союзники успішно здобули свій плацдарм в Анціо, але не змогли просунутись далі, він їдко зазначив, що замість того, щоб «висадити дикого тигра», сили союзників перетворилися на «величезного кита, який застряг». Головною перешкодою був Монте-Кассіно, і лише в середині травня 1944 року опір остаточно зламано, що дозволило союзникам нарешті просунутися до Риму, який узято 4 червня.

#### Приготування до Дня D
Труднощі в Італії змусили Черчилля кардинально змінити погляди на стратегію союзників. Повернувшись із Північної Африки до Англії, він поринув у планування Оверлорда і влаштував щотижневі засідання за участю SHAEF та британських начальників штабів, на яких головував. Їх завжди відвідував або Ейзенхауер, або начальник його штабу генерал Вальтер Беделл Сміт. Черчилль був у неабиякому захваті від проєкту штучних гаваней «Малберрі», а ще прагнув максимально використати повітряну силу союзників, яка на початку 1944 року стала незборимою. Однак Черчилль так до кінця й не зміг позбутись побоювань щодо вторгнення і зазнав великих коливань настрою, коли наближався День D. Дженкінс каже, що він дививсь у вічі вірогідній перемозі з набагато меншою витримкою, ніж у вічі цілком реальної поразки чотирма роками раніше.

#### Потреба в повоєнній реформі
Черчилль не міг не зважати на потребу в повоєнній реформі цілої низки галузей: сільського господарства, освіти, працевлаштування, охорони здоров'я, житлового будівництва та соціального забезпечення. У листопаді 1942 року опубліковано Звіт Бевериджа з його п'ятьма «гігантськими лихами». Цей документ набув великої суспільної ваги. Однак Черчилля не цікавила ця тема. Він був зосереджений на перемозі у війні, а реформи бачив як наведення ладу після неї. Це відчувалось під час недільного радіозвернення увечері 26 березня 1944 року. Він був зобов'язаний присвятити більшу його частину темі реформ, але проігнорував її. У своєму щоденнику Колвілл зазначив, що промова Черчилля була просякнута «байдужістю», а на думку Гарольда Ніколсона, багато хто сприйняв прем'єр-міністра як «виснаженого і дратівливого літнього чоловіка».
Зрештою, саме запит населення на реформи вирішив загальні вибори 1945 року. Лейбористів сприймали як партію, що здійснить реформи Бевериджа. Ще в червні 1941 року Артур Грінвуд розпочав попередню розвідку з питань соціального страхування та суміжних служб. Еттлі, Бевін та інші міністри коаліційного уряду під час війни показали, що працюють над реформами, і завоювали довіру електорату.

### Перемога над Німеччиною: червень 1944 року— травень 1945-го

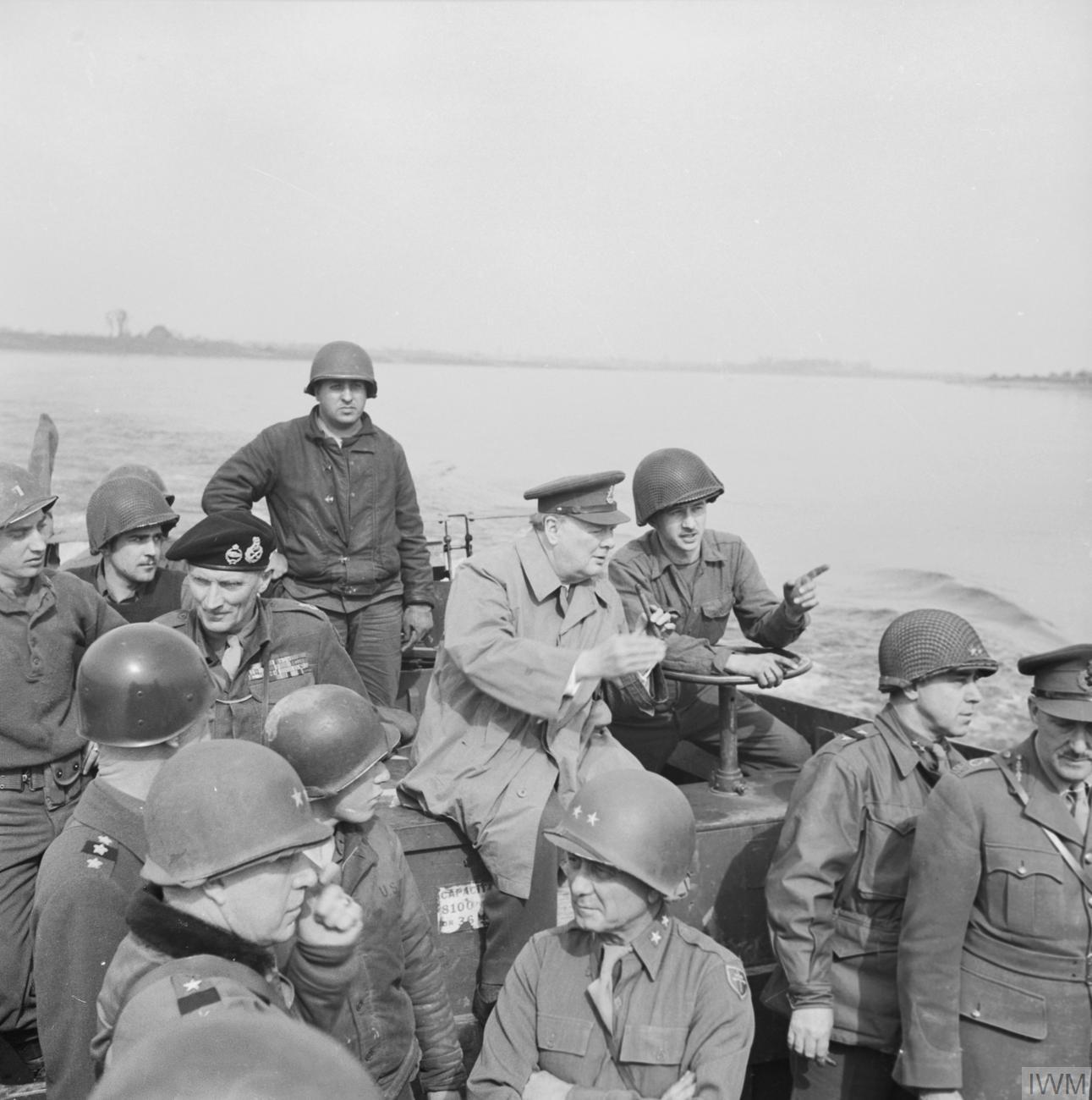
Черчилль переправляється через Рейн у Німеччині під час операції «Пландер» 25 березня 1945 року

#### День D: Вторгнення союзників у Нормандію
Черчилль був сповнений рішучості взяти діяльну участь у вторгненні в Нормандію і сподівався перетнути Ла-Манш у день D (6 червня 1944 року) або принаймні в день D + 1. Це викликало непотрібне замішання в лавах SHAEF, поки король не заборонив йому, сказавши Черчиллю, що, як керівник усіх трьох служб, він (король) також мав би йти. Черчилль очікував, що кількість загиблих союзників у День D сягне 20 000, але його прогноз виявився надто песимістичним, адже за весь червень полягло менш як 8 000 вояків. 12 червня він уперше прибув до Нормандії й відвідав Монтгомері, штаб якого тоді був приблизно за вісім кілометрів від берега. Того вечора, коли він повертався до Лондона, німці запустили перші літаки-снаряди Фау-1. Під час тривалішої поїздки до Нормандії, 22–23 липня, Черчилль відвідав Шербур та Арроманш, де побачив штучну гавань Малберрі.

#### Квебекська конференція, вересень 1944 року
Черчилль зустрівся з Рузвельтом на Другій Квебекській конференції (кодова назва «Восьмикутник»), що тривала від 12 до 16 вересня 1944 року. Між собою вони домовились, що післявоєнна окупація Німеччини проходитиме за планом Моргентау. Цей документ передбачав не лише роззброєння Німеччини, а й перетворення її на аграрну країну. Іден рішуче виступив проти цього, й згодом зміг переконати Черчилля зняти підпис. Державний секретар США Корделл Голл також виступив проти плану і переконав Рузвельта, що він нездійсненний.

#### Московська конференція, жовтень 1944 року
Від 9 до 19 жовтня 1944 року пройшла четверта московська конференція (кодова назва Толстой). На ній Черчилль та Іден зустрілися зі Сталіним і Молотовим. Ця конференція зажила недоброї слави через так звану «угоду про відсотки», в якій Черчилль і Сталін фактично узгодили післявоєнну долю Балкан. На той час радянські армії були в Румунії та Болгарії. Черчилль запропонував шкалу домінування у всьому регіоні, щоб, як він висловився, «уникнути непорозумінь через дрібниці». Він записав на папірці можливі відсотки обопільного впливу на країну й дав його Сталіну, який поставив «пташку». Згідно з угодою, Росія мала впливати на Румунію на 90 %, а на Болгарію — на 75 %. Велика Британія та США повинні були мати 90%-вий вплив на Грецію. Вплив на Угорщину та Югославію мав поділятись порівну. 1958 року, через п'ять років після того, як Черчилль опублікував звіт про цю зустріч у книзі «Друга світова війна», радянська влада заперечила згоду Сталіна на таку «імперіалістичну пропозицію».

#### Ялтинська конференція, лютий 1945 року

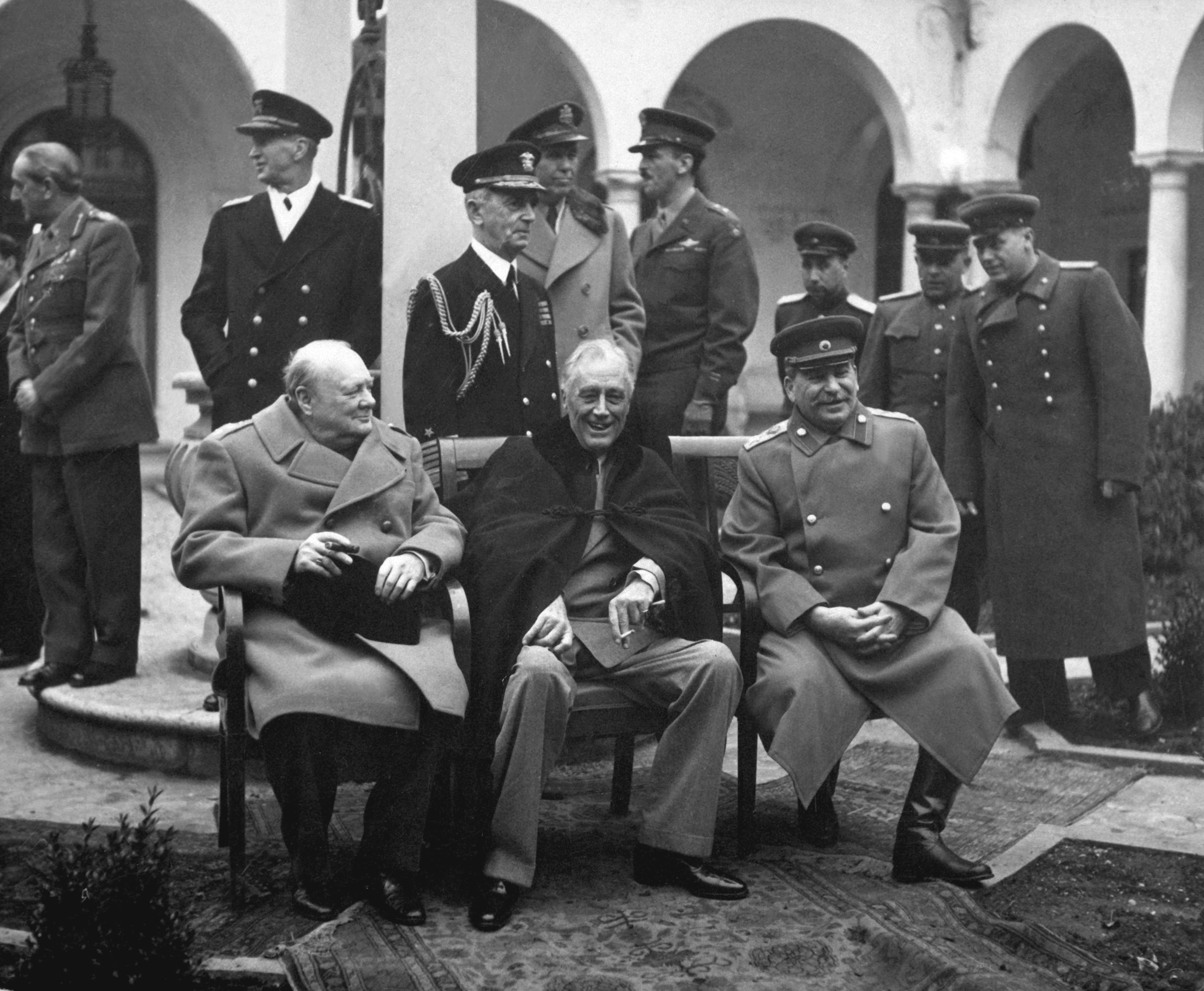
Черчилль, Рузвельт і Сталін на Ялтинській конференції, лютий 1945 року

Черчилль і Рузвельт зустрілися на Мальтійській конференції, що тривала з 30 січня до 2 лютого 1945 року. Вона стала прелюдією до другої зустрічі «великої трійки» під час Ялтинській конференції, яка проходила від 4 до 11 лютого. Зустріч у Ялті неабияк позначилась на долі повоєнного світу. Основними були два питання: про створення після війни Організації Об'єднаних Націй, з якого було досягнуто значного прогресу; та більш спірне питання про повоєнний статус Польщі, яке Черчилль розглядав як прецедент для майбутнього Східної Європи. Черчилль зазнав різкої критики за ту частину ялтинської угоди, де йшлося про Польщу. Наприклад, 27 депутатів торі проголосували проти нього, коли наприкінці місяця це питання обговорювали в Палаті громад. Однак Дженкінс запевняє, що Черчилль зробив усе від нього залежне, враховуючи дуже складні обставини, хоча б те, що Рузвельт був тяжко хворий і не міг його суттєво підтримати.
Ще одним наслідком Ялтинської конференції стало проведення так званої Операції «Кілгол». Західні союзники погодились на примусову репатріацію всіх радянських громадян, зокрема, військовополонених, із зон окупації союзників до Радянського Союзу. Згодом ця політика поширилась на всіх східноєвропейських біженців, серед яких було багато антикомуністів. Операція «Кілгол» тривала від 14 серпня 1946 року до 9 травня 1947-го.

#### Суперечливі бомбування Дрездена

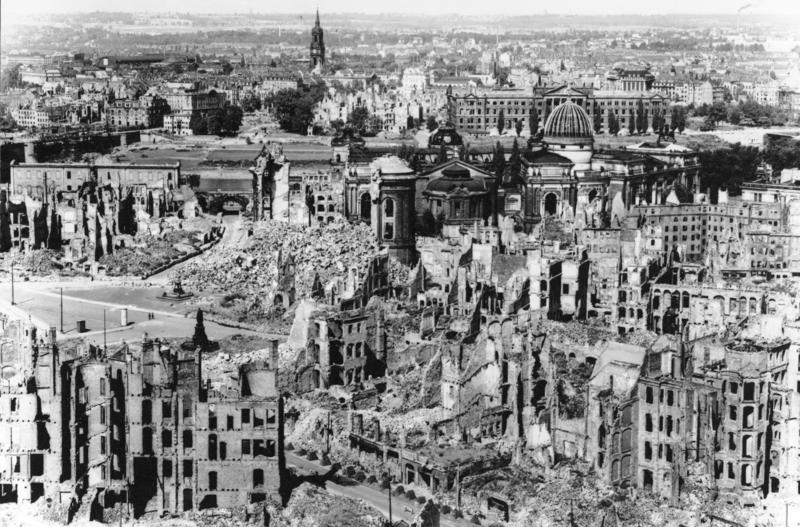
Руйнування Дрездена, лютий 1945 року

У ніч з 13 на 15 лютого 1945 року приблизно 1200 британських та американських бомбардувальників вдарили по німецькому місту Дрездену, яке переповнювали поранені та біженці зі Східного фронту. Це відбулось у рамках бомбардувань місцевості, які Черчилль ініціював у січні, щоб наблизити закінчення війни. Черчилль пошкодував про бомбардування, бо перші повідомлення свідчили про надмірну, як для кінця війни, кількість жертв серед мирного населення, хоча незалежна комісія 2010 року підтвердила кількість загиблих між 22 700 і 25 000. 28 березня він вирішив обмежити бомбардування місцевості  і надіслав генералові Ісмею меморандум для Комітету начальників штабів:
|  | Руйнування Дрездена ставить під великий сумнів доцільність такого проведення союзницьких бомбувань..... Я відчуваю потребу точнішого зосередження на військових цілях..... а не просто залякувань і безглуздих руйнувань, лише щоб справити враження. Оригінальний текст (англ.) The destruction of Dresden remains a serious query against the conduct of Allied bombing..... I feel the need for more precise concentration upon military objectives..... rather than on mere acts of terror and wanton destruction, however impressive. |

Британський історик Фредерік Тейлор зазначив, що кількість радянських громадян, які загинули від німецьких бомбардувань, приблизно відповідає кількості німецьких громадян, які загинули від рейдів союзників. Дженкінс каже, що Черчилля легко критикувати заднім числом з огляду на перемогу. Він додає, що бомбардування місцевості не більше заслуговують на осуд, ніж застосування президентом Труменом другої атомної бомби, скинутої на Нагасакі через пів року. Ендрю Марр, цитуючи Макса Гейстінґса, каже, що меморандум Черчилля був «вирахуваною політичною спробою….. дистанціюватися….. від чимраз більших суперечок щодо доцільності ударів по територіях».

#### День Перемоги в Європі

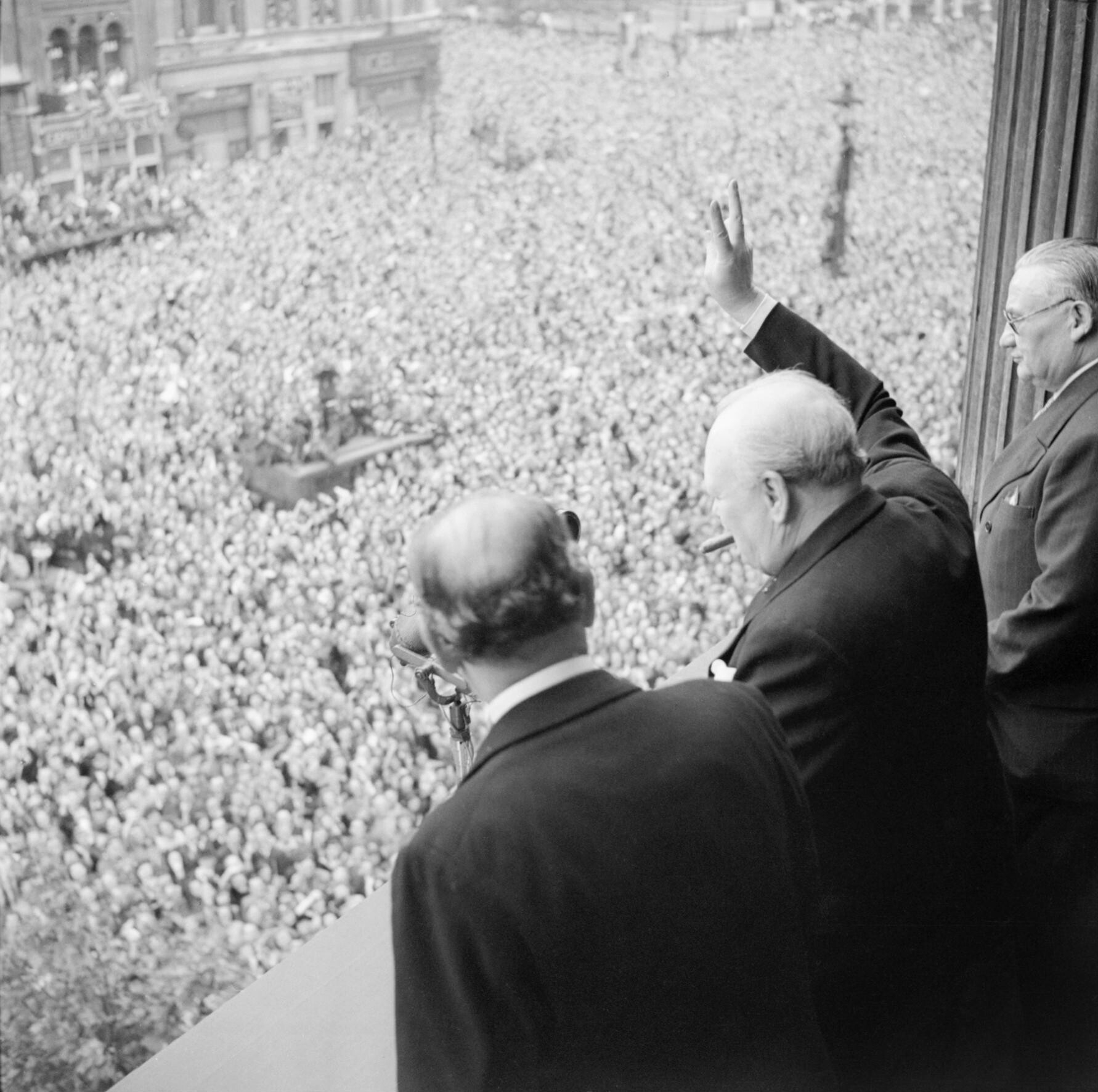
Черчилль на Вайтголлі, 8 травня 1945 року. Жестом Вікторія він вітає натовп із перемогою над Німеччиною. Праворуч від нього — Ернест Бевін

7 травня 1945 року в штаб-квартирі SHAEF у Реймсі союзники прийняли капітуляцію Німеччини. 8 травня настало свято День Перемоги в Європі (VE Day). Черчилль оголосив по радіо, що Німеччина здалася і що остаточне припинення вогню на всіх фронтах Європи набере чинності о першій хвилині нової доби (тобто 9-го). Потім Черчилль вирушив до Букінгемського палацу, де разом із Королівською родиною з'явився на балконі перед величезним натовпом святкувальників. Звідти він попрямував на вулицю Вайтголл, де звернувся до іншого великого натовпу: «Бог благословив вас усіх. Це ваша перемога. Це найвизначніший день за всю нашу довгу історію. Кожен доклався до нього як тільки міг».
У цю мить він попросив Ернеста Бевіна сказати кілька слів, аби й йому припала частина оплесків. На що Бевін відповів: «Ні, Вінстоне, це твій день», і продовжив диригувати людьми, що співали «Бо він веселий молодець». Увечері Черчилль вчергове звернувся по радіо до народу, запевняючи, що перемога над Японією настане найближчими місяцями (японці здалися 15 серпня 1945 року).

### Перехідний уряд: з травня по липень 1945 року
Від часу останніх загальних виборів 1935 року минуло майже десять років. Міністри від лейбористів не захотіли залишатися в складі міжпартійного коаліційного уряду воєнного часу. 23 травня 1945 року Черчилль подав у відставку з посади прем'єр-міністра. Пізніше того ж дня король попросив його сформувати новий уряд. Він мав офіційну назву Національний уряд і нагадував коаліцію 1930-х років, у якій домінували консерватори, але іноді його називають перехідним. До його складу увійшли консерватори, націонал-ліберали та кілька позафракційних діячів, як-от сер Джон Андерсон та лорд Вултон, але не увійшли ні лейбористи, ні офіційні ліберали Арчибальда Синклера. Хоча Черчилль не припиняв виконувати функції прем'єр-міністра, зокрема обмінювався повідомленнями з адміністрацією США щодо майбутньої Потсдамської конференції, але офіційно його перепризначено лише 28 травня.

#### Потсдамська конференція

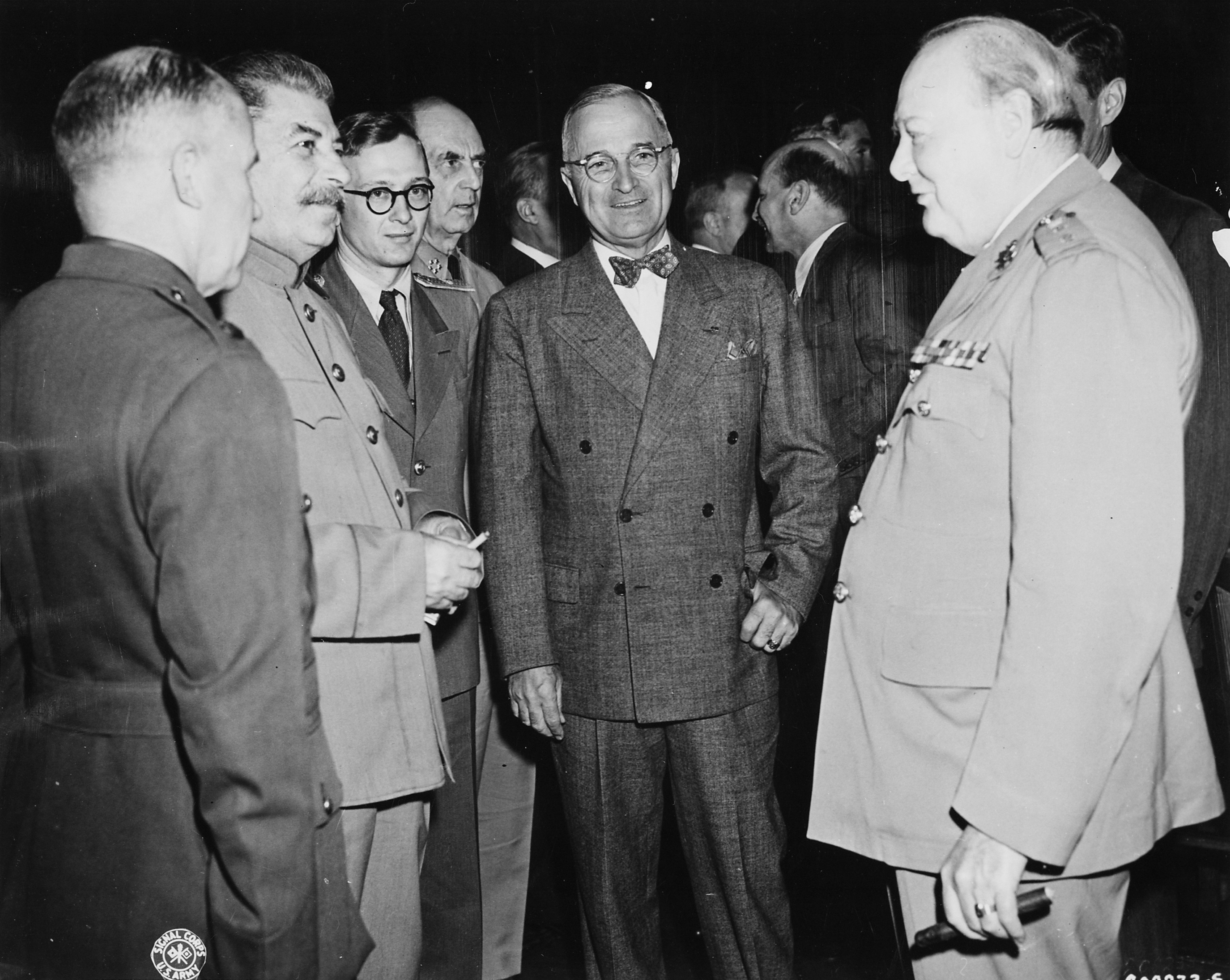
Черчилль на Потсдамській конференції, липень 1945 року

Черчилль представляв Велику Британію на післявоєнній Потсдамській конференції, яка розпочалась 17 липня. На її засіданнях крім нього був присутній не тільки міністр закордонних справ Іден, але й Еттлі, ще до підрахунку підсумків липневих загальних виборів. Вони відвідали дев'ять сесій за дев'ять днів, а потім повернулися до Англії для підрахунку результатів виборів. Лейбористи здобули переконливу перемогу, тож на останні п'ять днів конференції повернулися вже Еттлі як новий прем'єр-міністр і Бевін як новий міністр закордонних справ. Потсдам виявився невдалим для Черчилля. За словами Ідена, його виступ був «жахливий», а сам він був непідготовленим і багатослівним. Черчилль засмутив китайців, роздратував американців, і запросто поступився Сталіну, якому, зрозуміло, мав опиратися.

#### Загальні вибори, липень 1945 року
Черчилль неправильно керував виборчою кампанією, вдаючись до вузькопартійної політики та намагаючись очорнити лейбористів. 4 червня він припустився чималого політичного ляпу, заявивши в радіозверненні, що лейбористський уряд муситиме вдатися до «певних гестапівських методів» для забезпечення свого порядку денного. Ця промова мала протилежні наслідки, і дозволила Еттлі заробити політичний капітал, сказавши наступного дня у зворотному радіозверненні: «Голос, який ми почули вчора ввечері, належав містерові Черчиллю, а розум — лордові Бівербруку». За словами Дженкінса, ця трансляція «створила Еттлі».
Хоча голосування відбулось 5 липня, через необхідність збору голосів тих, хто служить за кордоном, підсумки виборів стали відомі лише 26 липня. Основні партії у Вудфорді проти Черчилля не виступали, але його перевага над єдиним незалежним кандидатом виявилась набагато меншою за очікувану. Клементайн висловила думку, що поразка на виборах може виявитись «прихованим благословенням», на що Черчилль відповів: «Поки що воно виглядає аж надто прихованим».
Того дня лікар Черчилля лорд Моран в розмові з ним заговорив про «невдячність» британців, на що Черчилль відповів: «Я б це так не називав. Їм довелося пройти через дуже тяжкі часи». Попри велику особисту підтримку Черчилля, консерватори програли вибори. Того вечора, не чекаючи зборів парламенту, він склав із себе повноваження прем'єр-міністра. Його наступником став Еттлі, який сформував перший уряд лейбористів. Називали багато причин поразки Черчилля. Однією з основних була потреба людей у повоєнній реформі. Крім того, воєнного лідера вони не бачили в ролі людини, що поведе їх у мирний час.

## Лідер опозиції: 1945—1951

### Виступ «залізна завіса»

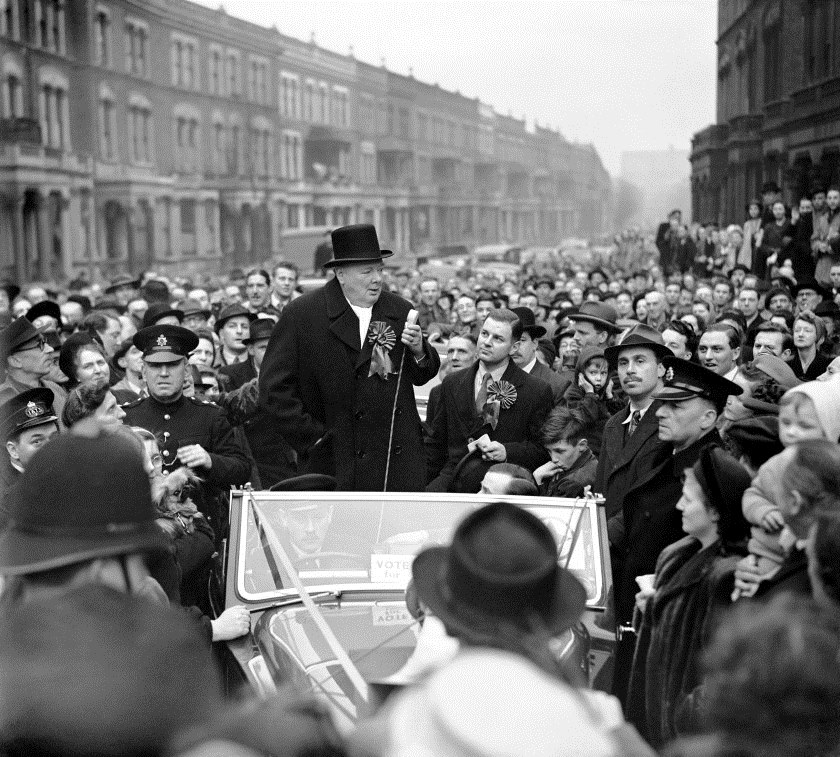
Черчилль у 1949 році

Черчилль і далі очолював Консервативну партію й упродовж шести років був лідером опозиції. 1946 року він пробув в Америці майже три місяці, від початку січня до кінця березня. Саме під час цієї поїздки він виголосив промову «Залізна завіса» про СРСР і створений ним Східний блок. Це відбулось 5 березня 1946 року у Вестмінстерському коледжі у Фултоні (штат Міссурі) в присутності президента Трумена. Черчилль заявив:
|  | Від Штеттіна на Балтиці до Трієста на Адріатиці на континент опустилася залізна завіса. За цією лінією лежать усі столиці древніх держав Центральної і Східної Європи. Варшава, Берлін, Прага, Відень, Будапешт, Белград, Бухарест і Софія — усі ці славетні міста з їхнім населенням опинились під радянською сферою впливу, як я її змушений назвати. Оригінальний текст (англ.) From Stettin in the Baltic to Trieste in the Adriatic, an Iron Curtain has descended across the continent. Behind that line lie all the capitals of the ancient states of Central and Eastern Europe. Warsaw, Berlin, Prague, Vienna, Budapest, Belgrade, Bucharest and Sofia, all these famous cities and the populations around them lie in what I must call the Soviet sphere. |

Він хотів сказати, що, хоча Радянський Союз і не хоче війни із західними союзниками, його форпост у Східній Європі унеможливив створення трьома великими державами «триполярного керівництва» світом. Черчилль бажав, щоб між Великою Британією та Америкою була набагато тісніша співпраця. У цій самій промові він закликав до «особливих стосунків між Британською Співдружністю та Імперією і США», але наголосив на необхідності співпраці в рамках Статуту ООН.

### Політика
Черчилль був раннім прихильником пан'європеїзму. Ще в статті 1930 року він закликав до заснування «Сполучених Штатів Європи». 1949 року підтримав створення Ради Європи, а 1951-го — Європейської спільноти з вугілля та сталі. Утім, висловлюючи такі думки, він завжди чітко застерігав від приєднання Великої Британії до будь-якого федерального утворення.
Провівши дитинство в Ірландії, Черчилль завжди виступав проти її розділення. Перебуваючи на міністерських посадах 1913 року й знову 1921-го, він пропонував Ольстеру входити до складу Сполученої Ірландії, але з певною автономією від уряду незалежної Ірландії. Щодо цього питання йому завжди протистояли ольстерські юніоністи. І вже після війни, як лідер опозиції, він казав послам Ірландії в Лондоні Джонові Даланті та його наступнику Фредерікові Боланду, що досі сподівається на возз'єднання.
На загальних виборах 1950 року знову перемогли лейбористи, але з набагато меншою перевагою. Черчилль залишився лідером опозиції.

## Прем'єр-міністр: 1951—1955

### Підсумки виборів та призначення на посади в уряді

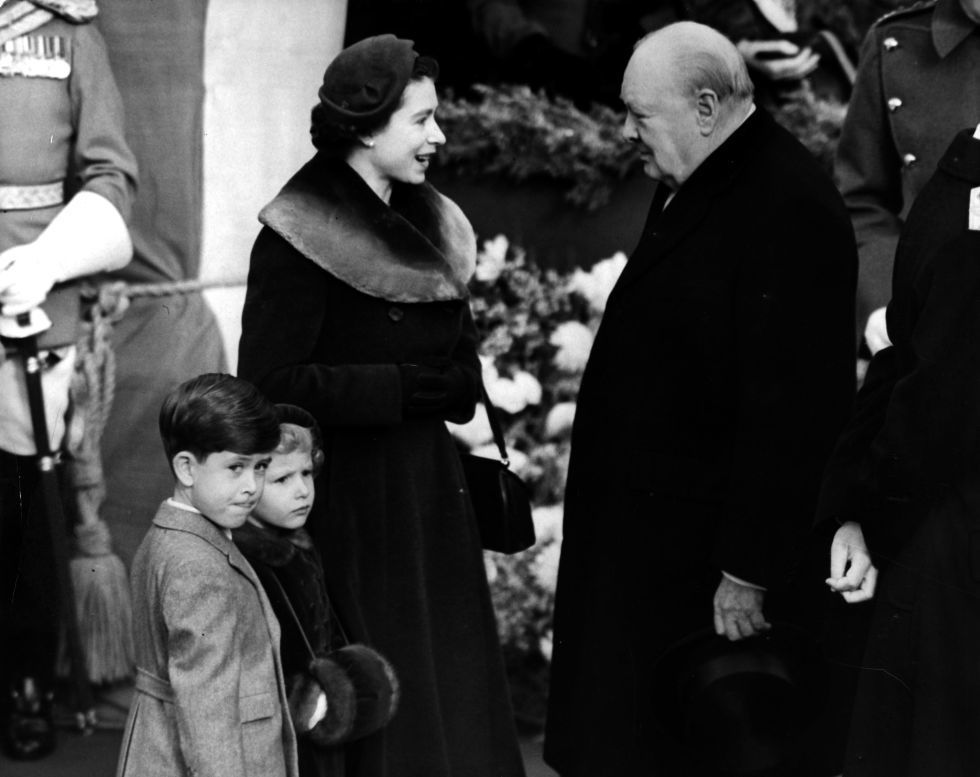
Черчилль із королевою Єлизаветою II, принцом Чарльзом та принцесою Анною 10 лютого 1953 року

На загальних виборах у жовтні 1951 року перемогли консерватори. Їхня загальна більшість у новому парламенті становила 17 місць. Черчилль знову став прем'єр-міністром і залишався на цій посаді до 5 квітня 1955 року. Його майбутній наступник Іден знову став міністром закордонних справ. Ще один майбутній прем'єр-міністр Гарольд Макміллан обійняв посаду міністра житлового будівництва, зобов'язавшись будувати 300 000 нових житлових будинків на рік. Виконавши це завдання, він дістав підвищення й у жовтні 1954 року став міністром оборони.

### Проблеми зі здоров'ям і вихід на пенсію
Коли Черчилль удруге очолив уряд, йому було вже майже 77 років. Крім того, далися взнаки кілька мікроінсультів. У грудні король Георг VI вже сильно тривожився тим, як здав Черчилль і збирався попросити його подати у відставку й призначити наступником Ідена. Але король сам був тяжко хворий, і помер 6 лютого, не встигнувши здійснити свій намір. Черчилль заприятелював із Єлизаветою II. Всі вже думали, що після її коронації в травні 1953 року він піде на пенсію, але саме тоді тяжко захворів Іден. Тому Черчилль взяв на себе ще й обов'язки Міністра закордонних справ. Іден був непрацездатним до кінця року і потім вже ніколи повністю не відновився.
Увечері 23 червня 1953 року Черчилль переніс значний інсульт і йому частково відібрало один бік. Якби Іден був здоровий, то це б, найімовірніше, поклало край прем'єрству Черчилля. Цю подію тримали в таємниці, а Черчилль поїхав видужувати додому до Чартвелла. До листопада він вже повністю одужав. У квітні 1955 року він пішов у відставку з посади прем'єр-міністра, а його наступником став Іден.

### Зовнішня політика

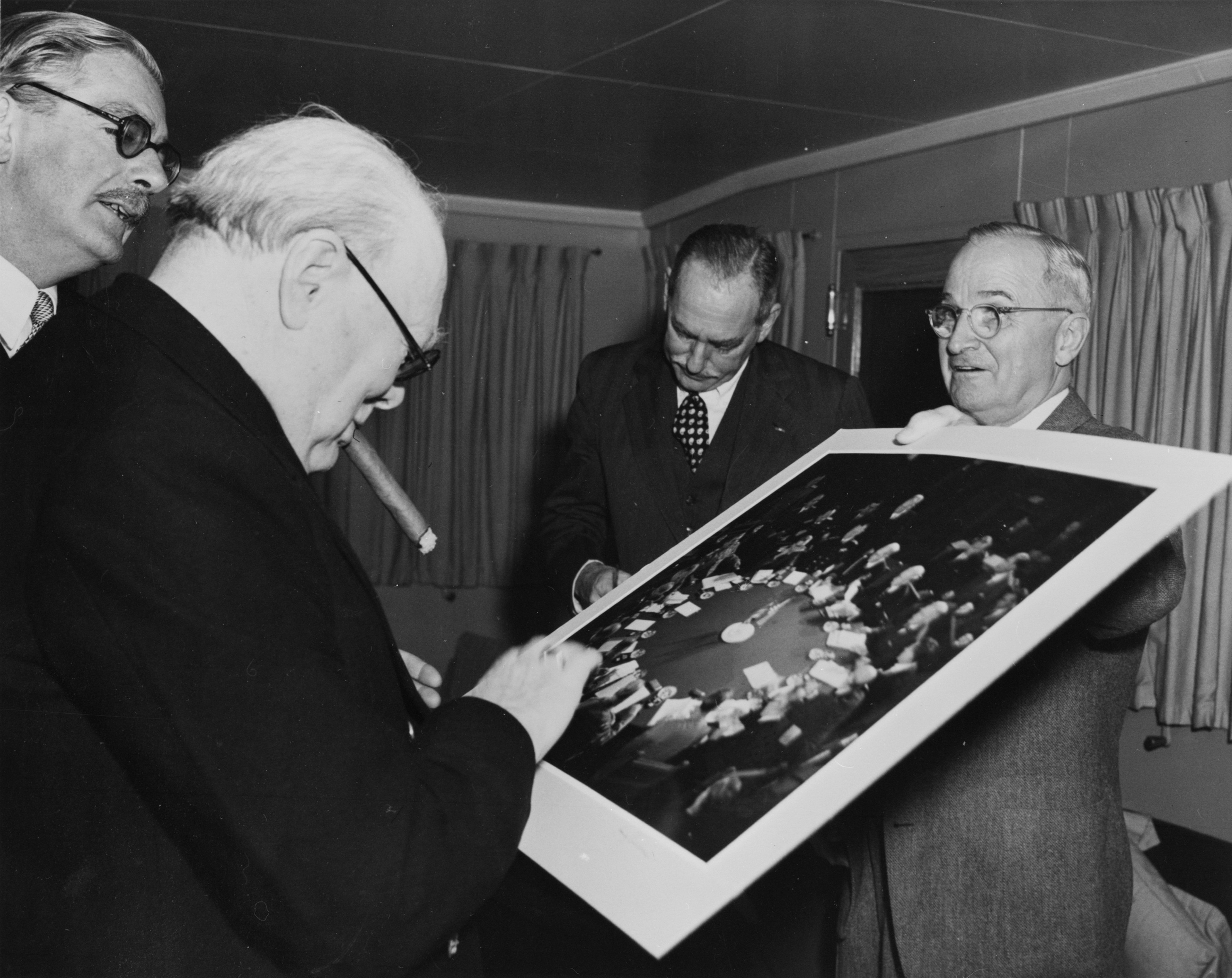
Черчилль з Ентоні Іденом, Діном Ачесоном та Гаррі Труменом, 5 січня 1952 року

Черчилль побоювався глобальної ядерної війни й непохитно вірив, що для збереження миру і свободи потрібно будувати на міцній основі дружбу та співпрацю між Великою Британією та Америкою. Від січня 1952 до липня 1954 року він здійснив чотири офіційні трансатлантичні візити.
Він мав добрі стосунки з Труменом, але труднощі виникли через намір створити Європейське оборонне товариство (EDC), завдяки якому Трумен сподівався зменшити військову присутність Америки в Західній Німеччині. Черчилль скептично ставився до EDC. Він хотів, щоб американська армія стала на захист британських інтересів у Єгипті та на Близькому Сході, але в цьому відмовлено. Натомість Трумен очікував, що Британія застосує військо у Корейській війні, але водночас розглядав будь-які зобов'язання США щодо Близького Сходу як підтримку британського імперіалізму. Американці бачили остаточний занепад Британської імперії, тому вітали політику деколонізації, яку провадив попередній уряд Еттлі. Черчилль, який завжди був імперіалістом, вважав, що подальше місце Великої Британії серед світових держав залежить від того, чи залишиться вона імперією.
Черчилль був змушений визнати революційний уряд Єгипту полковника Насера, який 1952 року захопив владу. На велике розчарування Черчилля в жовтні 1954 року досягнуто домовленості про поетапну евакуацію британських військ із бази на Суецькому каналі. Крім того, Велика Британія погодилася до 1956 року відмовитись від свого правління в Англо-єгипетському Судані, хоча це було зроблено в обмін на взаємну відмову Насера від претензій Єгипту на цей регіон. Партизанська війна в Малайї, яку вели бойовики комуністів проти сил Співдружності, розпочалася 1948 року і тривала до 1960-го, хоча ще 1957-го Малайзія виборола незалежність. Уряд Черчилля вирішував конфлікт військовим шляхом і застосував подібну стратегію до Повстання Мау-Мау в Британській Кенії (1952—1960).
Черчиллю було ніяково, що наступником Трумена вибрано Ейзенхауера. Після смерті Сталіна 5 березня 1953 року Черчилль домагався зустрічі на найвищому рівні з совітами, але Ейзенхауер відмовлявся, побоюючись, що совіти використають її для пропаганди. До липня того ж року Черчилль вже дуже шкодував, що демократи втратили владу. Він сказав Колвіллу, що Ейзенхауер як президент «і слабкий, і дурний». Черчилль вважав, що Ейзенхауер не повною мірою усвідомлює небезпеку, яку становить воднева бомба, і зовсім не довіряв державному секретареві Ейзенхауера Джонові Фостеру Даллесу. Черчилль двічі марно намагався спонукати Ейзенхауера до перемовин зі совітами: перший раз на Бермудській конференції Трьох сил у грудні 1953 року (третім учасником був Прем'єр-міністр Франції Жозеф Ланьєл), а другий — у червні-липні 1954 року у Білому домі. Врешті-решт, саме совіти запропонували провести саміт чотирьох держав, але він зібрався лише 18 липня 1955 року, через три місяці після відставки Черчилля.

## Кінець життєвого шляху: 1955—1965

### На пенсії: 1955—1964
Єлизавета II запропонувала спеціально для Черчилля створити титул Герцога Лондонського, але цього не було зроблено через заперечення його сина Рендольфа, який успадкував би титул після смерті батька. Однак він прийняв Орден Підв'язки й став сером Вінстоном. Хоча на людях Черчилль і підтримував дії Ідена під час Суецької кризи, але в особистому спілкуванні різко його критикував, і Клементайн вважала, що багато його візитів до США в наступні роки були спробами відновити добрі англо-американські відносини. Покинувши прем'єрство, Черчилль залишався депутатом, поки не відмовився виставляти кандидатуру на загальних виборах 1964 року. За винятком 1922—1924 років, він був депутатом із жовтня 1900 року і представляв п'ять виборчих округів.
Однак, ще до загальних виборів 1959 року, він рідко відвідував Палату громад. Попри переконливу перемогу консерваторів на виборах 1959 року, сам він набрав у Вудфорді на тисячу голосів менше, ніж попереднього разу. Більшу частину своєї пенсії він провів у Чартвеллі або у своєму лондонському домі Гайд-Парк-Ґейт, і був завсідником вищого світу на віллі Ла Поза у Французькій Рив'єрі.
У червні 1962 року у Монте-Карло 87-річний Черчилль впав і зламав стегно. Його відвезли додому до лондонської лікарні, де він пробув три тижні. За словами Дженкінса, після цього нещастя Черчилль вже ніколи не був таким, як раніше, і його останні два роки минули немовби в сутінках. 1963 року президент США Джон Кеннеді, на підставі спеціального Акту Конгресу, проголосив його Почесним громадянином США. Черчилль фізично не міг взяти участь у церемонії в Білому домі, тому його син і онук прийняли нагороду за нього. Існують припущення, що останні роки він провів у депресії, але це рішуче заперечив його особистий секретар Ентоні Монтеґю-Браун, який був із ним останні десять років. За словами Монтеґю-Брауна, він ніколи не чув, щоб Черчилль скаржився на депресію і, звісно, в нього її не було.

### Смерть і похорон

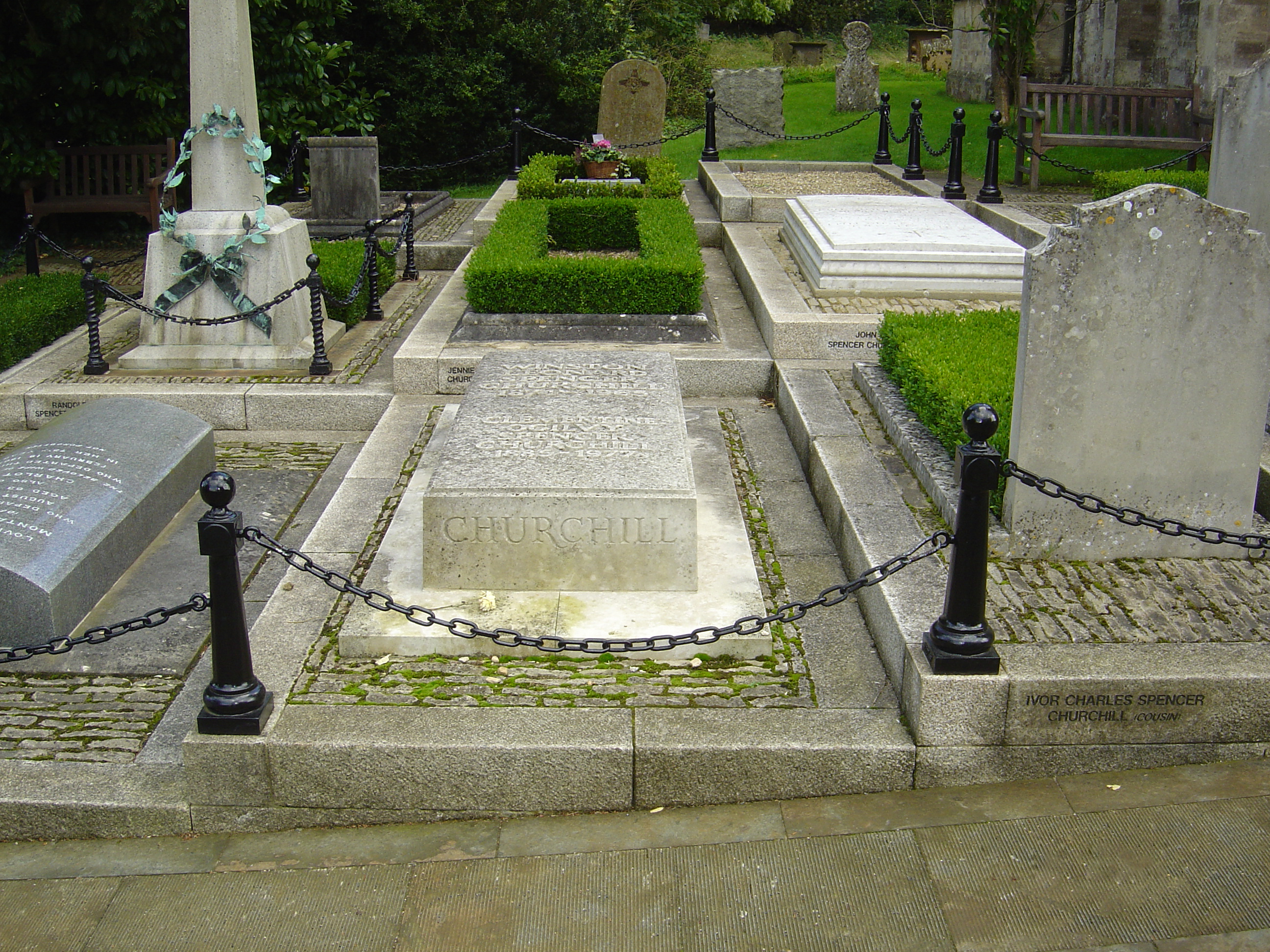
Могила Черчилля в Церква Святого Мартіна (Блейдон) в Блейдоні

12 січня 1965 року у Черчилля стався останній інсульт. Він помер майже за два тижні, 24-го, у сімдесяту річницю смерті свого батька. Шість днів по тому, 30 січня, йому влаштували державний похорон, першу таку церемонію для особи не королівської крові з часів Вільяма Гладстона 1898 року.
Планувати похорон Черчилля розпочали 1953 року під кодовою назвою Операція "Нема Надії", а станом на 1958 рік вже було розроблено докладний план. Труну розмістили у Вестмінстер-холлі, де за три дні йому віддали шану сотні тисяч людей. Панахида відбулась у Соборі святого Павла. Потім труну перевезли Темзою на баржі до станції Ватерлоо, а звідти спеціальним поїздом до сімейної ділянки у церкві Святого Мартіна в Блейдоні, неподалік від Бленемського палацу, де він народився.

## Художник, історик і письменник

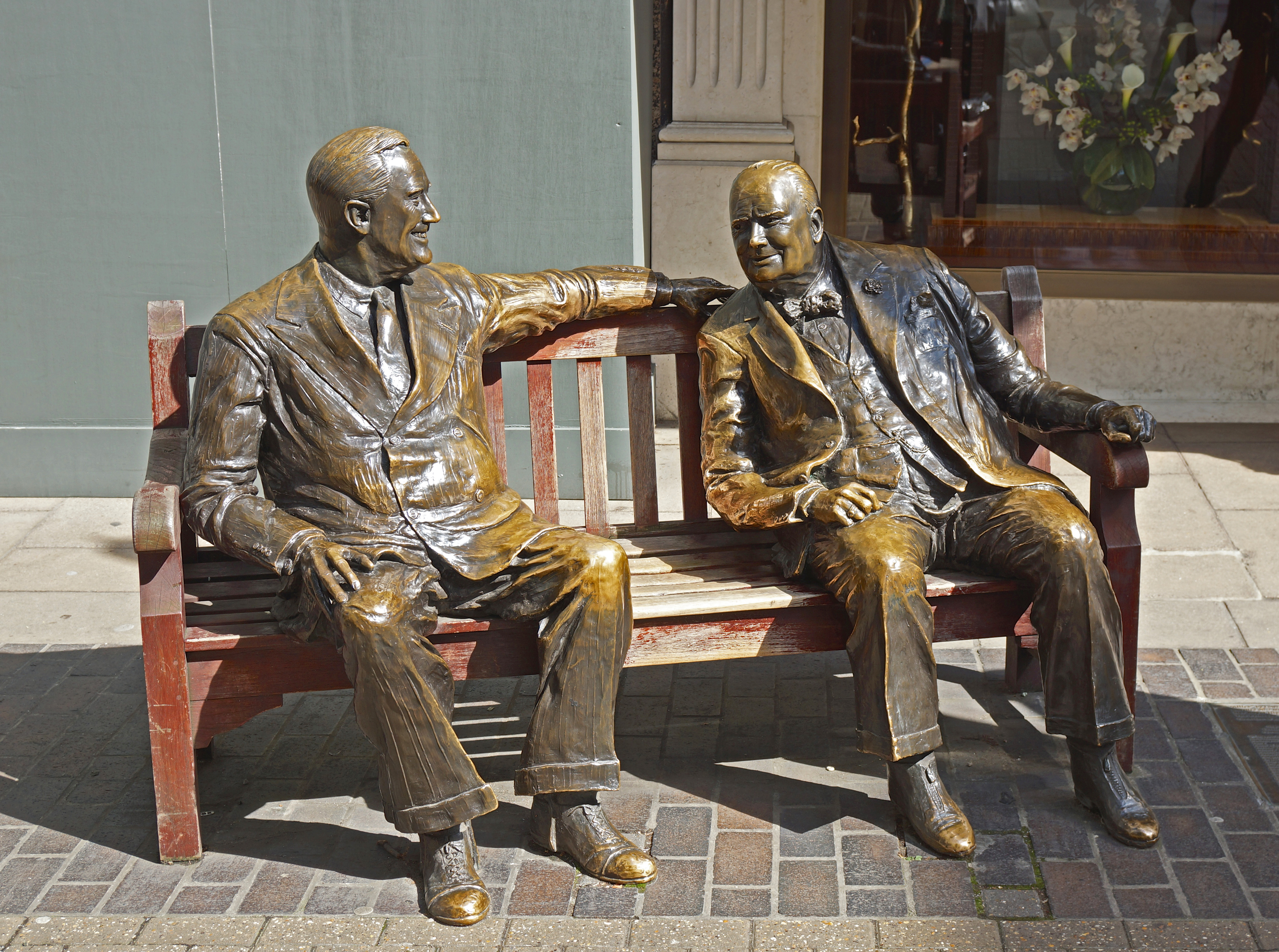
«Союзники» (1995) Лоуренс Голофсенер — скульптурна група, що зображує Франкліна Рузвельта та Черчилля на Нью-Бонд-стріт, Лондон

Черчилль був плідним письменником. Він використовував псевдоніми «Вінстон С. Черчилль» та «Вінстон Спенсер Черчилль», щоб уникнути плутанини зі своїм тезкою американським прозаїком, з яким він завів дружнє листування. У його доробку роман, два життєписи, три томи спогадів, кілька історичних праць та численні статті в пресі. Дві найвідоміші праці, надруковані після першого прем'єрства, принесли йому письменницьку славу, — дванадцятитомні мемуари «Друга світова війна» та чотиритомник "Історія англомовних народів". Упродовж багатьох років статті у пресі дозволяли йому послабити фінансовий тягар: наприклад, 1937 року вийшло 64 його статті, і за деякі з них він одержав чималий гонорар. 1953 року Черчиллю вручили Нобелівську премію з літератури «за неперевершеність історичного й біографічного опису, за блискуче ораторське мистецтво, з допомогою якого відстоювалися найвищі людські цінності».
Після відставки з Адміралтейства в 1915 році Черчилль захопився малюванням і став досвідченим маляром-аматором. Підписуючи картини псевдонімом «Чарльз Морін», він не полишав це хобі протягом усього життя і виконав сотні картин, багато з яких можна побачити в його майстерні в Чартвеллі, а також у приватних колекціях.
Черчилль був мулярем-аматором, будував будівлі та садові стіни у Чартвеллі. Він навіть вступив до Об'єднаного союзу працівників будівельної галузі, але був виключений після того, як відновив своє членство в Консервативній партії. А ще він розводив метеликів у Чартвеллі, щороку тримаючи їх у переобладнаному літньому будиночку, поки не наставала пора їх випустити. Зажив слави як любитель тварин, завжди тримав переважно котів, а ще собак, свиней, ягнят, карликових курей, кіз та лисенят.

## Спадщина

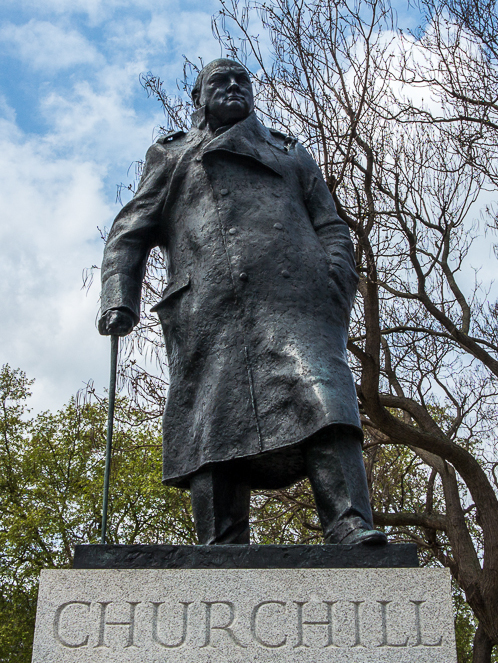
Статуя Черчилля (1973) за проєктом Айвора Робертса-Джонса на Парламентській площі в Лондоні

### «Людина долі»
Черчилль завжди самовпевнено вважав себе «людиною долі». Через це йому бракувало стриманості і він був здатен на необачні вчинки. Віра в себе проявилася в його «спорідненості з війною», щодо якої, за словами Себастіана Гаффнера, він проявив «глибоке і вроджене розуміння». Черчилль вважав себе військовим генієм, але це зробило його вразливим до невдач, і, за словами Пола Аддісона, Галліполі було «найбільшим ударом, якого коли-небудь зазнавало його самоусвідомлення». Утім, Дженкінс зазначає, що хоча війна збуджувала й бадьорила Черчилля, він ніколи не був байдужим до страждань, яких вона завдає.

### Політична ідеологія
Деякі спостерігачі вважали, що Черчиллем як політиком переважно керували особисті амбіції, а не політичні принципи. На початках парламентської кар'єри він був надміру зухвалим і схильним до суперечок. Його ущипливий риторичний стиль приніс йому чимало ворогів у парламенті. З іншого боку, його вважали чесним політиком, який виявляв особливу лояльність до своєї родини та близьких друзів. За словами Дженкінса, йому «найпаче бракувало стриманості та вміння приховувати почуття». На думку Родса Джеймса, він був «не здатен на інтриги, а ще був напрочуд невинним і прямолінійним».
До початку Другої світової війни підхід Черчилля до політики породжував загальну «недовіру та неприязнь», великою мірою через два переходи від однієї партії до іншої. Біографи по-різному класифікували його з погляду політичної ідеології як «принципового консерватора», «послідовного ліберала»  і «ніколи не обмежуваного партійною приналежністю». Дженкінс каже, що віра Черчилля в себе була «набагато сильнішою за будь-яку класову чи вузькогрупову вірність». Незалежно від того, був Черчилль консерватором чи лібералом, він майже завжди був проти соціалізму, бо ця ідеологія тяжіла до державного планування, тоді як сам він вірив у вільний ринок. Винятком був період його коаліції воєнного часу, коли він повністю покладався на підтримку своїх колег із Лейбористської партії. Хоча лідери лейбористів були готові приєднатися до коаліції Черчилля, його здавна розглядали як ворога робітничого класу. Його реакція на заворушення в долині Ронди та антисоціалістична риторика викликали осуд соціалістів. Вони розглядали його як реакціонера, який представляв імперіалізм, мілітаризм та інтереси вищих класів у класовій війні. Роль у протидії загальному страйку зробила його ворогом багатьох страйкарів та більшості членів лейбористського руху. Парадоксально, але Черчилль підтримував профспілковість, яку розглядав як «антитезу соціалізму».
З іншого боку, недоброзичливці Черчилля не брали до уваги його реформи всередині країни, бо хоч багато в чому він був радикалом і реформатором, але завжди з наміром зберегти наявну соціальну структуру, ніколи не заперечуючи її. Він не міг проявляти емпатію до бідних, тому натомість відчував до них симпатію, демонструючи те, що Аддісон називає ставленням «доброзичливого патерналіста». Дженкінс, який сам був старшим міністром від лейбористів, зауважив, що Черчилль ще на початках своєї роботи в уряді мав «значні здобутки як соціальний реформатор». Родс Джеймс теж вважав, що досягнення Черчилля в ролі соціального реформатора були «чималими». За словами Родса Джеймса, цього Черчилль зміг досягнути завдяки тому, що на посаді міністра мав «три видатні риси — він наполегливо працював; успішно проводив свої пропозиції через кабінет і парламент; переводив своїх працівників за собою. Ці міністерські заслуги трапляються не так вже й часто, як думають».

### Імперіалізм

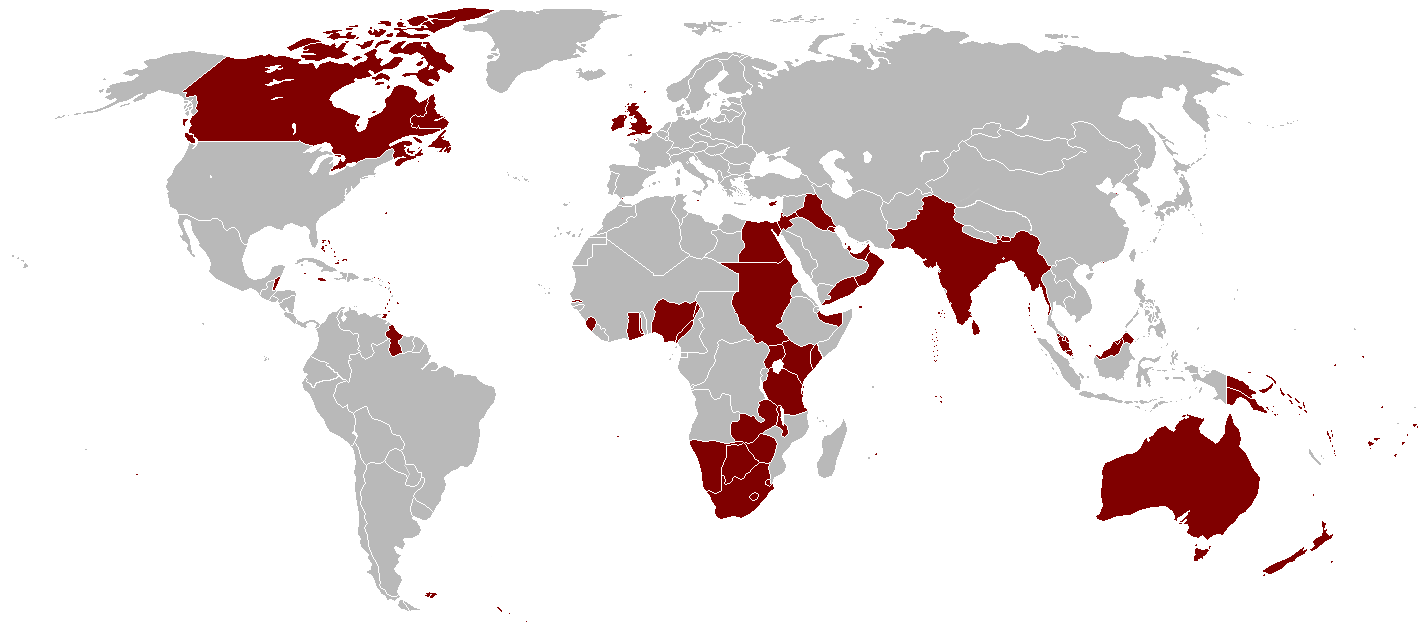
Британська імперія на піку територіальної експансії, 1921 рік

Незалежно від поглядів Черчилля на інші питання політики та реформ, він завжди був непохитним імперіалістом і монархістом. Постійно виражав «романтизований погляд» і на Британську імперію, і на керівного монарха, особливо на Єлизавету II часів його останнього прем'єрства. Його називали «ліберальним імперіалістом» , який розглядав британський імперіалізм як форму альтруїзму, що приносить благо підкореним народам, затим як «завойовуючи інші народи і владарюючи над ними, британці також сприяли розвитку і захищали їх».
Завершуючи життєпис Черчилля, Рой Дженкінс порівнював його з іншим великим імперіалістом, Вільямом Гладстоном, якого Дженкінс визнав «безсумнівно» найвизначнішим прем'єр-міністром XIX століття. Коли Дженкінс починав писати свою книгу, то розглядав Гладстона як визначнішого діяча, але під час написання змінив свою думку. Він завершив цю працю, так оцінивши місце Черчилля:
|  | ...зі всіма своїми особливостями, забаганками, часом дитячістю, але й генієм, цілеспрямованістю і неослабною здатністю долати обставини, як найвидатнішого мешканця Даунінг-стріт, 10. Оригінальний текст (англ.) .....with all his idiosyncracies, his indulgences, his occasional childishness, but also his genius, his tenacity and his persistent ability (to be) larger than life, as the greatest ever (occupant of) 10 Downing Street. |

На відміну від такого опису, сучасники, зокрема інші члени Консервативної партії, оцінювали расові погляди Черчилля як крайні. Якось він описав індіанців як «тваринний народ із тваринною релігією». Його особистий лікар, лорд Моран, сказав про інші раси, що: «Вінстон думає лише про колір шкіри». 1955 року Черчилль висловив підтримку гаслу «Зберігайте Англію білою», оскільки виступав проти імміграції із Вест-Індії. Черчилль дотримувався ієрархічного погляду на раси, вважаючи, що білі люди є найвищими, а чорні — найнижчими. . Рішення Черчилля як міністра внутрішніх справ підтримати «сегрегацію за кольором шкіри» призвело до заборони британському чемпіонові з боксу в середній вазі Лену Джонсону відвідувати Королівський Альберт-гол та Національний спортивний клуб, бо він був чорним. Він виступав проти самоврядування чорношкірих або корінних народів в Африці, Австралії, Карибському басейні, Америці та Індії, бо вважав, що британський імперіалізм у своїх колоніях був на благо «первісних» та «підпорядкованих рас». Під час інтерв'ю 1902 року, обговорюючи свої погляди на китайців, Черчилль заявив, що «великі варварські нації» будуть «загрожувати цивілізованим націям», але «арійська порода обов'язково візьме гору».

### Літературний доробок
- Розповідь про Мелекенд: Епізод з прикордонної війни, 1898. The Story of the Malakand Field Force: An Episode of Frontier War.
- Річкова війна: Історичний звіт про прагнення захоплення Судану, 1899. The River War: An Historical Account of the Reconquest of the Soudan.
- Саврола (роман), 1900. Savrola (український переклад — видавництво Жупанського, 2017)
- Від Лондона до Преторії через Ледісміт, 1900. From London To Ladysmith via Pretoria.
- Похід Яна Гамільтона, Лондон 1900. Ian Hamiltons's March, London 1900.
- Лорд Рендольф Черчилль, 1906.  Lord Randolph Churchill.
- Мої африканські подорожі, 1908. My African Journey.
- Світова криза, 4 томи, 1923 до 1929. The World Crisis, 4 Bände, 1923 bis 1929.
- Мої молоді роки, 1930. My Early Life.
- Мальборо. Його життя і час, з 1933 до 1938 року, 4 томи. Marlborough. His Life and Times.
- Історія англомовних народів. 4 томи. A History of the English-Speaking Peoples.
- Друга світова війна в 6 томах (1948) The Second World War. Нобелівська премія з літератури 1953 року. Крім того, ця об'ємна праця замикає Рейтинг 100 найкращих книг усіх часів журналу Ньюсвік[494]. Український переклад скороченого видання у двох томах — «Спогади про Другу світову війну». Т 1,2., видавництво Жупанського, 2018;
- Виступи (Вінстона Черчилля) під час війни, (відбір, передмова та примітки Клауса Кернера, презентовано у Гамбурзі та Відні у 2002 році.) Reden in Zeiten des Krieges, ausgewählt, eingeleitet und erläutert von Klaus Körner

## Зображення в культурі
Серед найвідоміших життєписів Черчилля — праці Аддісона, Ґілберта, Дженкінса та Родса Джеймса. Утім, у статті для Міжнародного товариства Черчилля професор Девід Фріман нарахував 62 життєписи, що з'явились до кінця XX століття, і це враховуючи тільки англомовні книги.
На публічній церемонії у Вестмінстер-холлі 30 листопада 1954 року до 80-річчя Черчилля, обидві Палати парламенту спільно подарували йому портрет на повний зріст пензля Ґреєма Сазерленда. Утім, за наявними даними, подружжя зненавиділо цю картину, і згодом Клементайн її знищила .

## Вшанування пам'яті

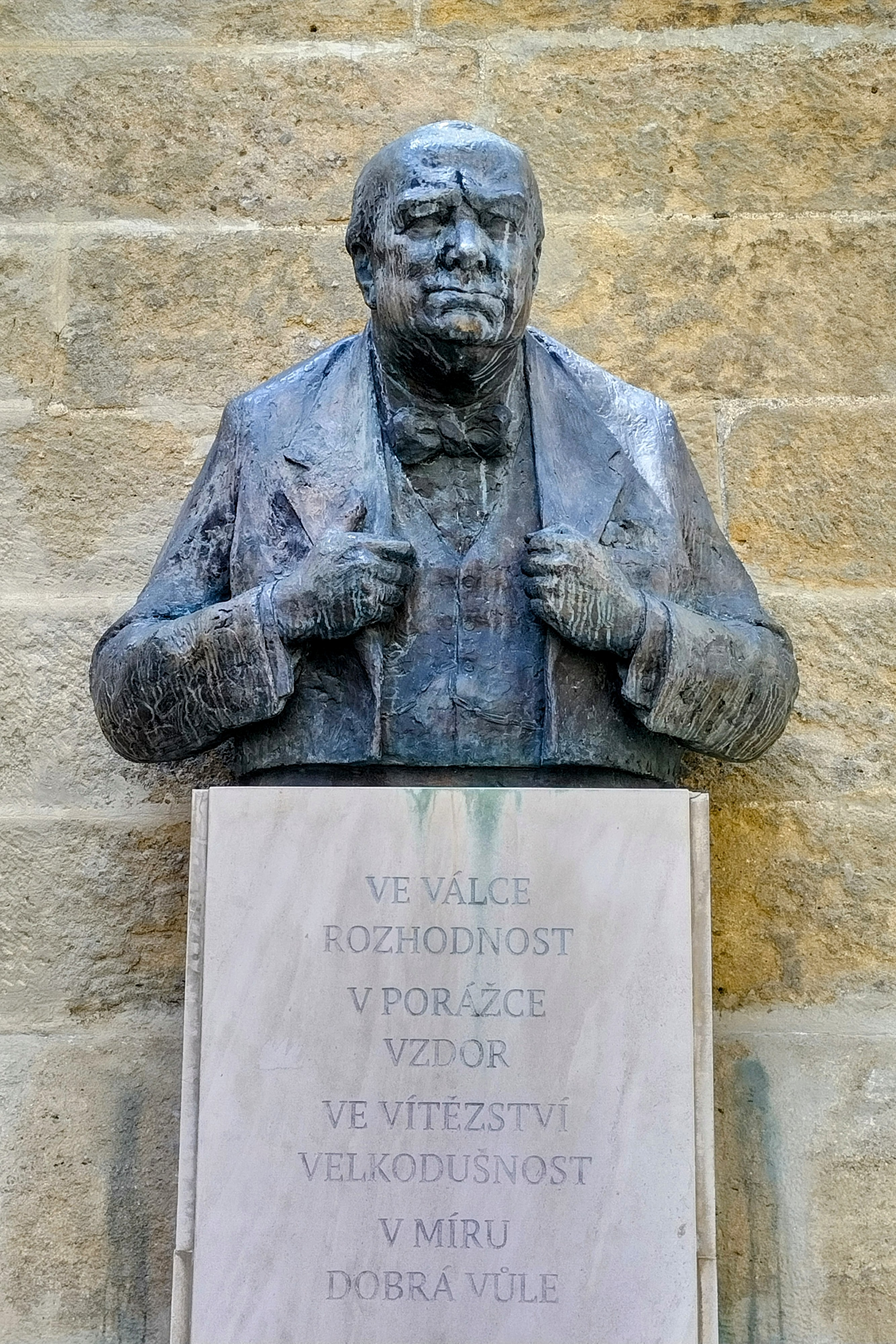
Погруддя В. Черчиллю біля посольства Великої Британії у Празі

В усьому світі Черчиллю присвячено численні меморіали. 1973 року вдова Клементайн відкрила його статую на Парламентській площі. Крім Черчилля, на площі розміщено 11 статуй інших видатних політичних діячів, зокрема його товариша Ллойда Джорджа та його індійського політичного ворога Ґанді. Кабінети Уряду воєнного часу перейменовано на Музей Черчилля та Кабінети Уряду воєнного часу. Черчилль-коледж у Кембриджському університеті став національним меморіалом Черчиллю. Опитування BBC 2002 року показало велику повагу до Черчилля у Великій Британії. Він здобув 447 423 голоси, ставши найвизначнішим британцем усіх часів, тоді як наступний за списком, Ісамбард Кіндом Брунель, відстав на 56 000 голосів.
Вінстон Черчилль — один із восьми людей, кому надано почесне громадянство США; серед інших — Лафаєт, Рауль Валленберг та Мати Тереза. 1999 року ВМС США назвали новий есмінець типу «Арлі Берк» ім'ям Вінстон С. Черчилль. Серед інших меморіалів у Північній Америці — Національний музей Черчилля у Фултоні, штат Міссурі, де 1946 року він виголосив промову «Залізна завіса»; Черчилль-сквер у центральному Едмонтоні (Альберта); гірський масив Хребет Вінстона Черчилля на північний захід від озера Луїза, теж в Альберті.
Вінстона Черчилля зобразили на британській банкноті номіналом 5 фунтів, введеній в обіг з 13 вересня 2016 року.
15 листопада 2022 року у місті Кропивницький вулицю Хабаровську перейменували на вулицю Вінстона Черчилля.
У травні 2023 року колишня вулиця Червоноткацька у Дніпровському районі Києва отримала нову назву на честь Вінстона Черчилля..

## Сім'я та походження
У вересні 1908 року Черчилль одружився з Клементайн Гозьєр. Їхній шлюб тривав 57 років. Черчилль усвідомлював, яким тягарем для шлюбу є його політична кар'єра. За словами Колвілла, у 30-х роках він мав короткий роман з Доріс Каслросс, хоча Ендрю Робертс ставить це під сумнів.
У Вінстона та Клементайн народився один син і чотири дочки:
- (1-а дочка) Діана Черчилль[513] (11 липня 1909 — 19 жовтня 1963 року). Спершу дружина Джона Мілнера Белья, потім Д. Сендіса, від якого мала двох дітей: Барронету й Дункана. Але через невдале життя у цих шлюбах мала часті нервові зриви й лікувалась у клініках.
- (син) Фредрік Едвард Рандольф Черчилль[514] (28 травня 1911 — 6 червня 1968) (Randolph Fredrick Edward Churchill). Пішов слідами батька, будував політичну кар'єру. А його син (онук Черчилля) був доволі успішним політиком (помер у 2010 році).
- (2-а дочка) Сара Міллісент Герміона Спенсер Черчилль[168] (7 жовтня 1914 — 24 вересня 2005), (Sarah Millicent Hermione Spencer Churchill), тричі виходила заміж, але потомства не дочекалася. Спробувала себе у різних амплуа. Зіграла незначну роль придворної королеви Великої Британії Анни пані Сари Дженінґс у фільмі «Королівське весілля» з Фредом Астером. Першим чоловіком був Олівер Вік, американський комік, якого Черчилль не дуже любив і не сприймав цей шлюб. Другим чоловіком, був Ентоні Бічемп — фотограф, який помер. Третім чоловіком був барон Одлі.
- (3-дочка) Меріґолд Френсіс Черчилль[193] (15 листопада 1918 — 23 серпня 1921), Marigold Frances Churchill. Померла в серпні 1921 року від сепсису горла[515]. Її поховали на цвинтарі Кенсал-Ґрін[516].
- (4-дочка) Мері Спенсер Черчилль[517] (народилася 15 вересня 1922 — 31 травня 2014), (Mary Spencer Churchill), дружина Крістофера Сомеса, у вдалому та щасливому шлюбі мала 5 дітей.

Того ж місяця, коли народилась остання дочка Черчиллів, вони купили приміський будинок Чартвелл, який був їхньою домівкою до смерті Вінстона в 1965 році. За словами Дженкінса, Черчилль був «захопленим і люблячим батьком», але також покладав надто великі сподівання на своїх дітей.

## Нагороди

### Британські
- Орден Підв'язки (Knight Companion) — 1954 рік
- Орден Заслуг (Order of Merit) — 1946 рік
- Орден Кавалерів Пошани (Order of the Companions of Honour) — 1923 рік
- Індійська медаль (India Medal-clasp) за Пенджабський прикордонний конфлікт у 1897-98 роках
- Королівська медаль Судану (Sudan medal) у 1896-98 роках
- Королівська медаль Південної Африки з шістьома застібками у 1901 році (The Queen's South Africa medal)
- Зірка 1914-15 (Star 1914-15) за Першу світову війну.
- Британська воєнна медаль (British War Medal 1914—1918)
- Британська медаль Перемоги (Victory Medal (United Kingdom) 1914—1919)
- Зірка Африки (Africa Star) у 1945 році
- Зірка Італії (Italy Star) у 1945 році
- Зірка Франції та Німеччини (France and Germany Star) у 1945 році
- Медаль війни 1939-1945 (War Medal 1939—1945)
- Коронаційна медаль Короля Георга V (King George V Coronation Medal) у 1911 році
- Ювілейна срібна медаль Короля Георга V (King George V Silver Jubilee Medal) у 1935 році
- Коронаційна медаль Короля Георга VI (King George VI Coronation Medal) у 1937 році
- Коронаційна медаль Королеви Єлизавета II (Queen Elizabeth II Coronation Medal) у 1953 році
- Відзнака Територій (Territorial Decoration) у 1924 році

### Інших країн
- Хрест Ордену Військових заслуг, червона стрічка першого класу, (Іспанія, 1895)
- Орден Леопольда I (Бельгія, 1945), Grand Cordon of the Order of Leopold
- Орден Нідерландського лева, (Нідерланди, 1946), Knight Grand Cross, Order of the Netherlands Lion
- Орден Дубового вінця, (Люксембург, 1946), Grand Cross, Order of the Oak Crown
- Орден Святого Олафа, (Норвегія, 1948), Grand Cross with Chain, Royal Norwegian Order of St. Olav
- Орден Слона, (Данія, 1950), Knight of the Order of the Elephant
- Орден Визволення (Франція), (1958), Ordre de la Libération
- Зірка Непалу перший клас, (Непал, 1961), Most Refulgent Order of the Star of Nepal
- Орден Саїда Мухаммеда бен Алі ель Сенносі, (Лівія, 1962), Grand Sash of the High Order of Sayyid Mohammed bin Ali el Senoussi
- Медаль «За видатні заслуги» армії США (США, 1919), Distinguished Service Medal (Army) {United States}
- Круа-де-Гуерре (Бельгія, 1945), Croix de Guerre with Palm Belgium
- Військова медаль, (Люксембург, 1946), Military Medal 1940–45
- Військова Медаль (Франція, 1947), Medaille Militaire
- Круа-де-Гуерре (Франція, 1947), Croix de Guerre
- Медаль Кубинської кампанії — 1895–98, (Іспанія, 1914), Cuban Campaign Medal, 1895–98
- Медаль Хедивів Судану (застібка: Хартум) (Єгипет, 1899) Khedive's Sudan Medal
- Медаль Свободи Короля Крістіана X, (Данія, 1947), King Christian X's Liberty Medal

### Почесні відзнаки
- У 1901 році він вступив у Лондонську масонську ложу «Юнайтед Стадголм» («Unated Studholme Lodge No.1591») під номером 1591, а у 1902 році — до ложі «Розмарин» («Rosemary Lodge No.2851») під номером 2851. За словами Великого секретаря ради Гранд Англії, сера Сідні Вайта, він був радше пасивним членом, який упродовж багатьох років не завжди й був на засіданнях ложі.
- Член консервативних джентльменських клубів — Чарльтон клуб Carlton Club, Афінський клуб Athenaeum Club та ліберального Клубу Реформ Reform Club.
- Член Королівського товариства, Fellow of the Royal Society
- Таємний радник (1907), Privy Councillor
- Канцлер герцогства Ланкастерского 1914—1915, Chancellor of the Duchy of Lancaster
- Почесний комодор авіації 615-ї ескадрильї Королівських ВПС (1939), Air Commodore of No.615 Squadron RAF
- Полковник, командир 4-ї королівської особистої гусарської кавалерії, 1941 (пізніше особисті Королівські ірландські Гусари) (1957), Colonel in Chief of 4th Queen's Own Hussars (later Queen's Royal Irish Hussars)
- Радник королівської Таємної ради Канади (1941), Queen's Privy Council for Canada
- Нобелівська премія з літератури (1953), Nobel Prize in Literature
- Міжнародна премія імені Карла Великого (1956) Karlspreis
- Королівське товариство Святого Георгія (заступник Голови), Royal Society of St George
- Сини Американської революції, Sons of the American Revolution

### Вчені ступені
- Ректор Університету Абердина у 1914—1918.
- Ректор Единбурзького університету у 1929—1932.
- Канцлер університету у Бристолі у 1930.
- Почесний ступінь доктора права Рочестерського університету у США.
- Почесний ступінь доктора права Гарвардського університету у США.
- Почесний ступінь доктора права Університету Макгілла в Канаді.
- Почесний ступінь доктора філософії у Копенгагенському університеті.
- Почесний ступінь доктора у Вестмінстерському коледжі Фултона штату Міссурі — 1946.
- Почесний ступінь доктора в Університеті Маямі штату Флорида — 1947.

## Фільми про Вінстона Черчилля
Художні:
- Темні часи (2017)
- Корона (телесеріал) (2016)
- Черчилль (2016)
- Секрет Черчилля (2016)
- Король говорить (2010)
- Назустріч шторму (2009)
- Насувається буря (1974)
- Молодий Вінстон (1972)

Документальні:
- «Війна вождів (Warlords)» (2005): серія 2 «Черчилль проти Рузвельта (травень 1940 — квітень 1942)»; серія 3 «Черчилль проти Сталіна (червень 1941 — червень 1944)».
- Випробування Черчилля (Challenging Churchill) (2012)
- Черчилль — телесеріал (The Churchills) (2012)